# Nose art

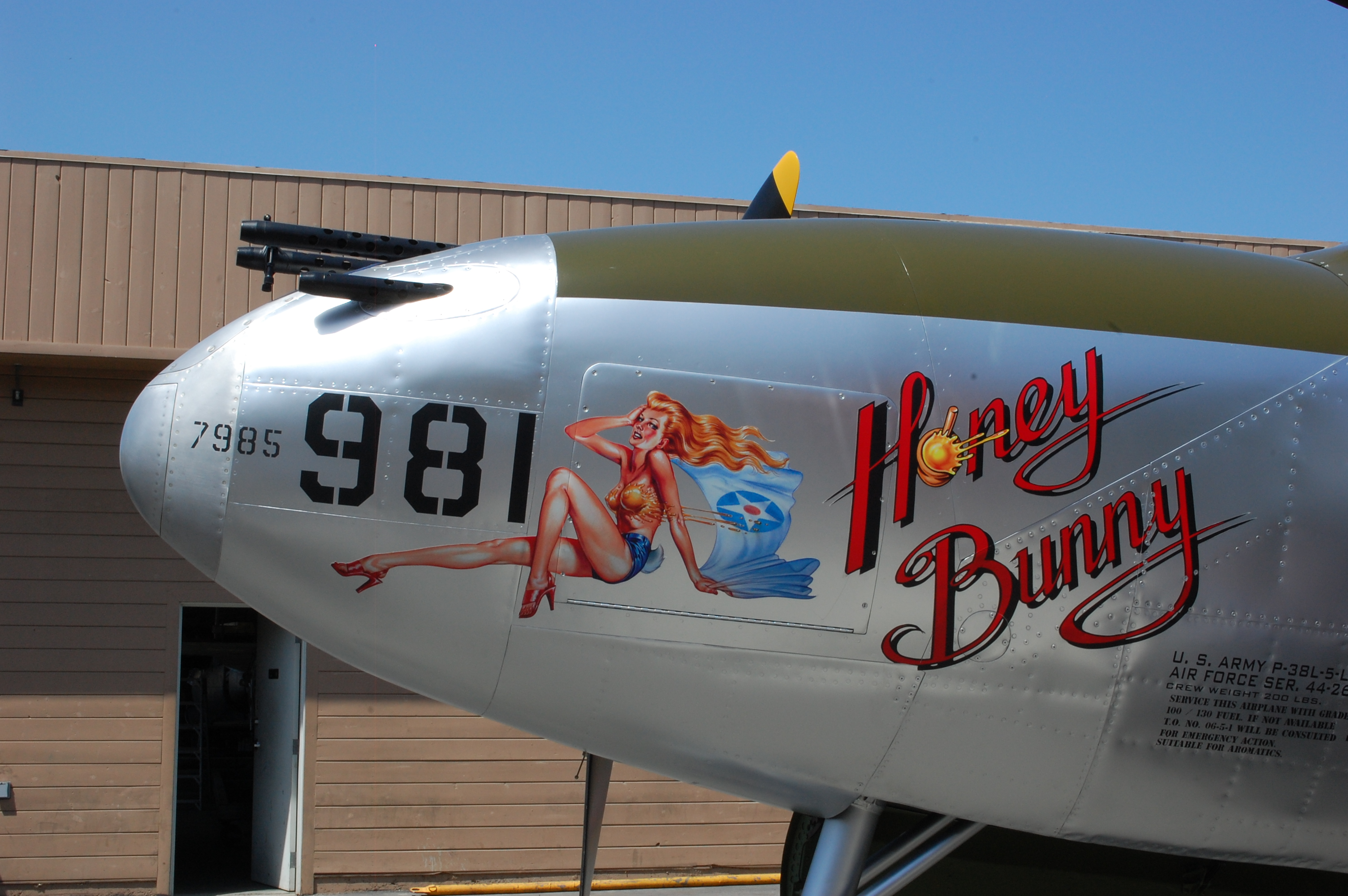
"Honey Bunny", su un Lockheed P-38 Lightning

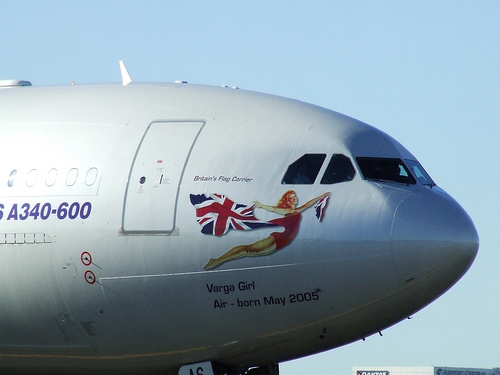
Nose art su un A340-600 G-VGAS della Virgin Atlantic

Con il termine Nose art (letteralmente 'arte del naso') ci si riferisce a dipinto o un disegno decorativo sulla fusoliera di un aereo, di solito sulla fusoliera anteriore.
Utilizzata inizialmente per ragione pratiche per facilitare il riconoscimento delle unità amiche, la pratica si è evoluta per esprimere l'individualità spesso ristretta dall'uniformità militare, per evocare ricordi di casa e del tempo di pace, e come una sorta di protezione psicologica contro lo stress della guerra e la probabilità della morte. Parte del suo appeal proveniva dal fatto che la nose art non fosse stata ufficialmente approvata, nonostante le norme contro di essa non venissero applicate.
Per la sua natura indipendente e non ufficiale, è considerata arte popolare, inseparabile dal lavoro così come rappresentativa di un gruppo. Può anche essere paragonata a sofisticati graffiti. In entrambi i casi, l'artista è spesso anonimo e l'arte stessa è effimera. Inoltre, si basa su materiali immediatamente disponibili.
La nose art è in gran parte una tradizione militare, ma gli aerei di linea civili gestiti dal gruppo Virgin presentano delle "Virgin Girls" sul naso come parte della loro livrea. In senso lato, la 'tail art', riferita alla coda degli aerei di diverse compagnie aeree come l'Eskimo dell'Alaska Airlines, può essere definita anch'essa nose art, così come i segni distintivi sulle code degli attuali squadroni della Marina americana. Vi furono eccezioni, tra cui il B-17F "Whizzer"  dell'VIII Commando Bombardiere,  che aveva raffigurata una ragazza che montava una bomba sulla pinna dorsale.

## Storia

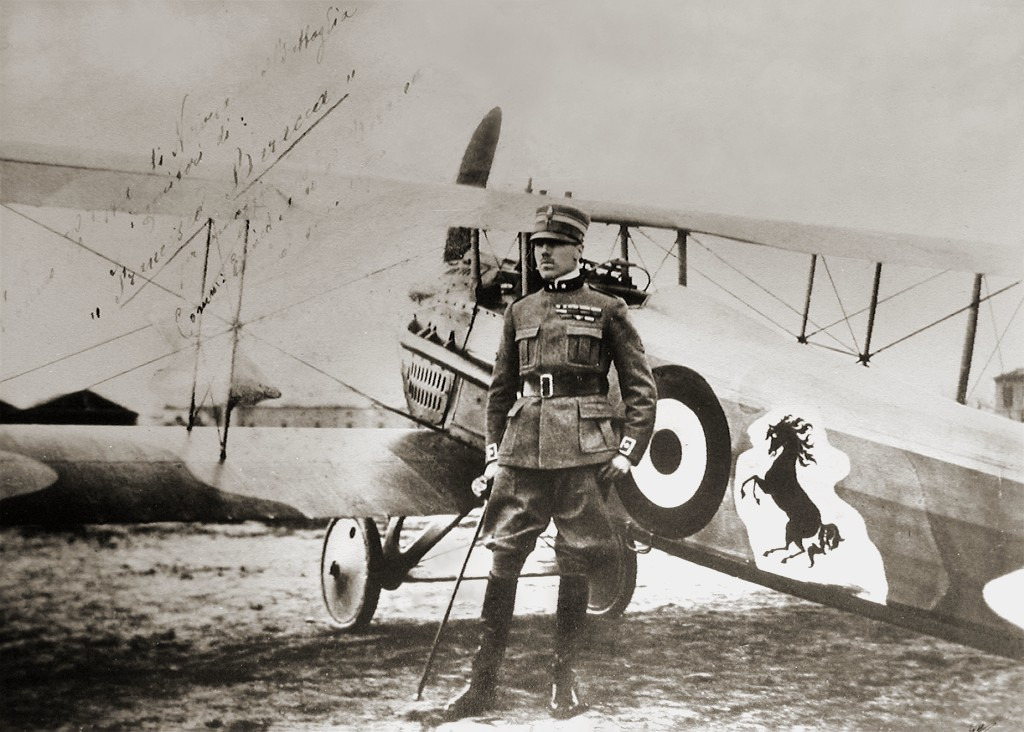
Il conte Francesco Baracca e il suo SPAD S.VII, con il cavallino rampante che ispirò l'emblema Ferrari

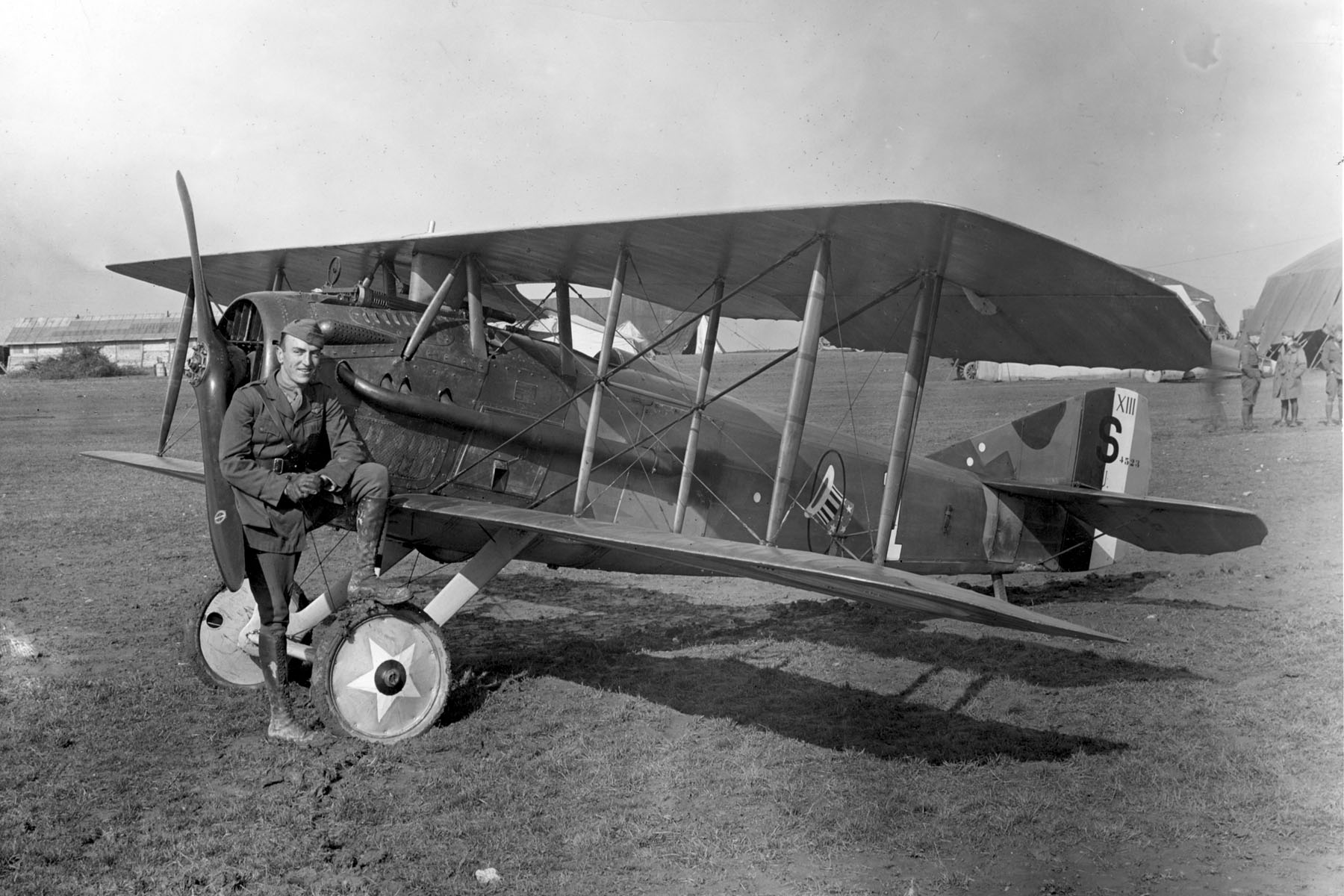
Eddie Rickenbacker con uno SPAD XIII (notare l"Hat in the Ring" segno distintivo del 94º Squadrone Aereo), Francia, 1918

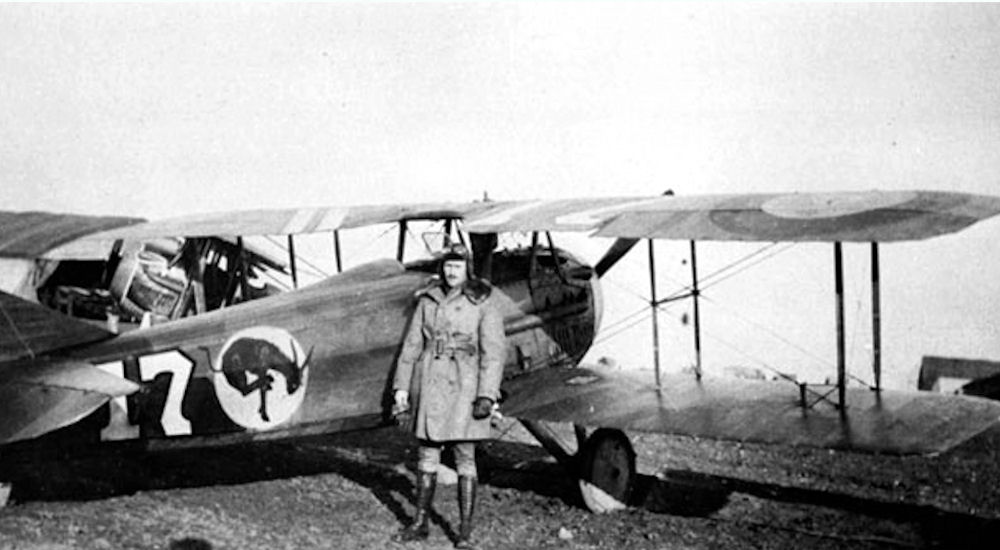
Spad XIII da inseguimento del 95º Squadrone Aereo con raffigurato un mulo che calcia, Francia, 1918

La collocazione di decorazioni personalizzate su aerei da combattimento è iniziata con piloti italiani e tedeschi. Il primo esempio che si ricordi fu un mostro marino dipinto su una barca volante italiana nel 1913.  Ad esso seguì la popolare pratica di dipingere una bocca sotto il propulsore dell'elica iniziata dai piloti tedeschi nella prima guerra mondiale. L'esempio di nose art più conosciuto è forse il muso dello squalo reso famoso dai volontari americani delle Tigri volanti, apparso per la prima volta nella prima guerra mondiale su un Sopwit Dolphin britannico e un Roland C.II tedesco, anche se spesso con un effetto più comico che minaccioso. Il cavallino rampante dell'asso italiano Francesco Baracca era un'altra immagine ben nota.
La nose art della prima guerra mondiale era solitamente rappresentata da raffigurazioni a volte stravaganti da parte dei vari squadroni. Questo perché si seguiva la politica ufficiale stabilita dal capo del servizio aereo delle forze di spedizione americane, il generale di brigata Benjamin Foulois, il 6 maggio 1918, che impose la creazione di simboli degli squadroni aerei facilmente identificabili.  Gli esempi più celebri della prima guerra mondiale includono l'"Hat in the Ring" del 94º squadrone aereo americano, ideato probabilmente dal tenente Johnny Wentworth) e il "Kicking Mule" il mulo calciante del 95º squadrone. Le raffigurazioni di quel periodo erano spesso ideate non dai piloti, ma dal personale di terra.

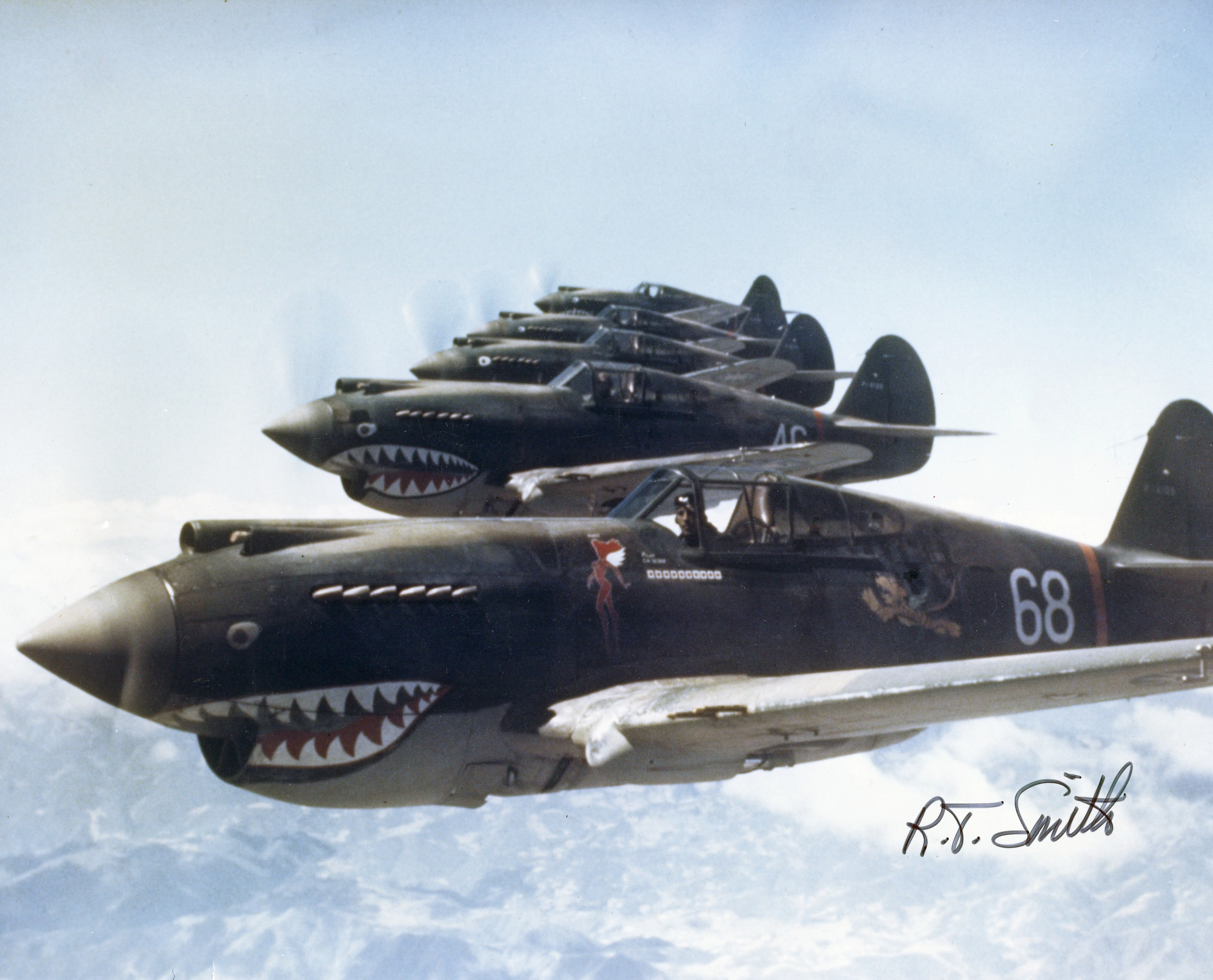
Hell's Angels, 3º squadrone del 1º gruppo di volontari americani "Flying Tigers", 28 maggio 1942

La vera nose art apparve durante la seconda guerra mondiale, che è considerata da molti osservatori l'età d'oro del genere, con la partecipazione di entrambi i piloti sia delle Potenze dell'Asse che degli Alleati. Al culmine della guerra, gli artisti specializzati in questi disegni erano molto richiesti dall'USAAF e venivano pagati abbastanza bene per i loro servizi, mentre i comandanti AAF tolleravano la nose art nel tentativo di aumentare il morale dell'equipaggio. (La US Navy, al contrario, proibiva tali raffigurazioni, la più stravagante si limitava a pochi nomi con lettere semplici, mentre la nose art era rara sia nella RAF che nella RCAF). Il lavoro era svolto da artisti civili professionisti e da talentuosi militari dilettanti. Nel 1941, ad esempio, il 39º squadrone di inseguimento incaricò un artista della Bell Bellcraft di progettare e dipingere il logo di un Cobra tra le nuvole sui loro aerei.
Forse la raffigurazione più duratura della seconda guerra mondiale fu il motivo della faccia di squalo, che apparve per la prima volta sui Bf 110s della Luftwaffe a Creta, dove i Messerschmitts bimotori superarono i biplani Gloster Gladiator del 112º squadrone della RAF. I piloti del Commonwealth furono ritirati in Egitto e riequipaggiati con dei Curtiss Tomahawks dalla stessa catena di montaggio degli aerei delle Tigri volanti dell'American Volunteer Group (AVG) che venivano reclutati per il servizio in Cina. Nel novembre 1941, i piloti AVG videro una foto a colori su un giornale di una bocca di squalo dipinta su un caccia P-40 del 112º squadrone della RAF in Nord Africa e immediatamente adottarono il motivo della faccia di squalo per i loro P-40B. La stessa versione britannica è stata ispirata dalla "sharkmouth" (muso di squalo senza occhi) sui caccia pesanti Bf 110 della ZG 76. Le raffigurazioni furono eseguite dai piloti e dall'equipaggio di terra. Tuttavia,le immagini per le "Tigri volanti" - una tigre del Bengala alata che salta attraverso un simbolo stilizzato a forma di V per la vittoria - furono sviluppate da artisti grafici della Walt Disney Company.

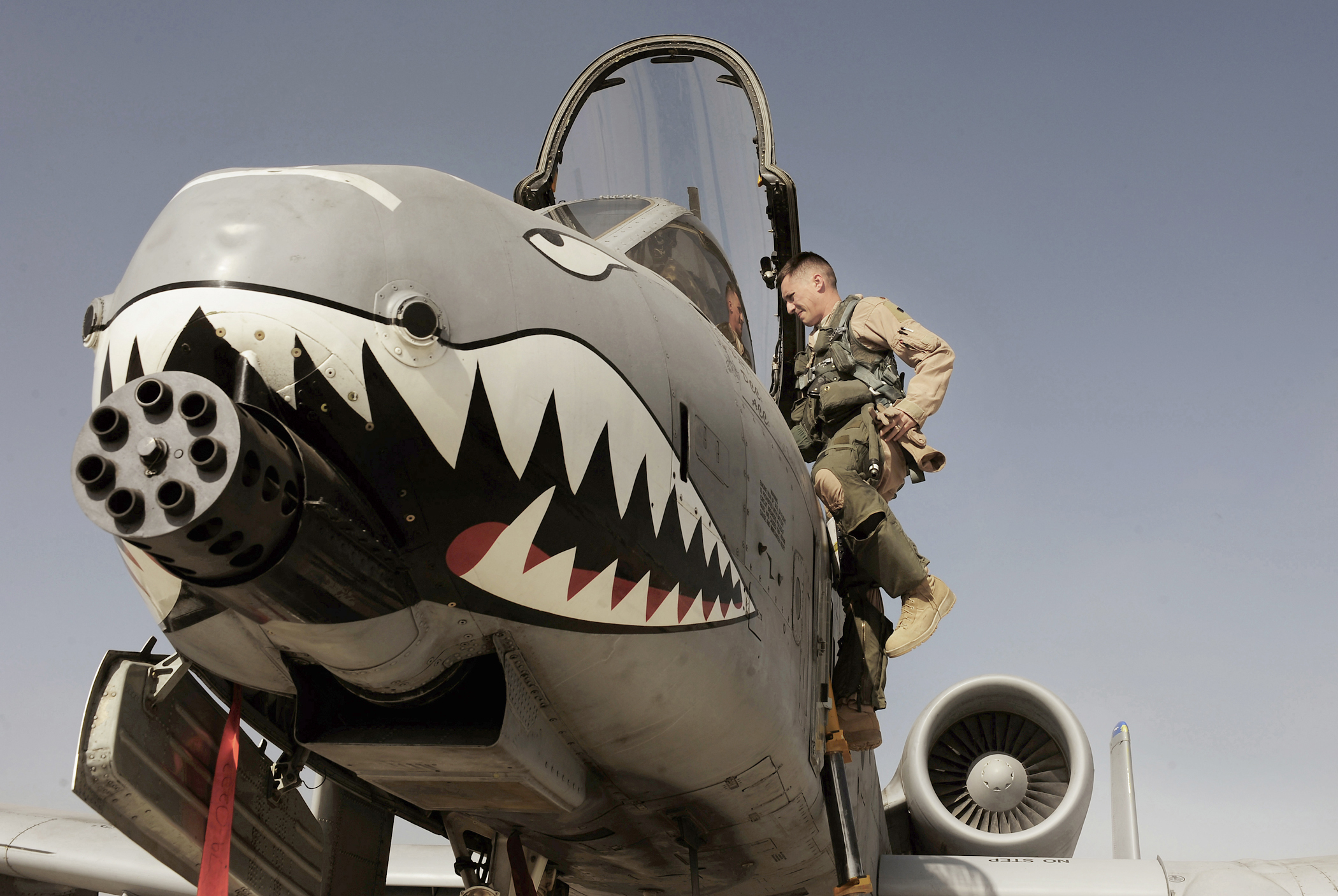
A-10 Thunderbolt II con nose art a tema bocca di squalo, Kandahar Airfield, Afghanistan, 2011

Allo stesso modo, quando nel 1943 il 39º squadrone caccia divenne il primo squadrone americano nel loro campo di operazione con 100 uccisioni, adottarono la faccia di squalo per i loro P-38 Lightning  La faccia di squalo è ancora usata ai giorni nostri, più comunemente sugli A-10 Thunderbolt II (con la sua bocca spalancata che porta al muso del cannone GAU-8 Avenger 30mm dell'aeromobile), in particolare quelli del 23º Gruppo Combattente, l'unità erede dell'AVG.

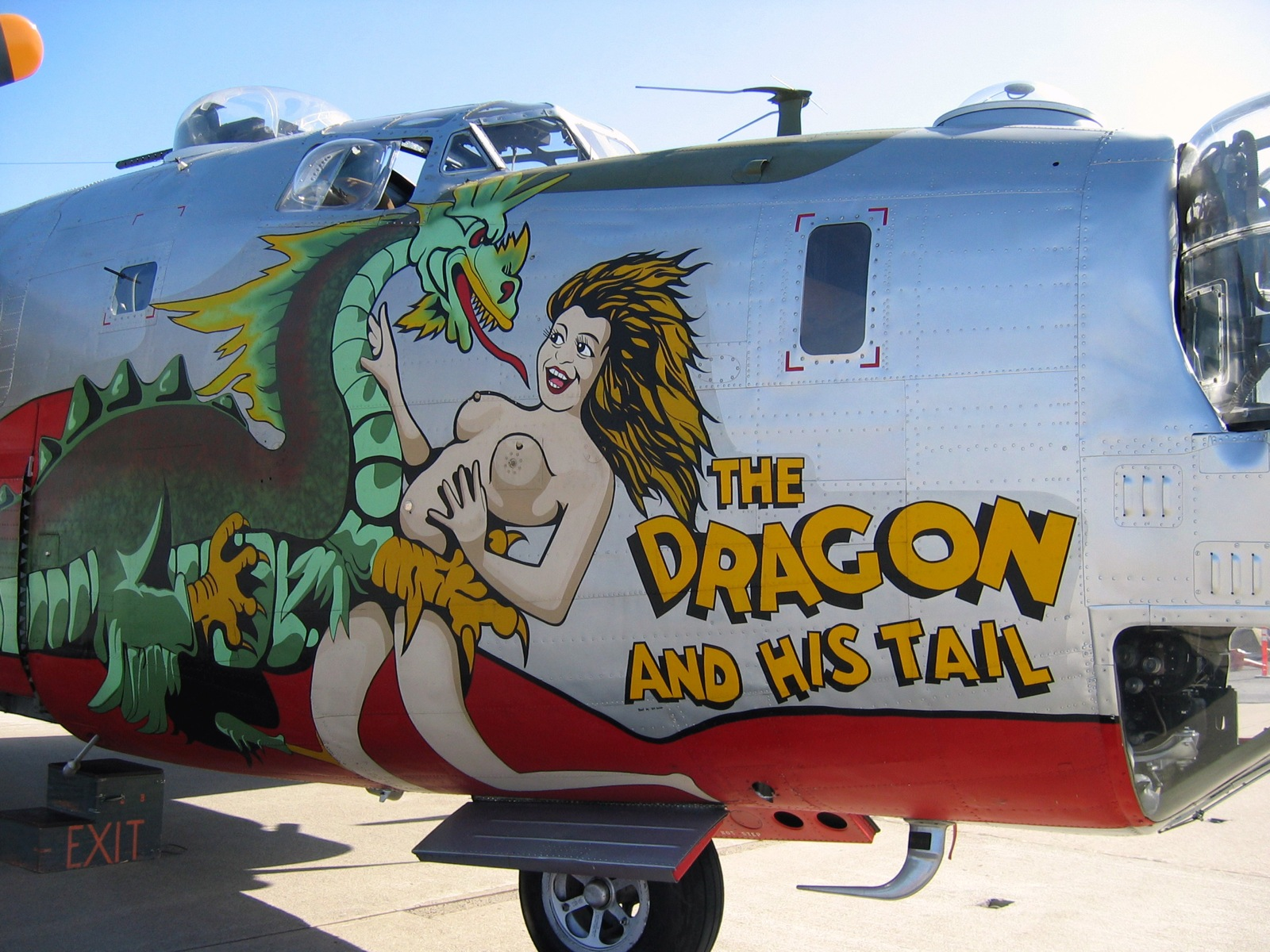
Nose art "Dragon and His Tail", (il dragone e la sua coda) su un Liberator B-24, Moffett Field, 2004 - dal 2005 in poi,.

La più grande opera di nose art conosciuta raffigurata su un aereo da combattimento americano dell'era della Seconda Guerra Mondiale fu realizzata un Liberator B-24 J, numero di coda 44-40973, che era stato nominato "Il drago e la sua coda" del 64º squadrone di bombardamento della Fifth Air Force della USAAF, 43d Bomb Group, nel sud-ovest del Pacifico, pilotati da un equipaggio guidato da Joseph Pagoni, con il sergente Sarkis Bartigian come artista. L'immagine del drago partiva dal muso dell'aereo proprio davanti all'abitacolo, proseguiva lungo l'intera lunghezza dei lati della fusoliera, con il corpo del drago raffigurato direttamente sotto e appena a poppa dell'abitacolo,  il drago che reggeva una donna nuda con le zampe anteriori.

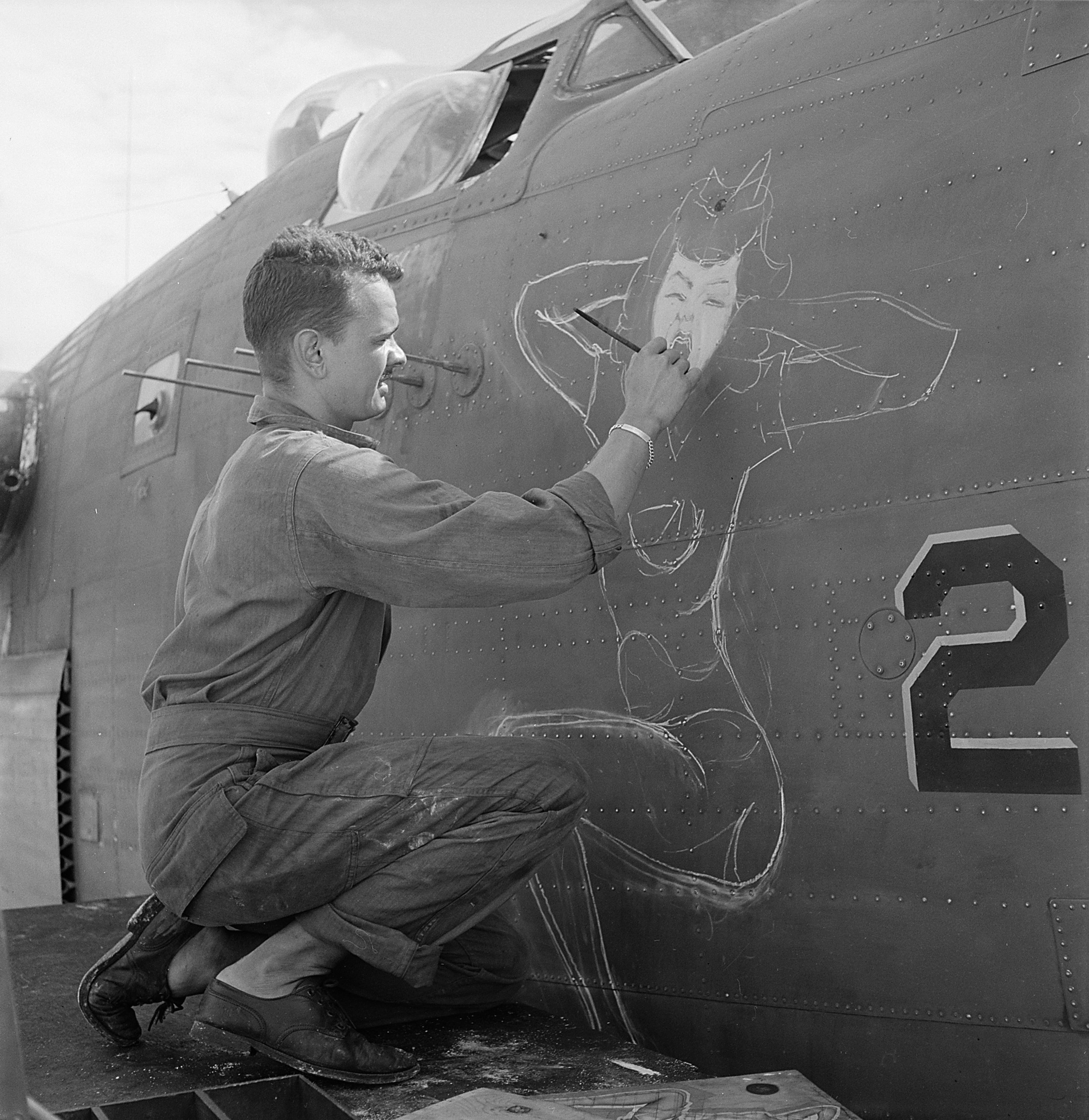
Il Sergente. JS Wilson dipinge un bombardiere a Eniwetok nel giugno del 1944

Tony Starcer era l'artista per il 91º gruppo di bombardieri pesanti, uno dei sei gruppi iniziali schierati dall'ottava forza aerea. Starcer realizzò oltre cento raffigurazioni di B17 famose, tra cui quella del "Memphis Belle". Un artista di nome Brinkman, di Chicago, era responsabile per la nose art a tema zodiacale del B-24 Liberator, in forza all' 834th squadrone bombardieri della Royal Air Force, con sede a Sudbury, in Inghilterra.
Studi recenti hanno dimostrato che gli equipaggi dei bombardieri, che subirono numerose vittime durante la seconda guerra mondiale, hanno spesso sviluppato forti legami con gli aerei su cui volavano, e li hanno decorati affettuosamente con raffigurazioni varie. Gli equipaggi di volo credevano anche che la nose art stesse portando fortuna agli aerei.

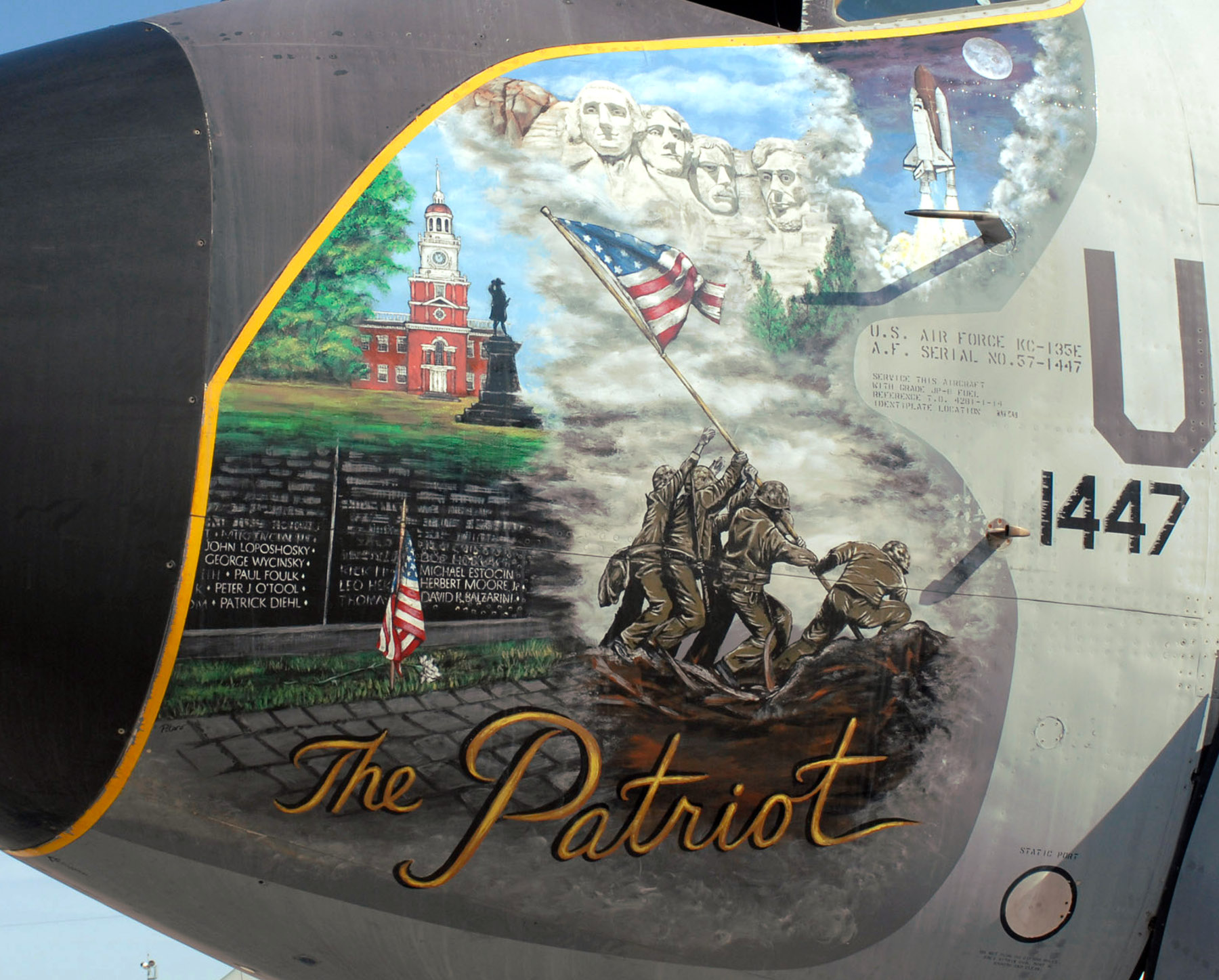
Un Boeing Stratotanker g KC-135E, al Sioux City Air National Guard nel 2007.

Qualche raffigurazione era commemorativa o intendeva onorare alcune persone, come l'immagine di Ernie Pyle sul Superfortress B-29.
Nella guerra di Corea, la nose art era popolare con le unità che portavano i bombardieri A-26 e B-29, i trasportatori con i C-119 e i bombardieri della USAF. A causa dei cambiamenti nelle politiche militari e dei mutati atteggiamenti nei confronti della rappresentazione delle donne, la quantità di raffigurazioni è diminuita dopo la guerra di Corea.
Durante la guerra del Vietnam, ai cannonieri dell'AC-130 degli squadroni delle operazioni speciali dell'aeronautica americana venivano spesso dati nomi le immagini di nose art che erano di accompagnamento, ad esempio "Thor", "Azrael - Angelo della morte", "Ghost Rider", "War Lord" e "The Arbitrator". Il distintivo non ufficiale di uno scheletro volante con un Minigun fu applicato anche a molti aerei fino alla fine della guerra e fu successivamente adottato ufficialmente.
La nose art tornò di moda durante la guerra del Golfo ed è diventata più comune da quando sono iniziate l'operazione Enduring Freedom e la guerra in Iraq. Molti equipaggi hanno creato disegni come parte della mimetizzazione. L'Aeronautica degli Stati Uniti aveva sanzionato ufficiosamente il ritorno delle pin-up (sebbene completamente vestite) mentre il Commando aereo strategico  consentiva la nose art sui suoi bombardieri negli ultimi anni del Commando. L'utilizzo di nomi storici come il Memphis Belle veniva incoraggiato.

## Variazioni regionali
Le fonti per le immagini di nose art americana erano diverse, spaziando da pinup come Rita Hayworth e Betty Grable a personaggi dei cartoni animati come Paperino, Bugs Bunny e Popeye, a personaggi patriottici (Yankee Doodle) ed anche eroi immaginari (Sam Spade). Anche simboli rappresentanti la fortuna come dadi e carte da gioco sono stati fonti di ispirazione, insieme a riferimenti alla morte come la morte personificata. Cartoni animati e pinup erano molto popolari tra gli artisti americani, ma altre opere includevano animali, soprannomi, città natale e titoli di canzoni e film famosi. Alcuni esempi di nose art e slogan erano di disprezzo al nemico, specialmente ai leader nemici.
Più gli aerei e l'equipaggio si trovavano più lontano dal quartier generale o dall'opinione pubblica, più le raffigurazioni erano spinte. Ad esempio, le immagini di nudità erano più comuni era più comune sugli aerei nel Pacifico che sugli aerei in Europa.

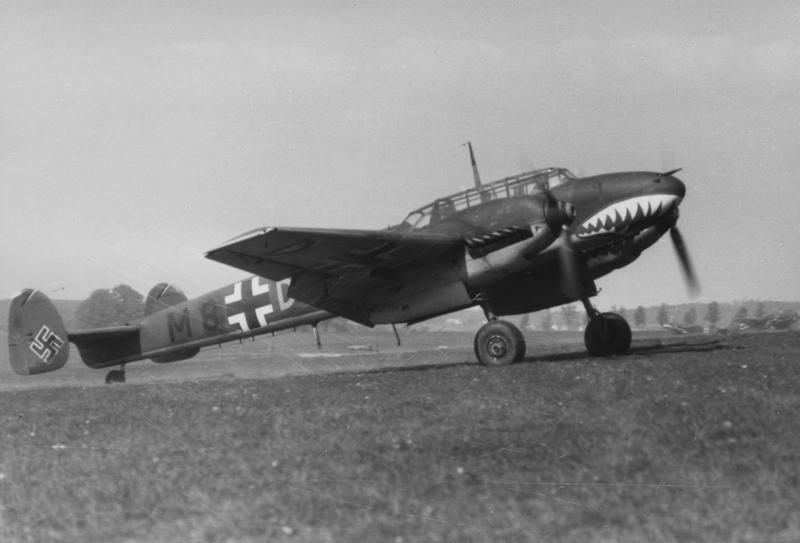
"Bocca di squalo" su un Bf 110 C della ZG 76, maggio 1940

Gli aerei della Luftwaffe spesso non mostravano solitamente nose art, ma c'erano delle eccezioni. Ad esempio, Topolino adornava un Bf-109 della legione Condor durante la guerra civile spagnola e un Ju 87A aveva l'immagine di un grosso maiale all'interno di un cerchio bianco durante lo stesso periodo. Anche il Bf-109E-3 di Adolf Galland aveva una rappresentazione di Topolino, con in mano un telefono dell'epoca, a metà del 1941. Uno Ju 87B-1 (Geschwaderkennung di S2 + AC), pilotato dal maggiore Alfons Orthofer e con sede a Breslau-Schöngarten (oggi Aeroporto Copernico di Breslavia) durante l'invasione della Polonia, fu dipinto con la bocca di uno squalo e alcuni 110 Bf furono decorati con teste di un lupo furioso, vespe stilistiche (come alcuni SKG 210 e ZG 1), o come nel caso dello ZG 76, le bocche dello squalo che avevano ispirato in precedenza sia il 112º Squadrone della RAF sia le Tigri volanti in Cina, sia sul muso degli aerei che sulle coperture dei motori. Un altro esempio fu il Bf-109G-14 di Erich Hartmann, "Lumpi", con la testa di un'aquila. Lo stormo di caccia Jagdgeschwader 54 era conosciuto come Grünherz (Cuori Verdi) dal simbolo che avevano sulla fusoliera, un grande cuore verde. Il Geschwader era stato originariamente formato a Thüringen, soprannominato "il cuore verde della Germania". Forse l'esempio di nose art più vistoso della Luftwaffe era l'immagine di una vipera rossa e bianca che passava attraverso l'intera fusoliera di alcuni Ju 87 Stuka che servivano con il II Gruppe, e in particolare il 6° Staffel di StG 2 in Nord Africa, l'unica opera d'arte conosciuta su un aereo da combattimento pilotato dall'Asse che avrebbe potuto competere per lunghezza di quella del B-24 "Il dragone e la sua coda". vista a sinistra del porto vista a terra del porto intero.
Anche l'Aeronautica Sovietica ha decorato i suoi aerei con immagini storiche, bestie mitiche e slogan patriottici.
L'atteggiamento dell'aeronautica militare finlandese nei confronti della nose art variava a seconda dell'unità. Alcune unità non consentivano alcuna immagine, mentre altre le tolleravano. In generale, la nose art dell'aeronautica finlandese era divertente o satirica, come lo "Stalin cornuto" sul Curtiss P-36 del maggiore Maunula.
La Japan Air Self-Defence Force ha decorato aerei da combattimento con personaggi a tema valchirico con il nome di Mystic Eagle e Shooting Eagle.
A partire dal 2011, la Rikujo Jieitai giapponese ha elicotteri anticarro AH-1S Cobra ed elicotteri di osservazione Kawasaki OH-1 chiamati rispettivamente Ita-Cobra e Ita-Omega, decorati con il tema delle 4 sorelle Kisarazu (木 更 津) (Akane (木 更 津 茜), Aoi (木 更 津 葵), Wakana (木 更 津 若 菜) e Yuzu (木 更 津 柚子)). Aoi è apparsa per la prima volta nel 2011, seguita dalle altre tre sorelle nel 2012.
Secondo quanto riferito, le forze canadesi avevano alcune nose art sugli elicotteri CH-47D Chinook e CH-146 Griffon in Afghanistan.

## Esempi famosi
Adolf Galland era famoso per aver dipinto Topolino sul suo aereo, e la mascotte fu adottata dal suo Gruppe durante la fase iniziale della guerra aerea nella seconda guerra mondiale.
Werner Mölders ha pilotato un Bf 109F-2 dal muso colorato di giallo mentre era con lo stormo Jagdgeschwader 51 (JG 51) nel giugno del 1941.
Altri assi dell'aviazione combattimento e le loro nose art sono diventati sinonimi.
- Il P-51C di Don Gentile soprannominato "Shangri-La", con un'aquila con guantoni da boxe sportivi.
- Il P-51D di John D. Landers, con una particolare scacchiera in bianco e nero con rifiniture rosse.
- La serie di velivoli di Chuck Yeager chiamata "Glamorous Glennis", con lettere luminose.
- L'Hurricane di Ian Gleed e gli spitfire con raffigurato il gatto Figaro, tratto dal film d'animazione Disney del 1940 Pinocchio.
- L'Hawker Tempest Le Grand Charles di Pierre Clostermann aveva dipinto la Croce di Lorena.
- Lo Spitfire IX di Johnny Johnson presentava la foglia d'acero canadese.
- I Bf 109 di Erich Hartmann presentavano un caratteristico design a "tulipano nero" proprio sulla parte anteriore della carenatura, immediatamente dietro lo spinner.
- James MacLachlan, che volò con un braccio artificiale, fece abbellire il suo Hawker Hurricane con una foto del suo braccio amputato mentre faceva il segno della V.
- Gli Spitfire di Brendan Finucane avevano un trifoglio con una "B" al suo interno. Il miglior asso d'Irlanda nella seconda guerra mondiale,  fu anche il più giovane comandante di stormo nella storia della Royal Air Force.

I disegni degli assi dell'aviazione venivano spesso adottati dai loro squadroni, come il Topolino di Galland e il tulipano nero di Hartmann (ancora in uso fino a poco tempo fa sull'aereo del JG 71 "Richthofen" - non apparentemente in uso sui nuovi Eurofighter Typhoons dell'unità).
Ted W. Lawson, che (insieme al giornalista Bob Considine) scrisse riguardo al Raid Doolittle del 1942 in Missione Segreta, pilotò un bombardiere B-25 Mitchell soprannominato The Ruptured Duck, dopo un piccolo incidente di addestramento in cui ci fu un talistrike durante il decollo; decorato con una caricatura di un Paperino arrabbiato con le stampelle e con le cuffie da pilota.

## Arte simile
Disegni simili alla nose art dell'aviazione possono essere trovati durante la seconda guerra mondiale su alcune torpediniere britanniche e sottomarini tedeschi e statunitensi. 

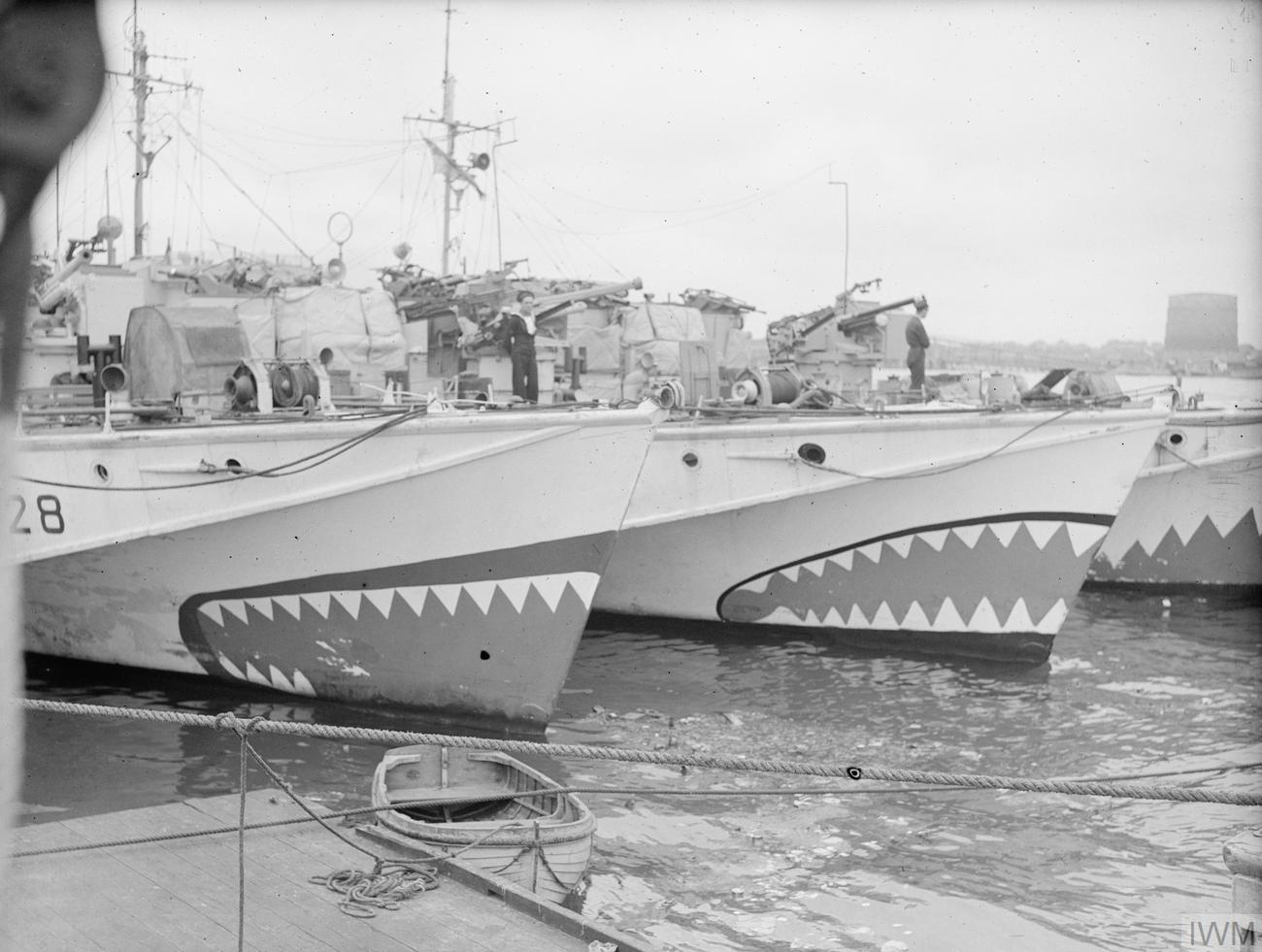
Royal Navy Motor Torpedo Boats decorato con bocche di squalo, giugno 1944
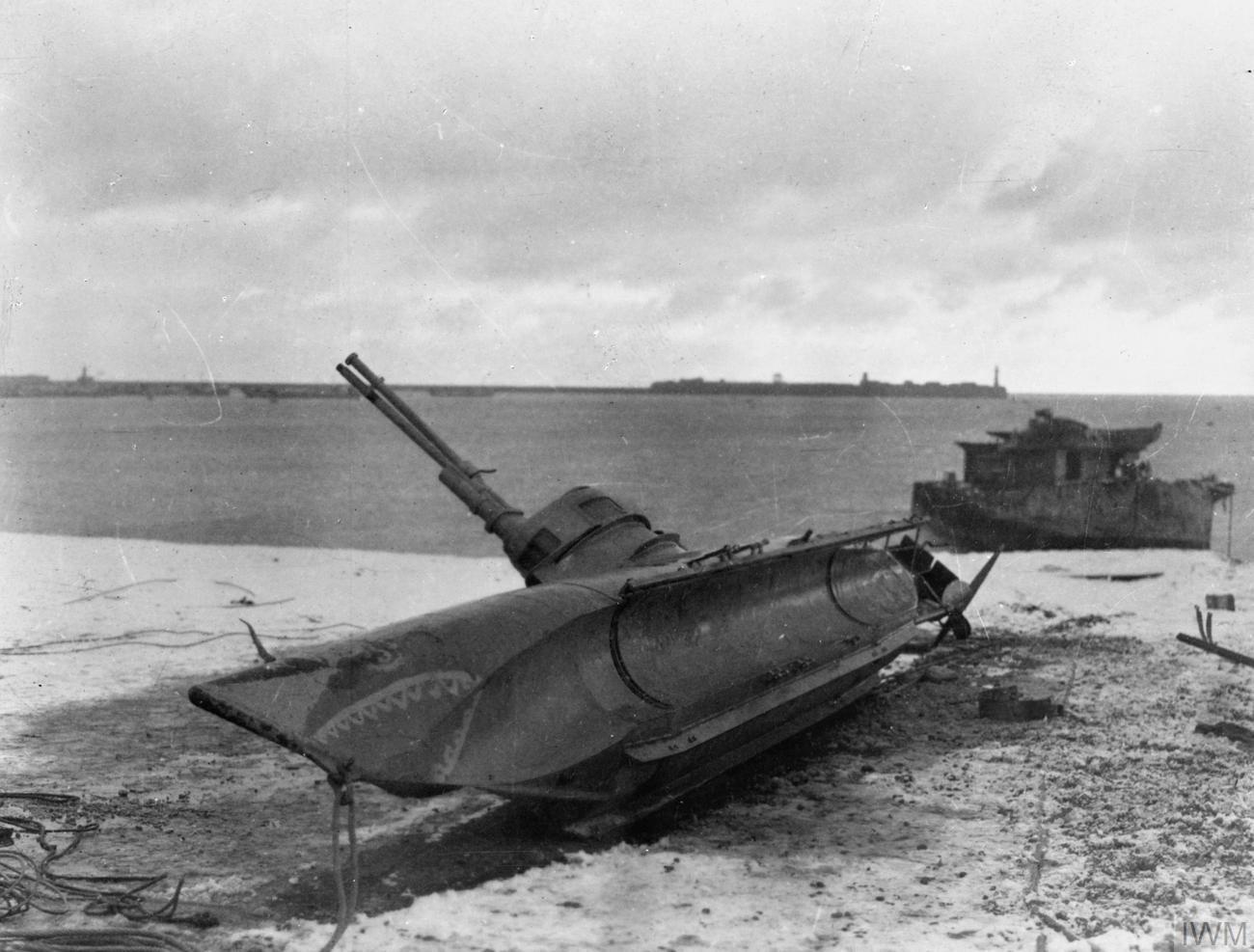
Un sottomarino nano catturato tedesco Biber con un design a bocca di squalo
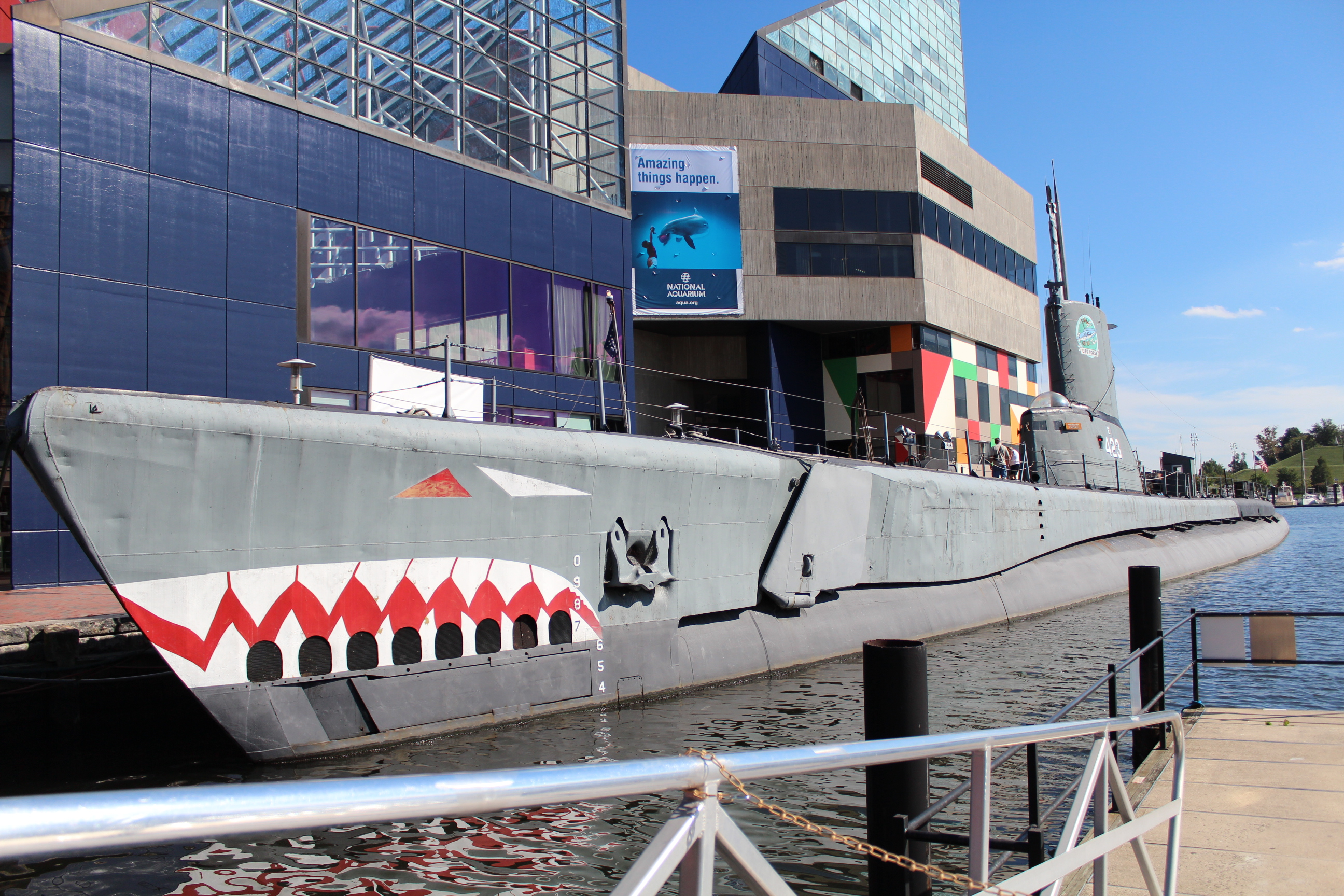
Template:USS, a World War II submarine, now one of the Historic Ships in Baltimore

## Squalifiche
Il Ministero della Difesa  britannico ha vietato l'uso di immagini di donne pin-up  sui velivoli della Royal Air Force nel 2007, poiché i comandanti hanno deciso che le immagini (molte contenenti donne nude) erano inappropriate e potenzialmente offensive per il personale femminile, sebbene non vi fossero lamentele documentate.

Nel 1993 il Comando per la mobilità aerea dell'Aeronautica degli Stati Uniti ordinò che tuttel e raffigurazioni di nose art fossero 'gender-neutral'.

## Galleria d'immagini

Nose Art su velivoli
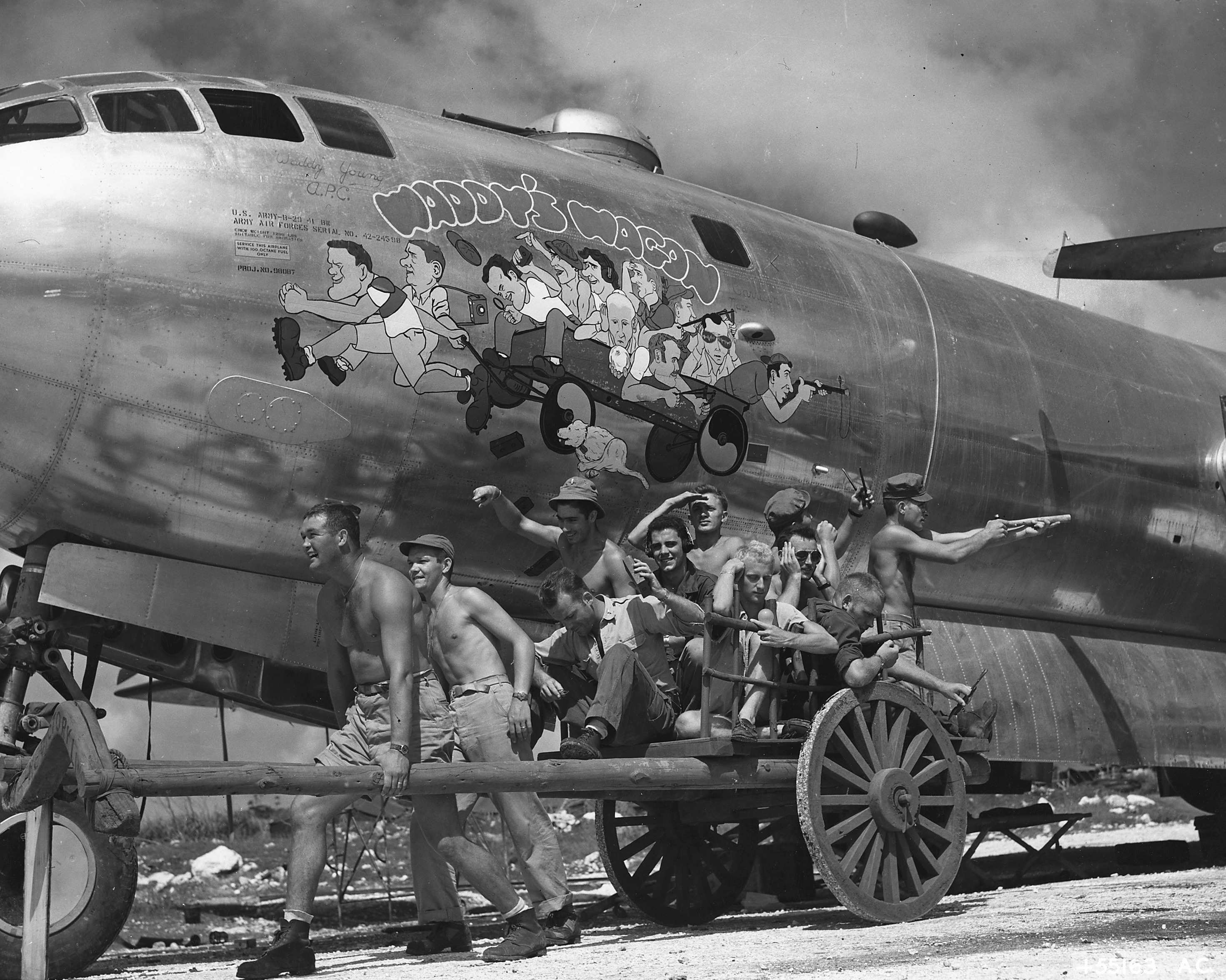
Nose art che carica l'equipaggio della Superfortress "Waddy's Wagon", circa 1944
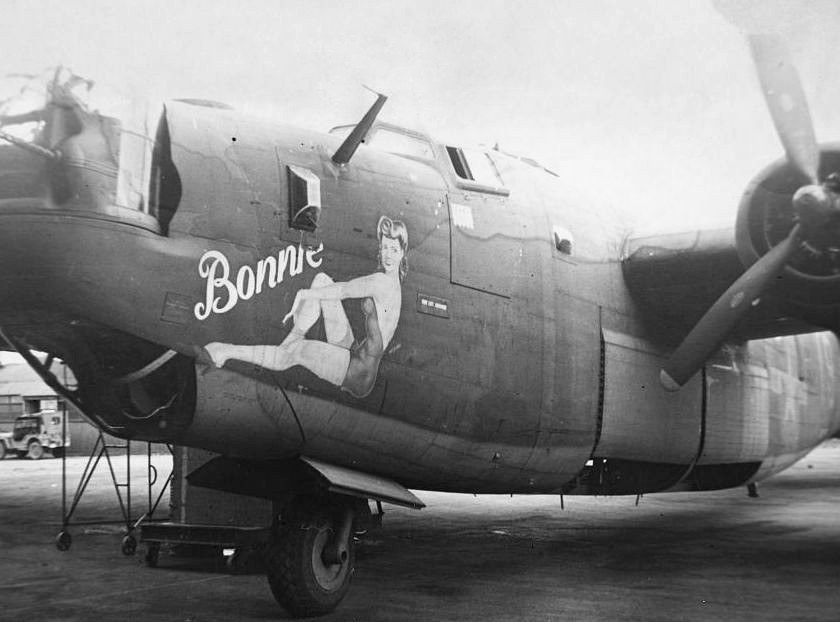
Bombardiere B24 raffigurante una pin-up "Bonnie", circa 1945
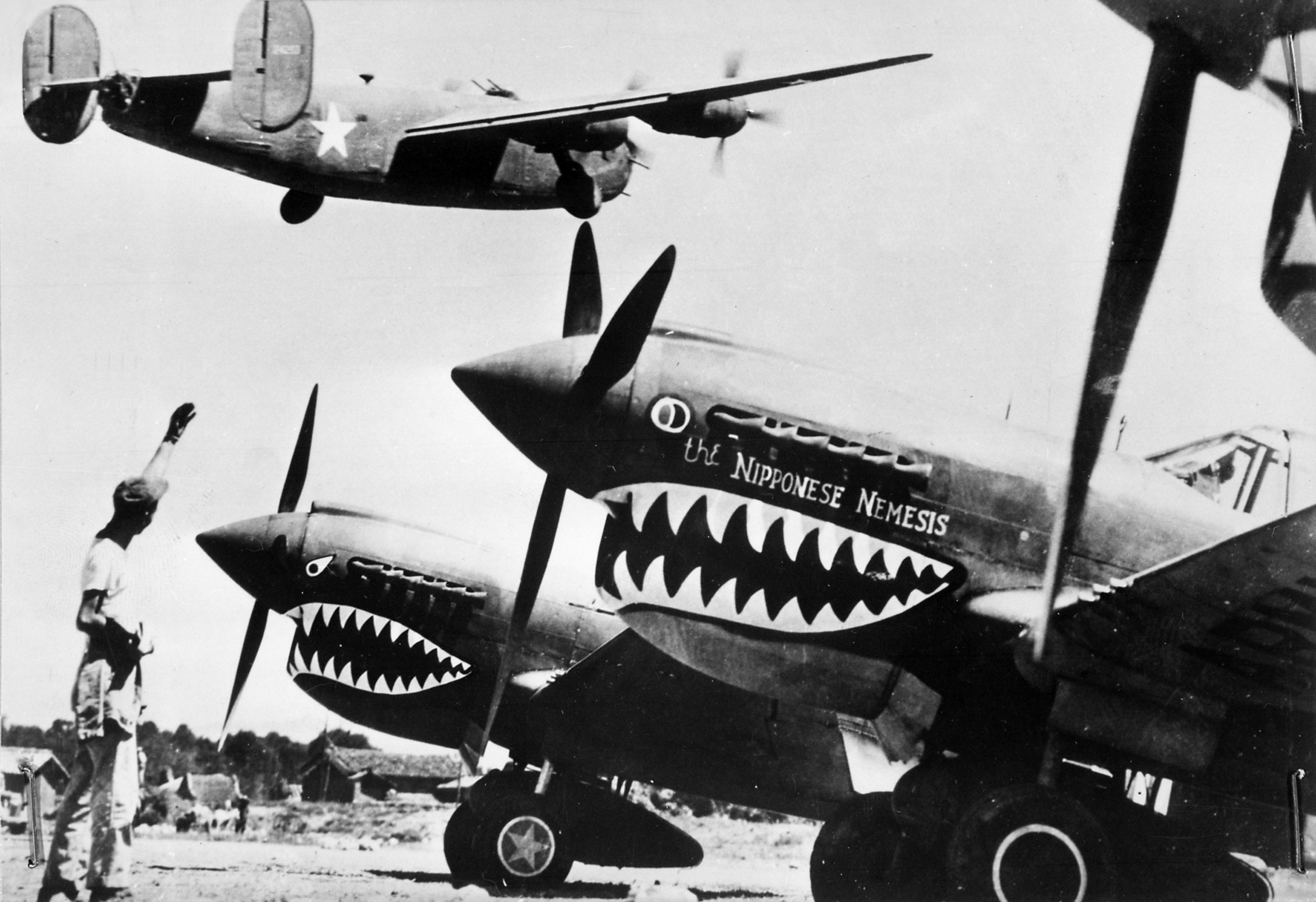
Bombardiere B-24 che sorvola aerei da combattimento P-40 in una base americana in Cina, circa 1943
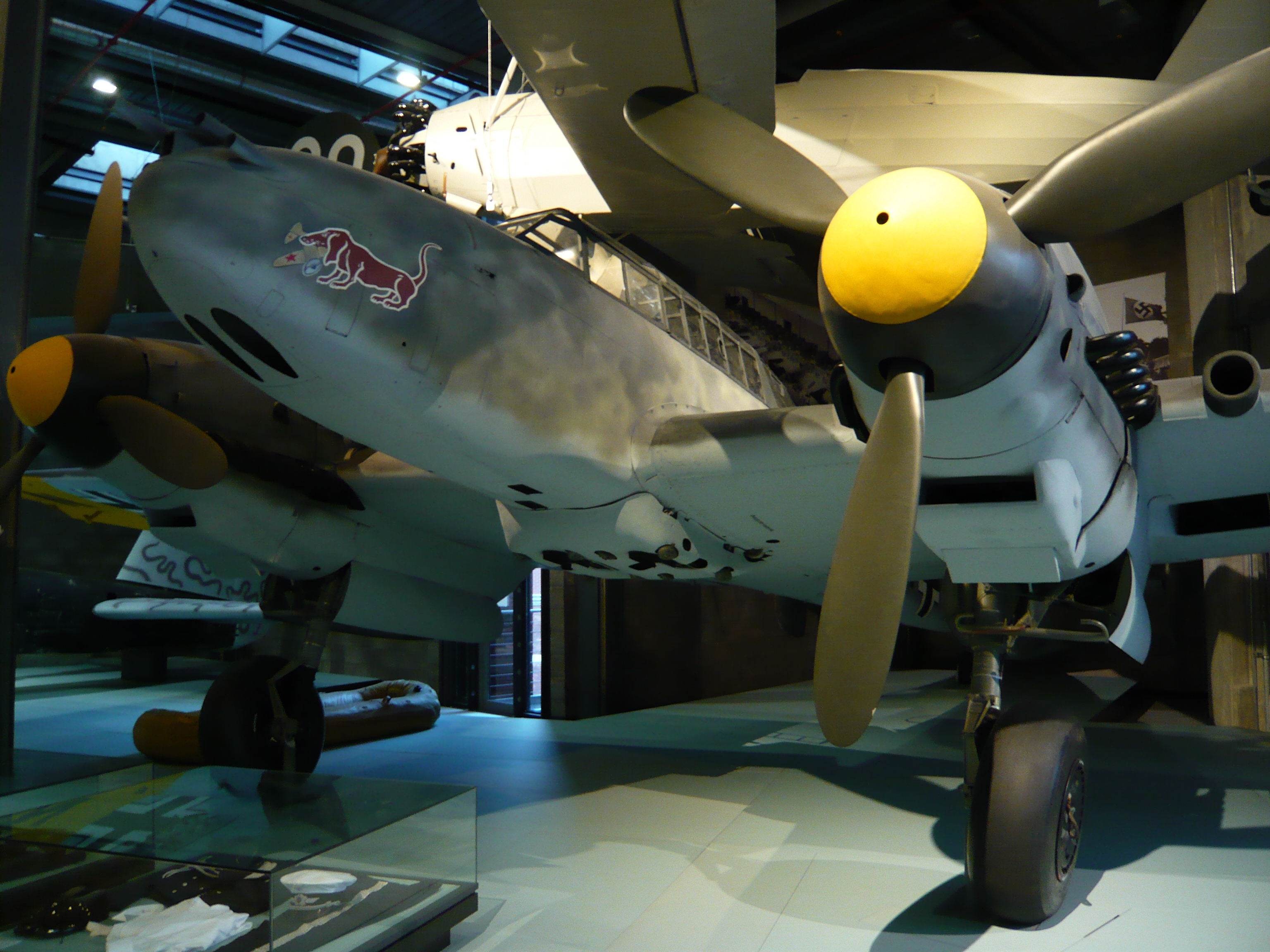
Bf 110 nel Technikmuseum di Berlino con nose art della Seconda Guerra Mondiale
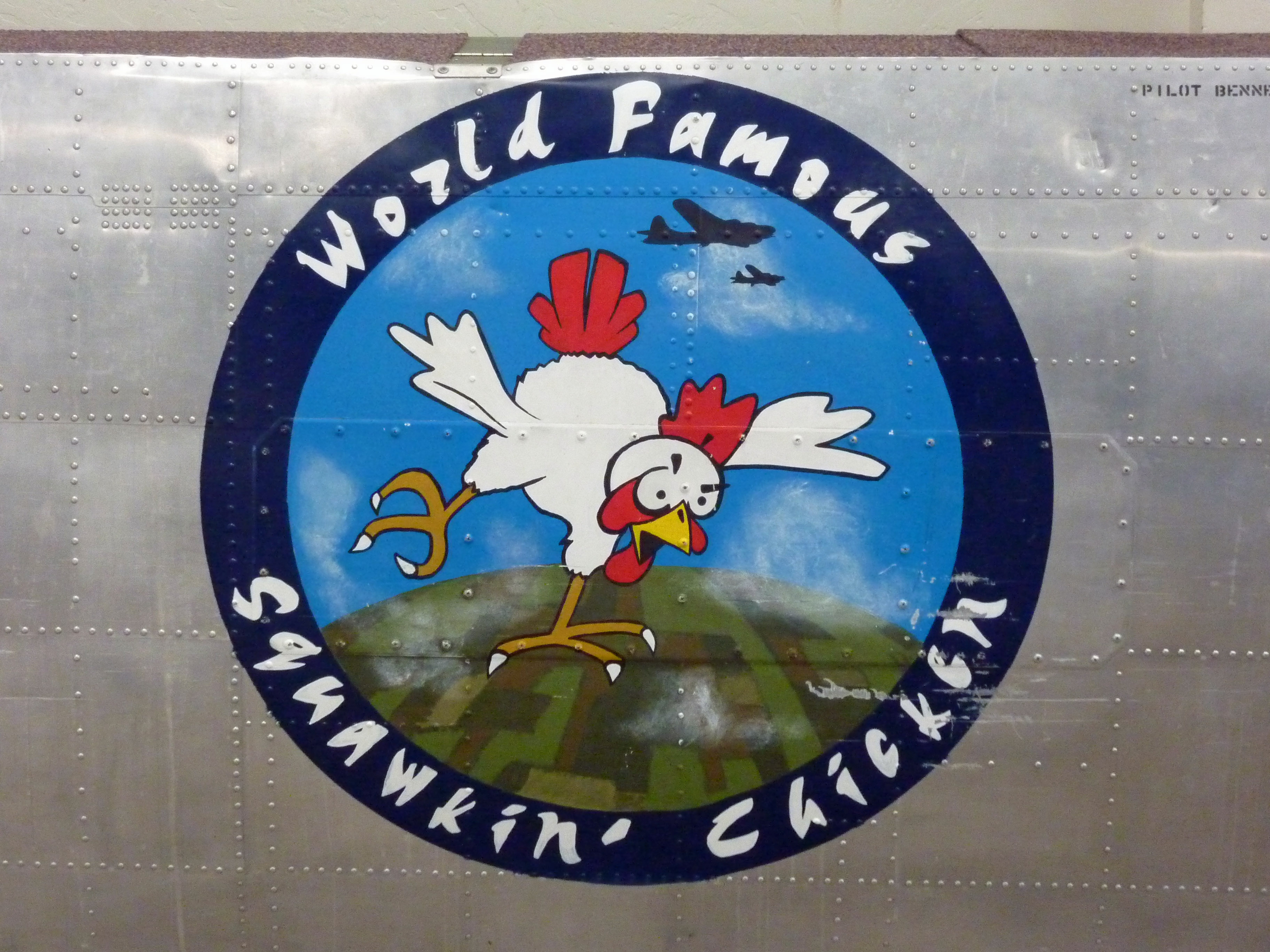
Pima Air & Space Museum, Tucson, Arizona, 2011
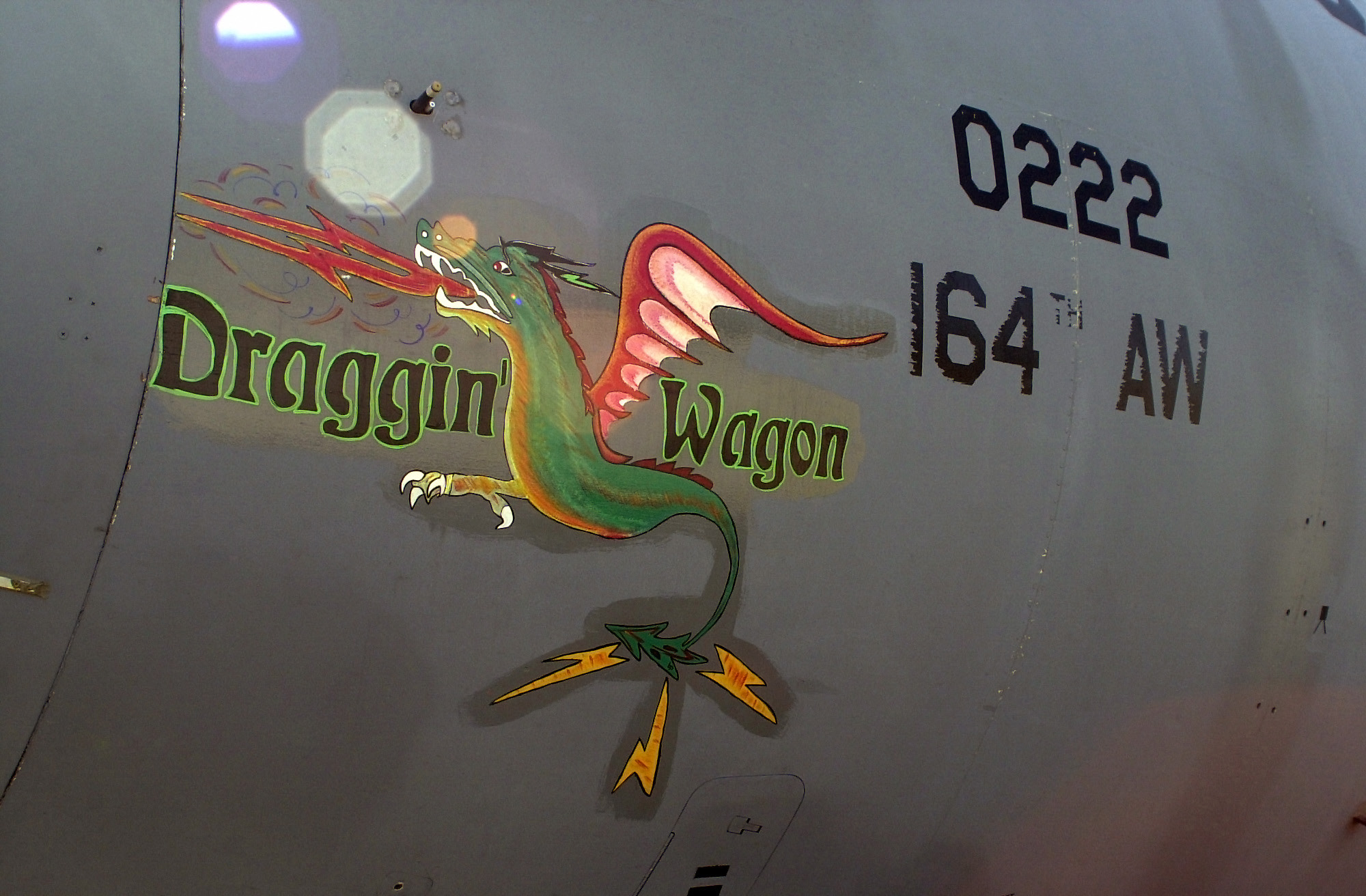
Stazione aerea navale, Sigonella, Italia, 2001
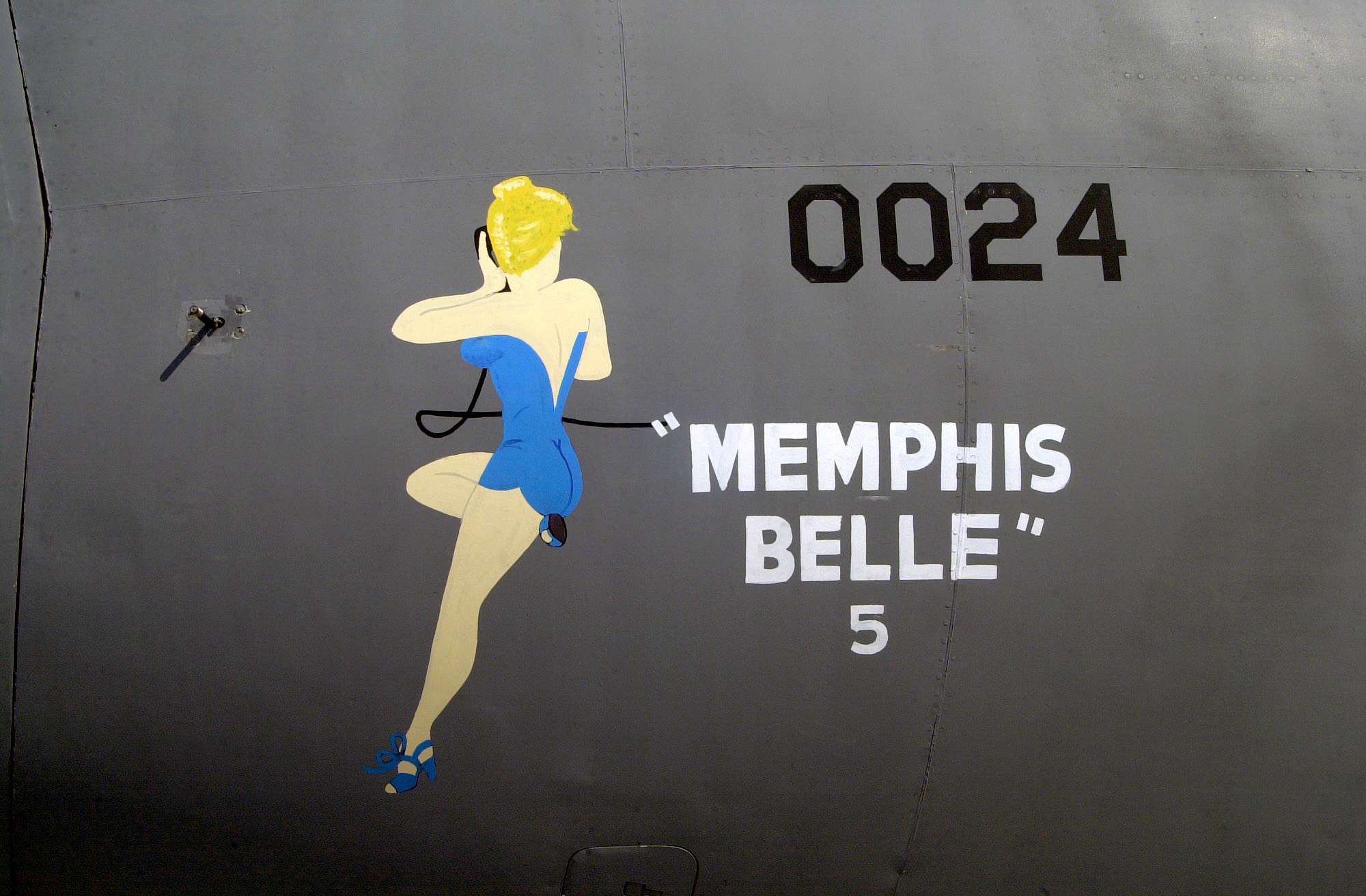
Stazione aerea navale, Sigonella, Italia, 2001
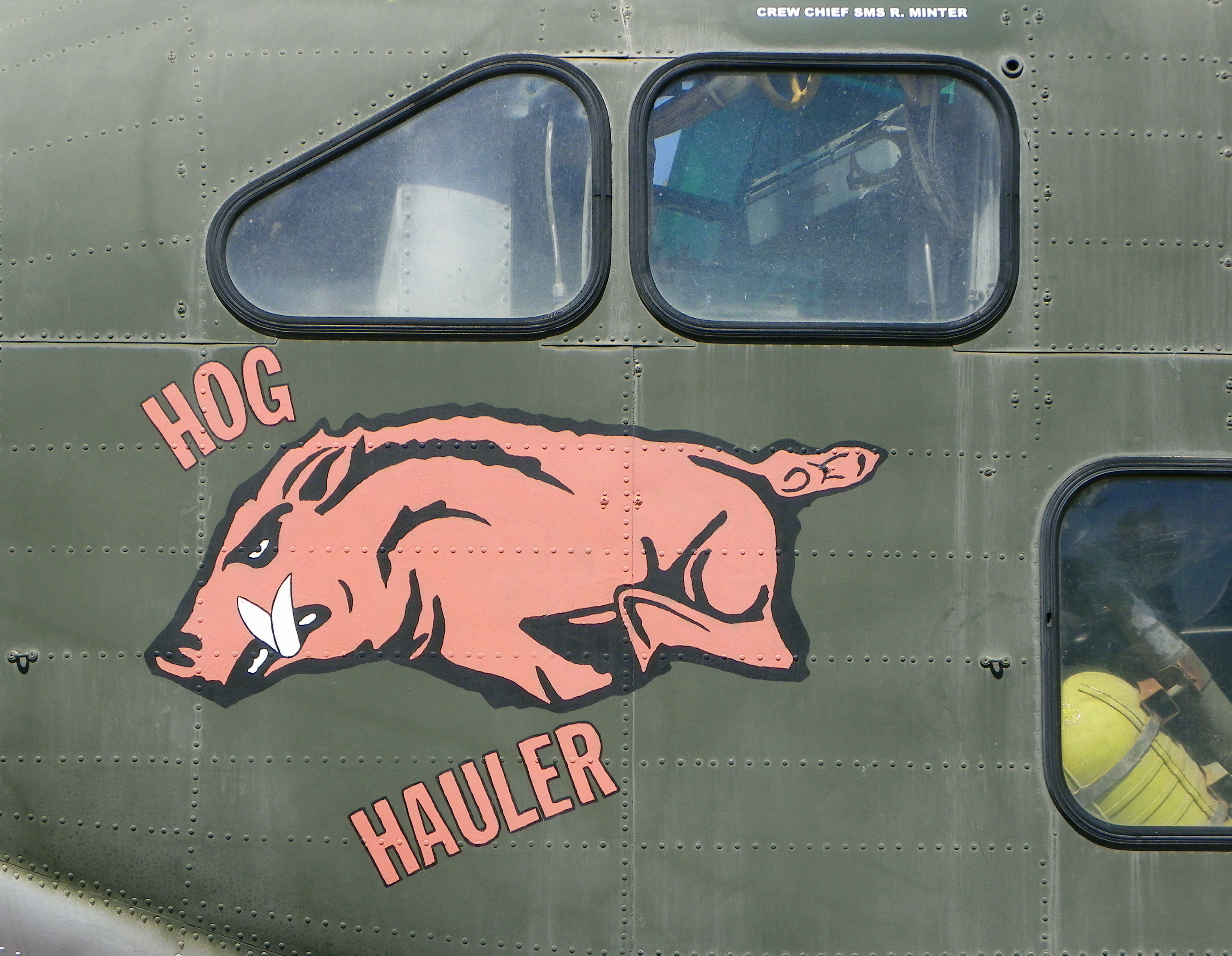
Castle Air Museum, Atwater, California, 2010
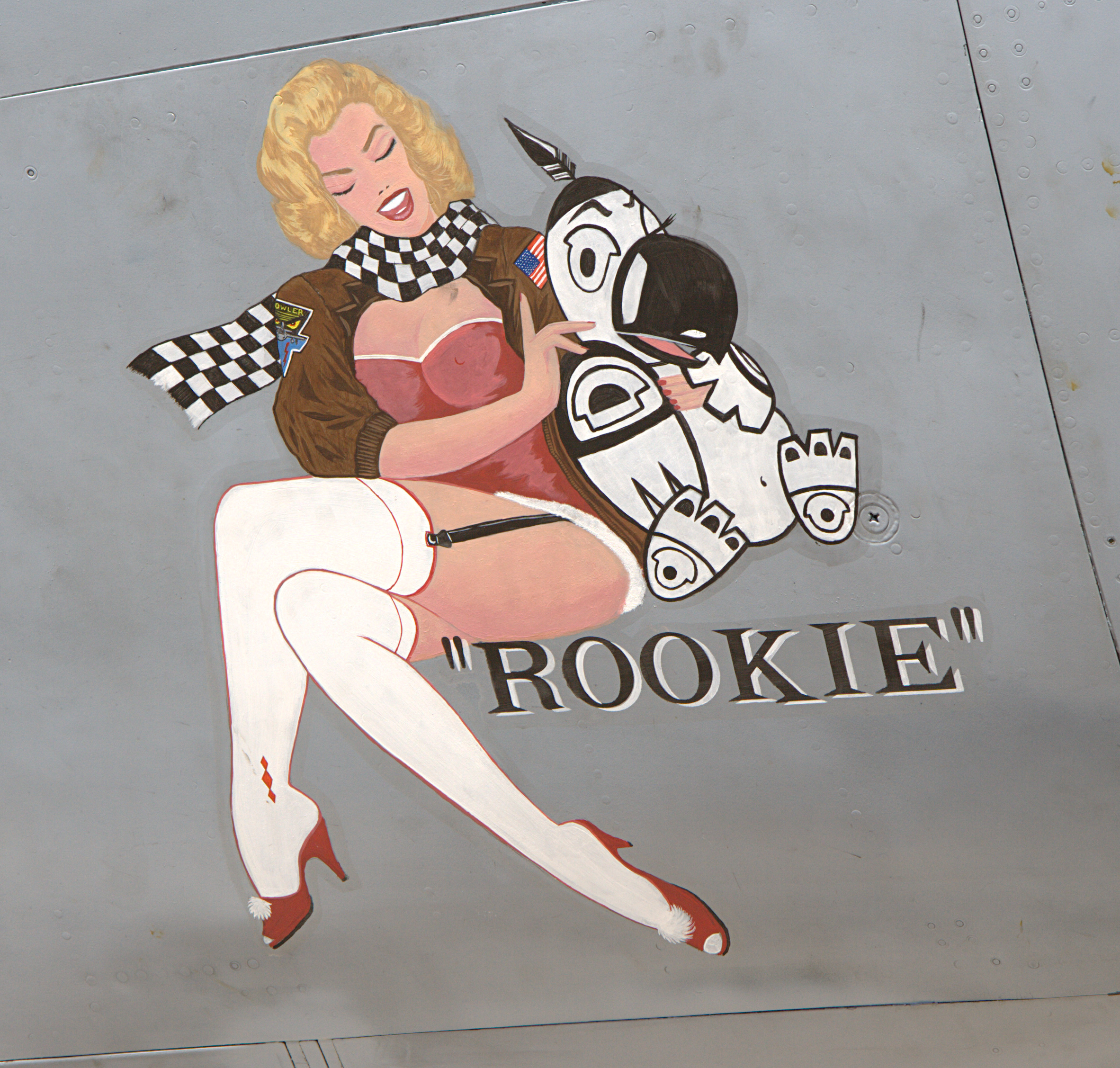
EA-6B Prowler, 2008
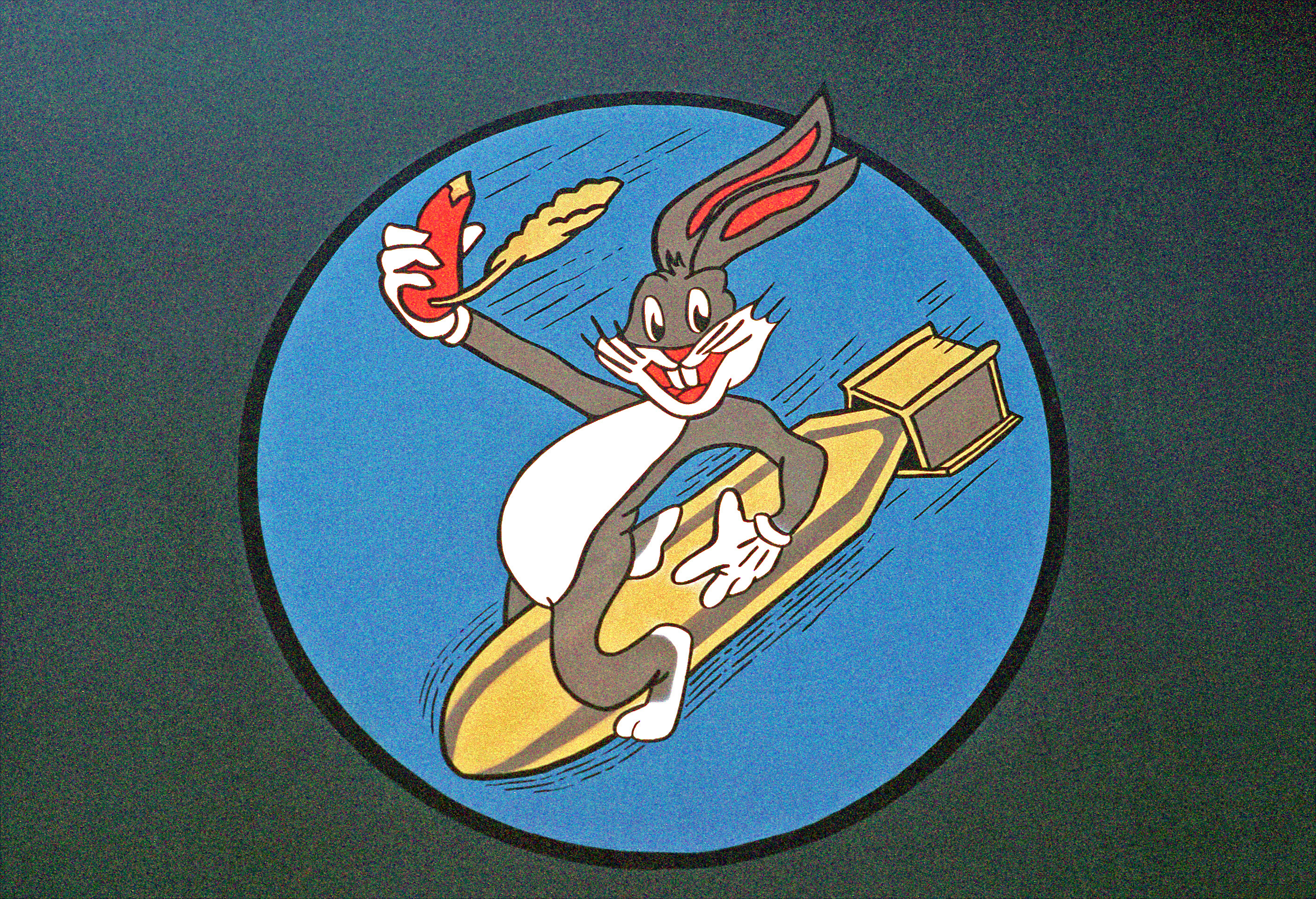
March Air Force Base, California, 1988
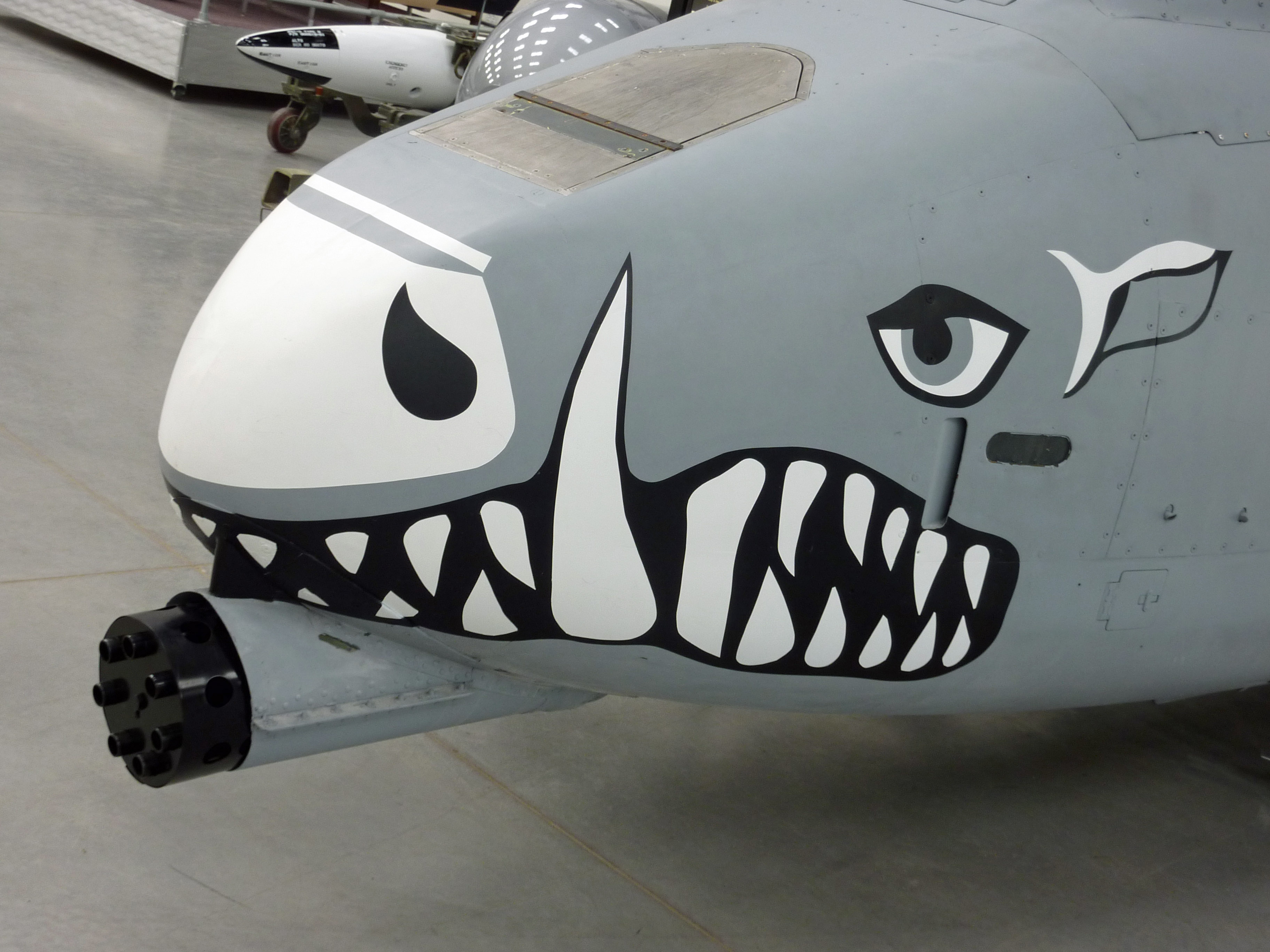
Pima Air & Space Museum, Tucson, Arizona, 2011
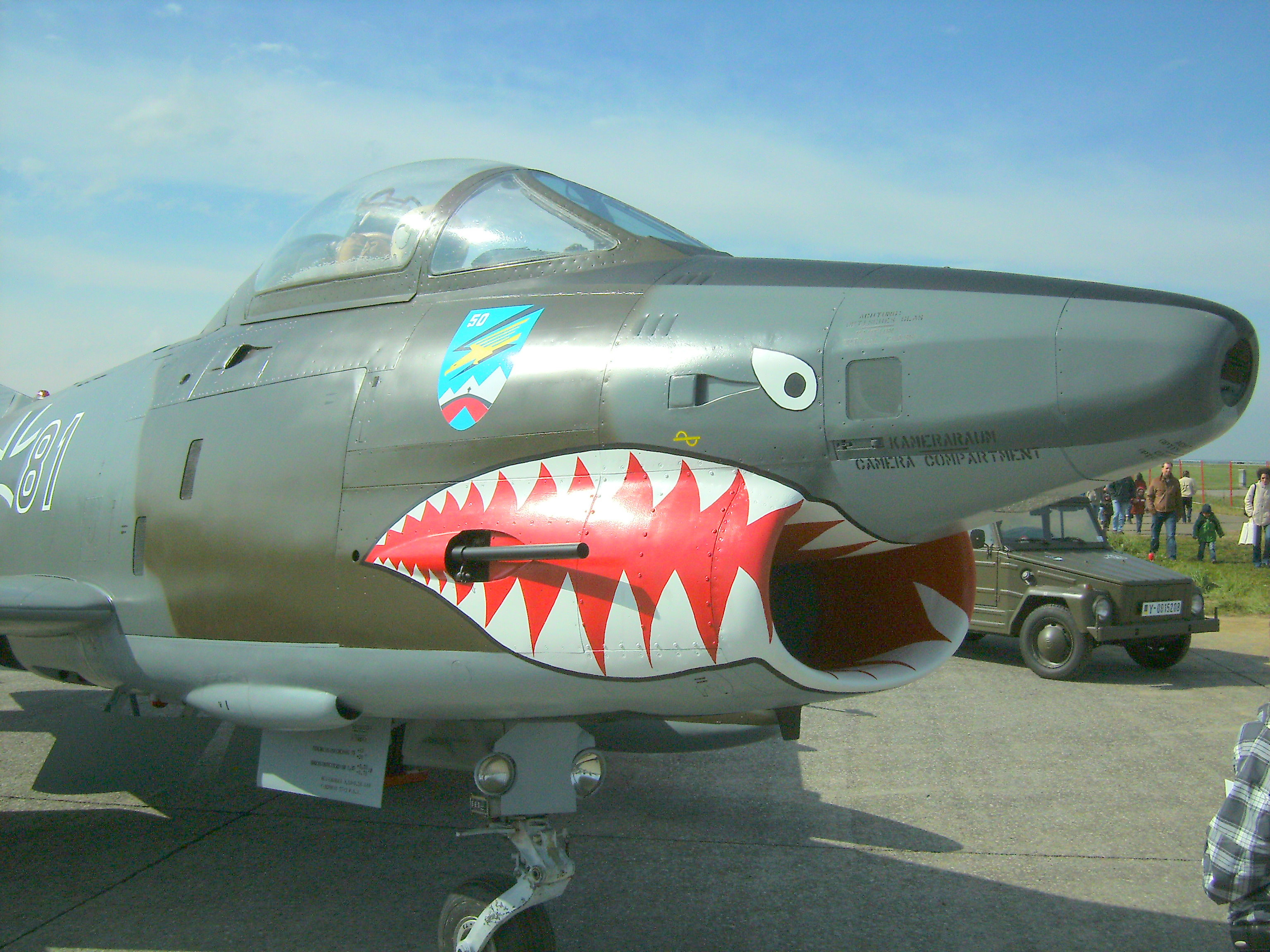
Aeroporto Tür Allgäu, 2008
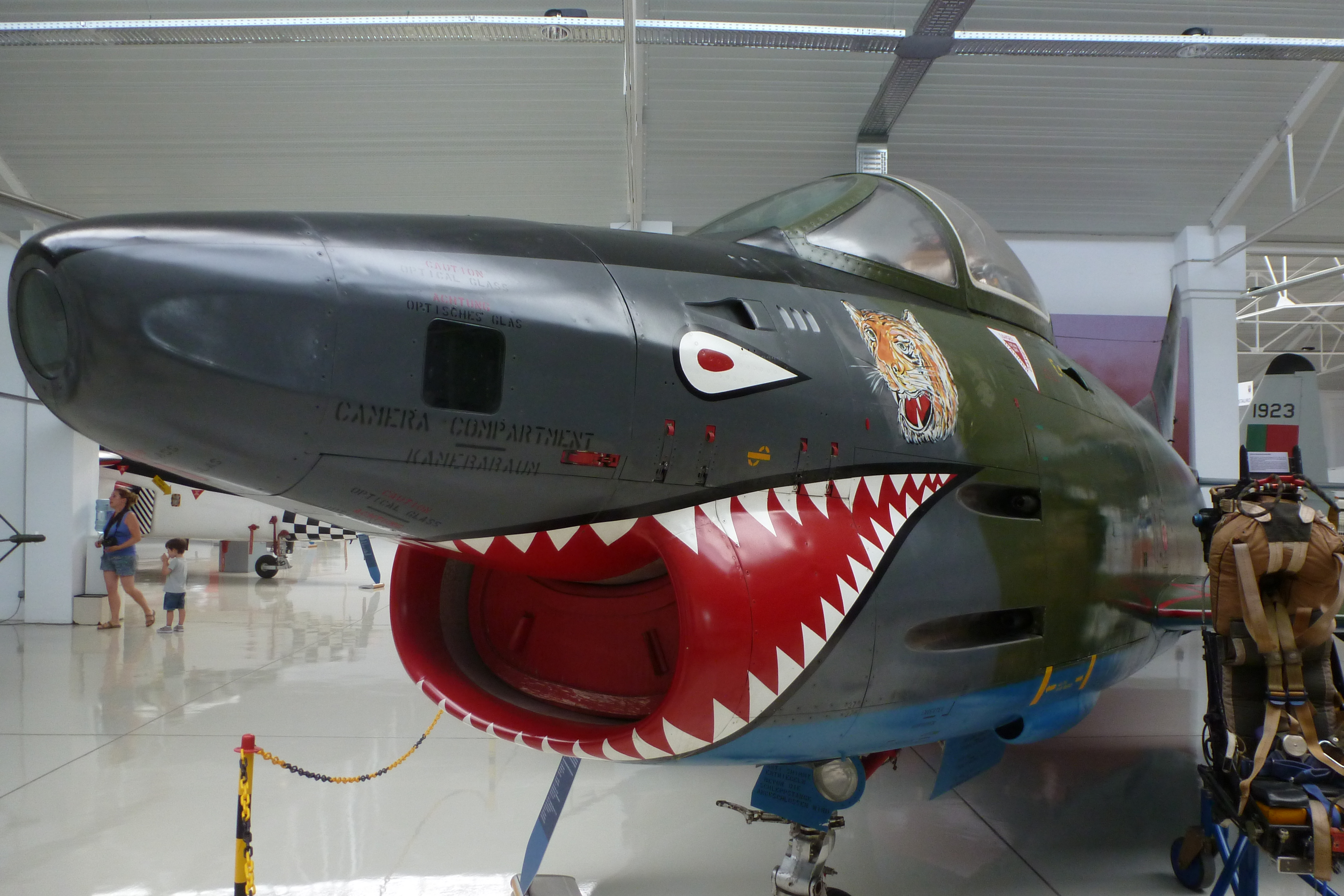
Riapertura del Museo dell'Aria di Lisbona, 2012
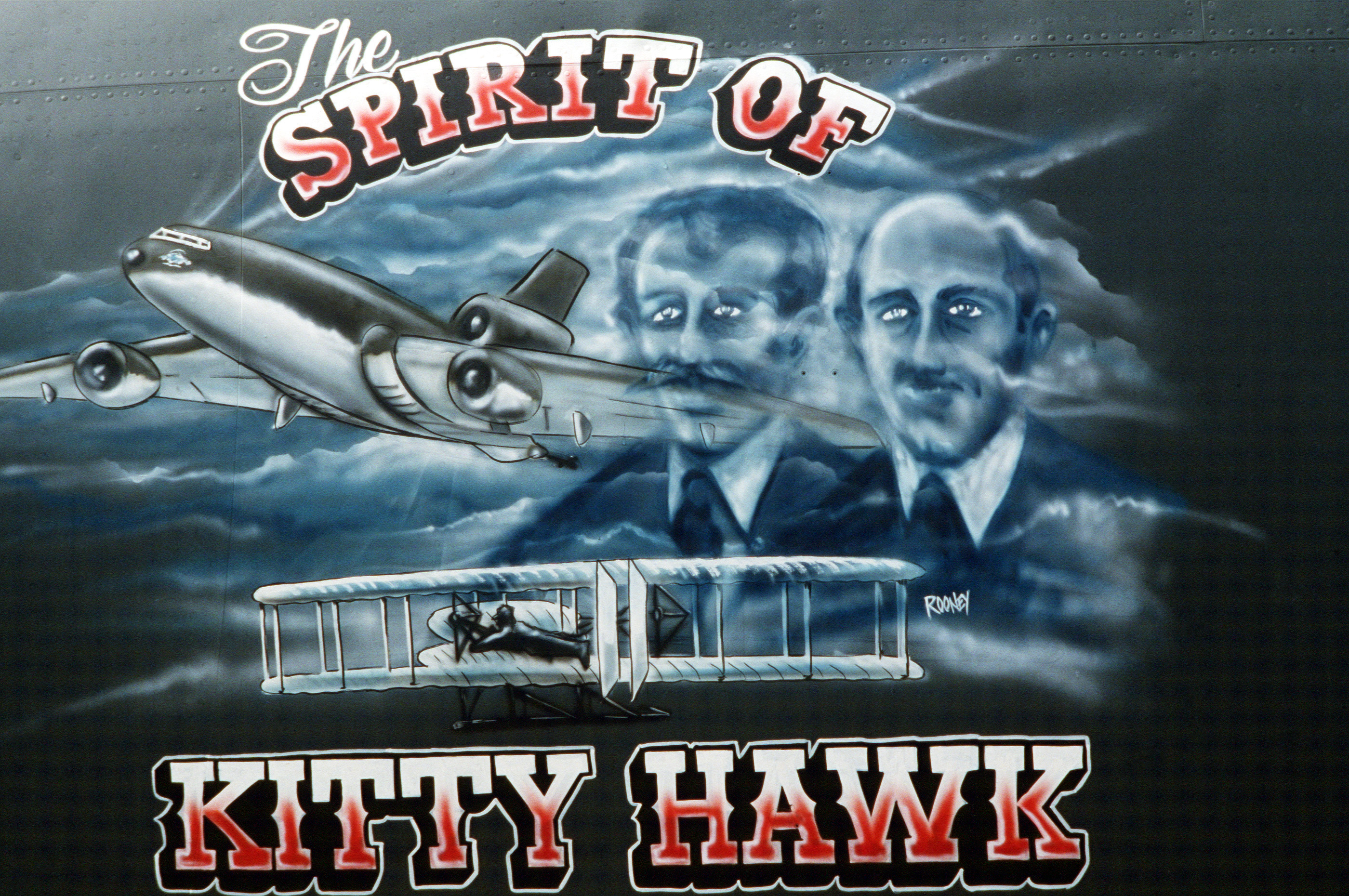
Seymour Johnson Air Force Base, North Carolina, 1990
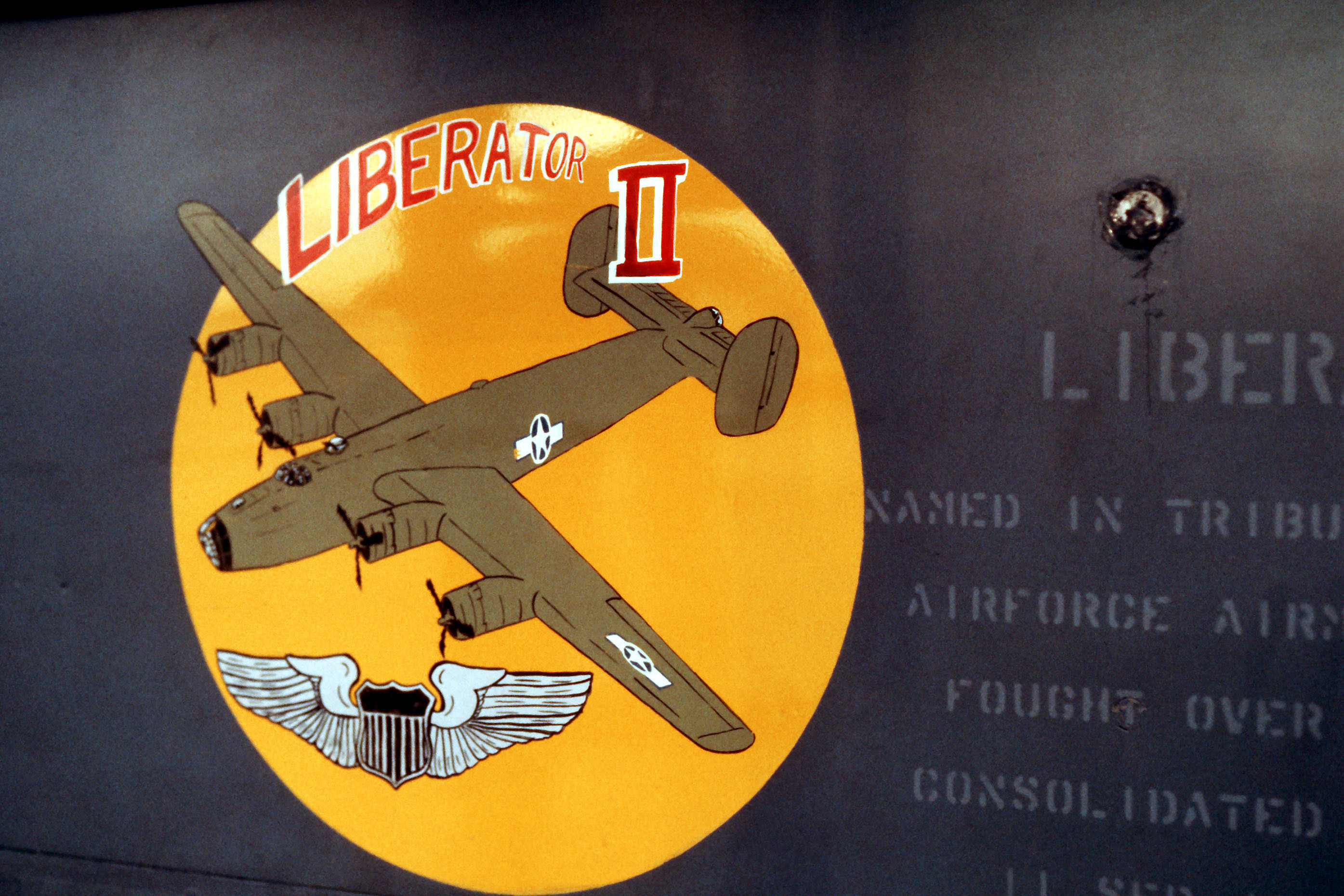
Pease Air Force Base, New Hampshire, 1989
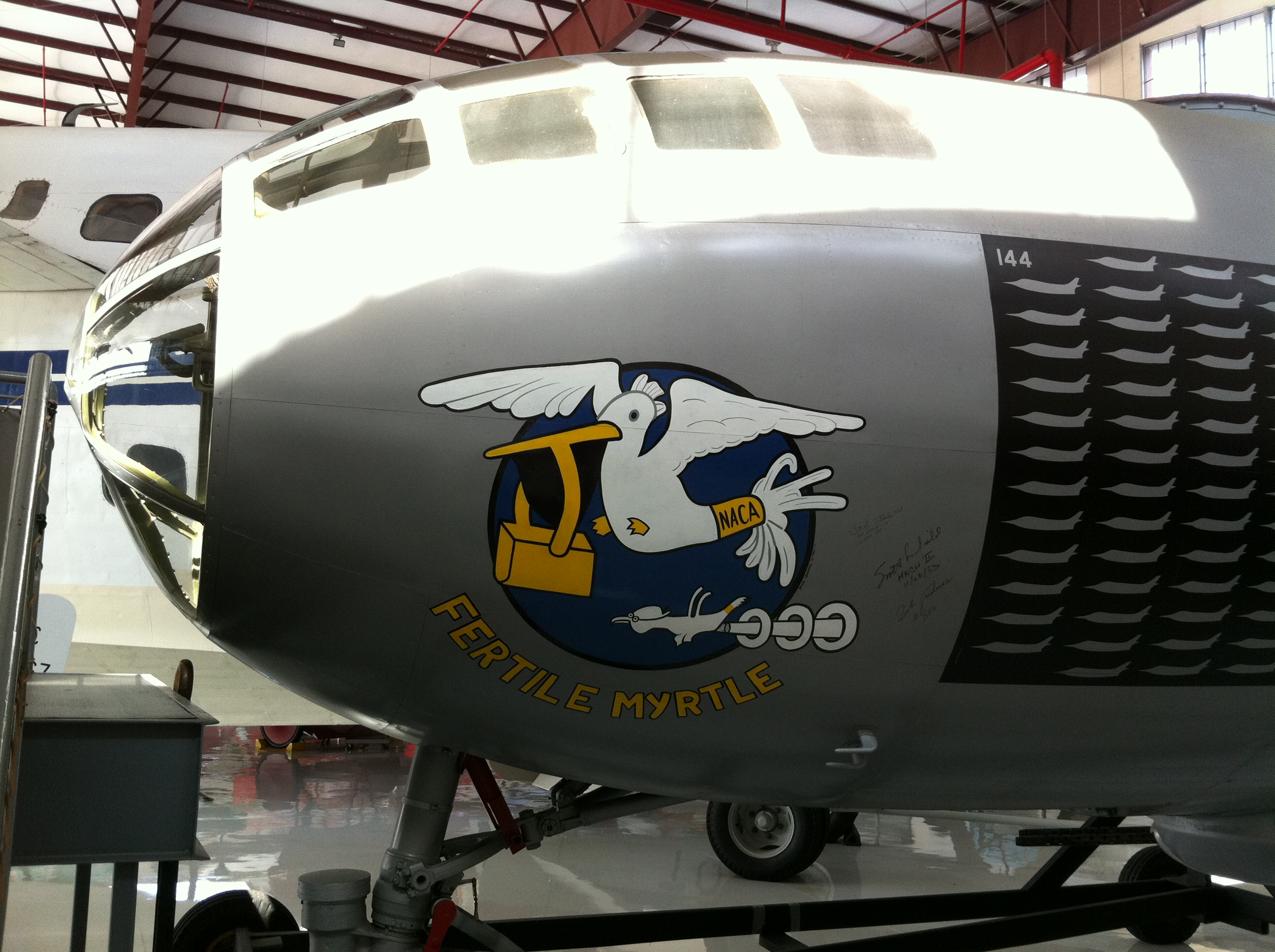
Fantasia di volo a Polk City, FL, 2010
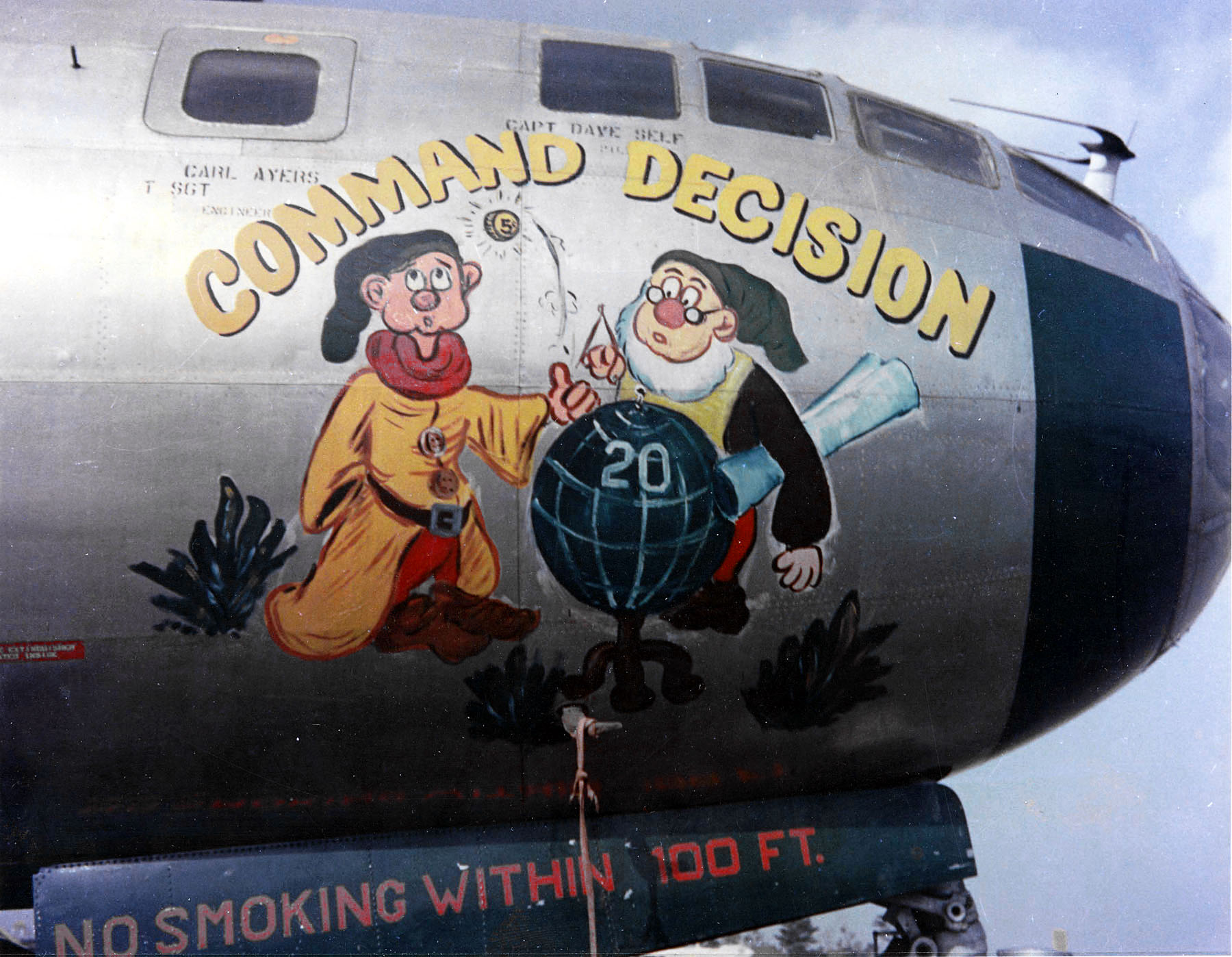
Museo Nazionale degli USAF, 2008
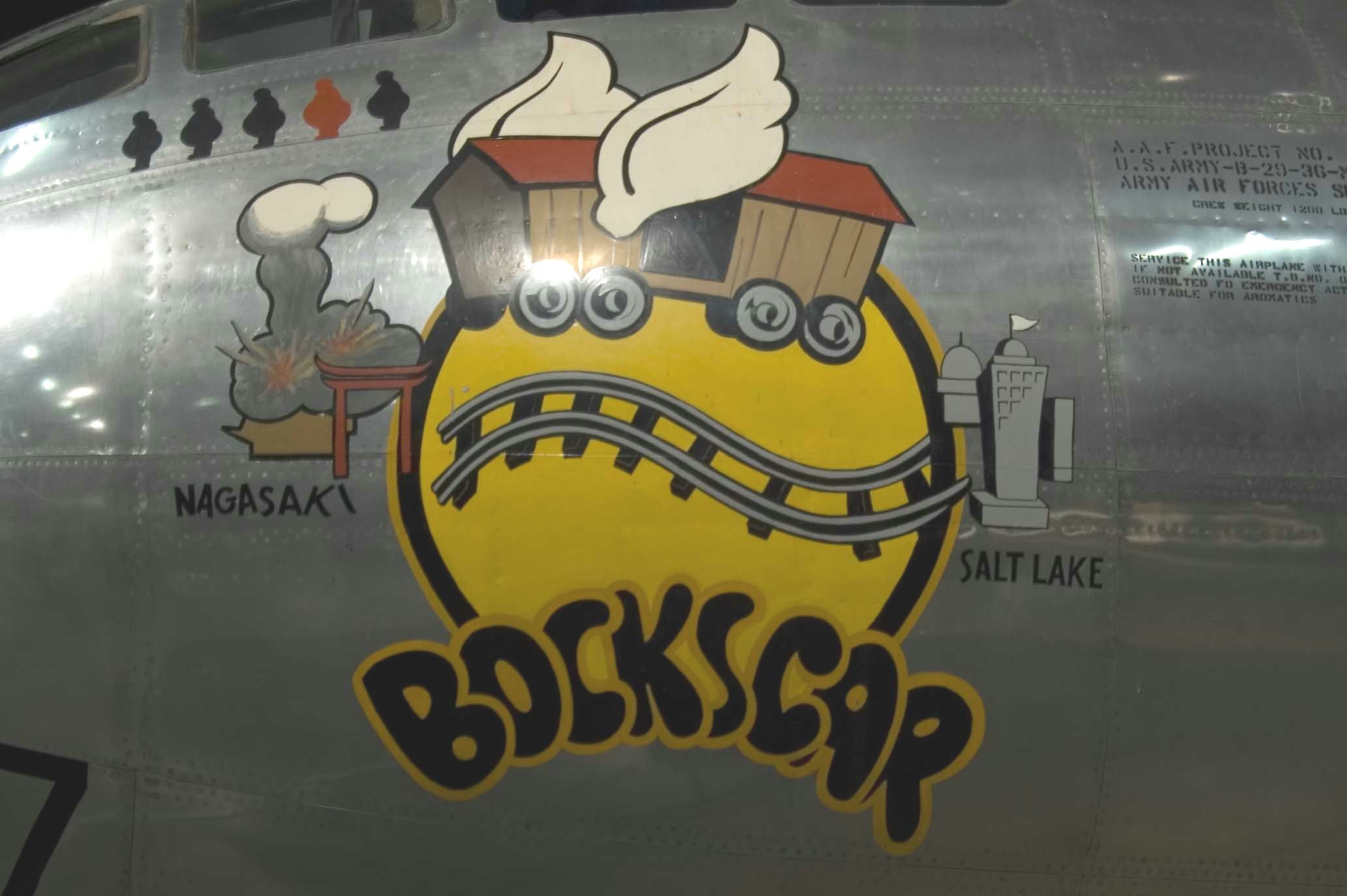
Bockscar presso NMUSAF, 2006
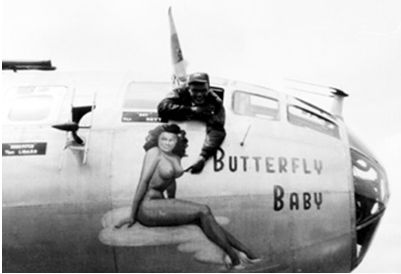
Nose art sul B-29 "Butterfly Baby", circa 1947
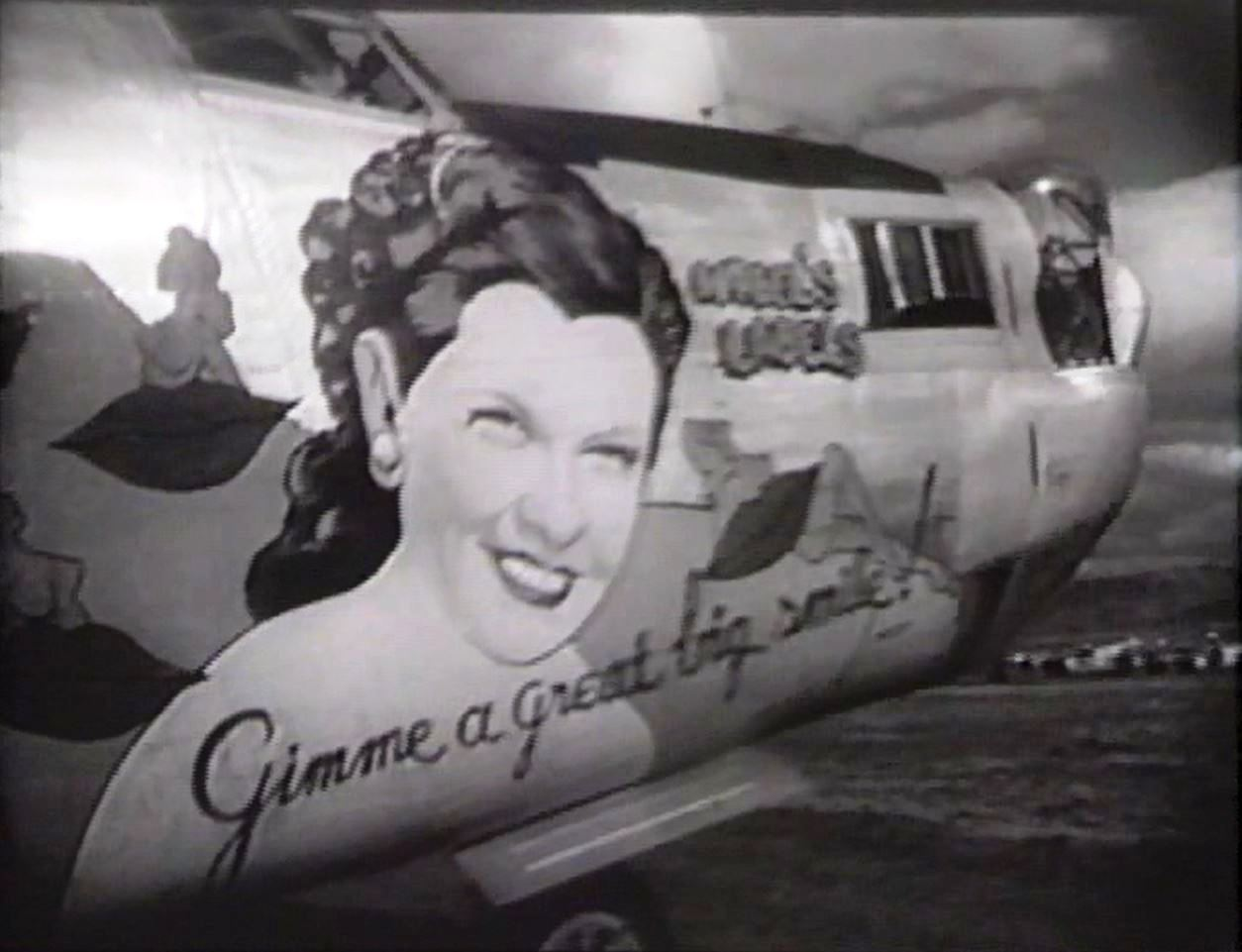
B-24 Liberator "Mabel's Labels" in Airplane Graveyard, Kingman, Arizona
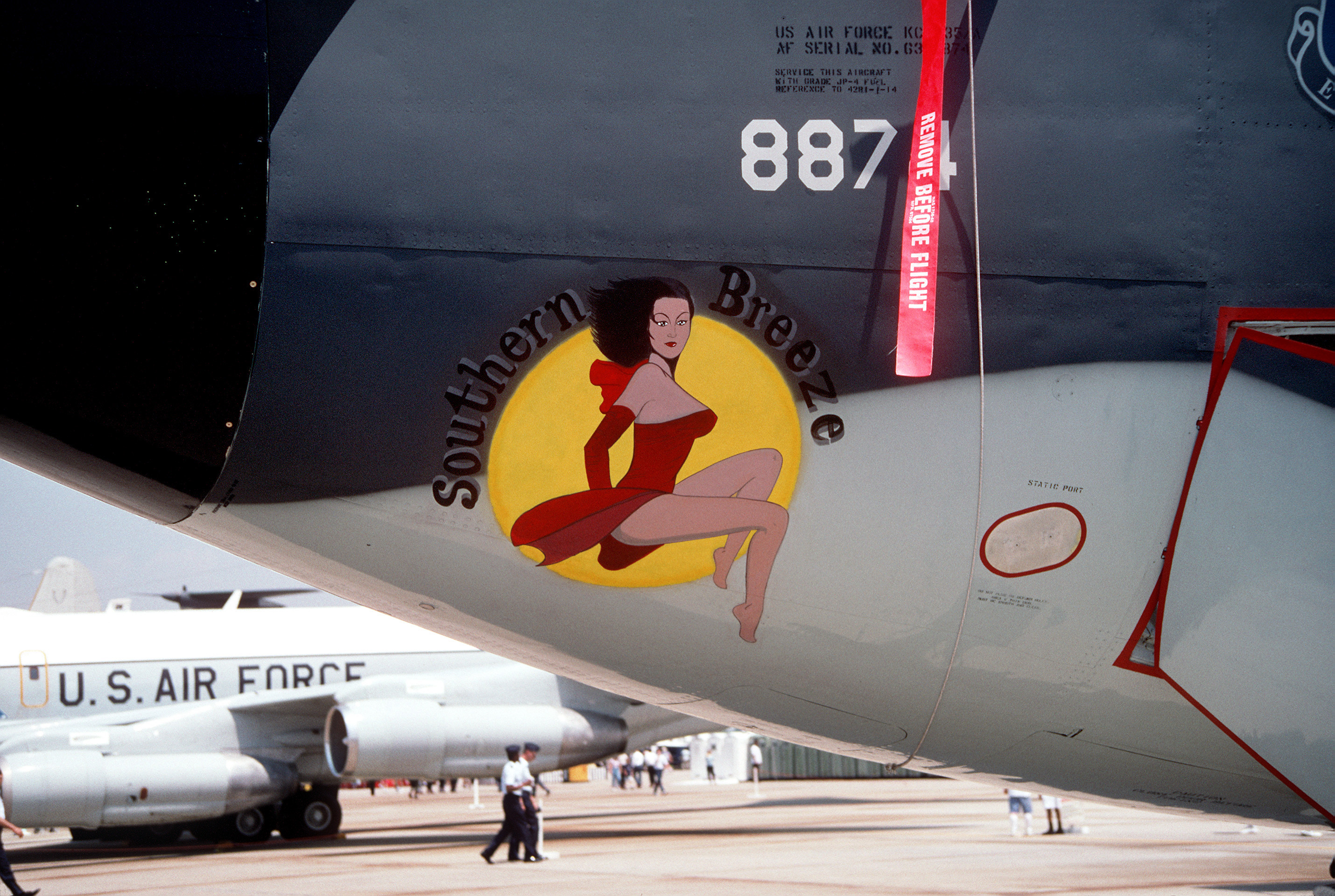
Andrews Air Force Base, Maryland, 2013
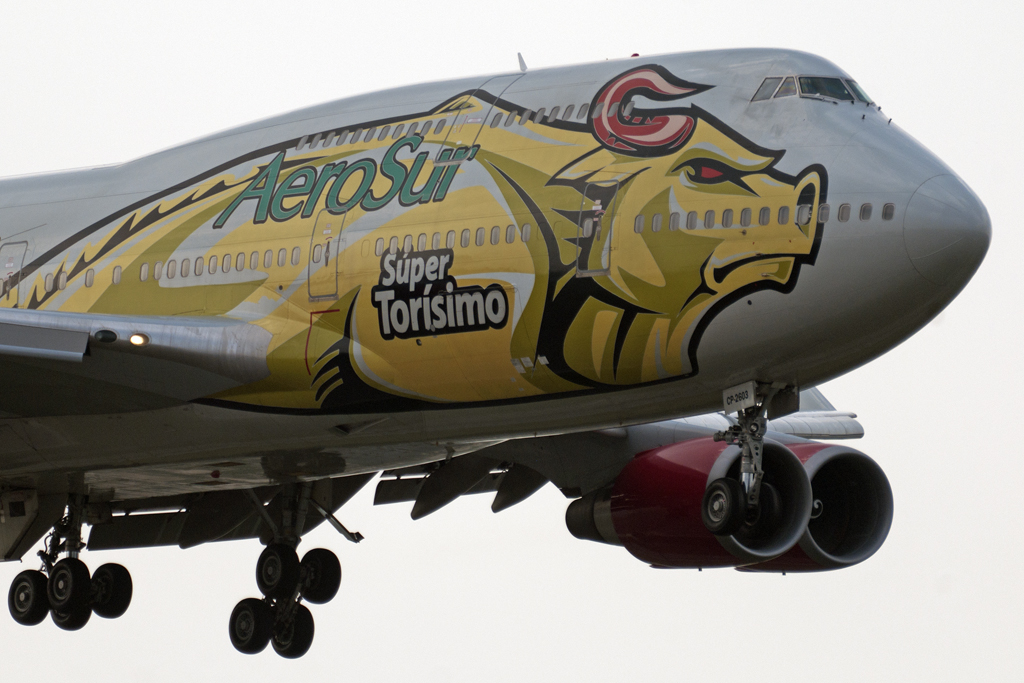
UnBoeing 747-443 in atterraggio ad Amsterdam, 2011
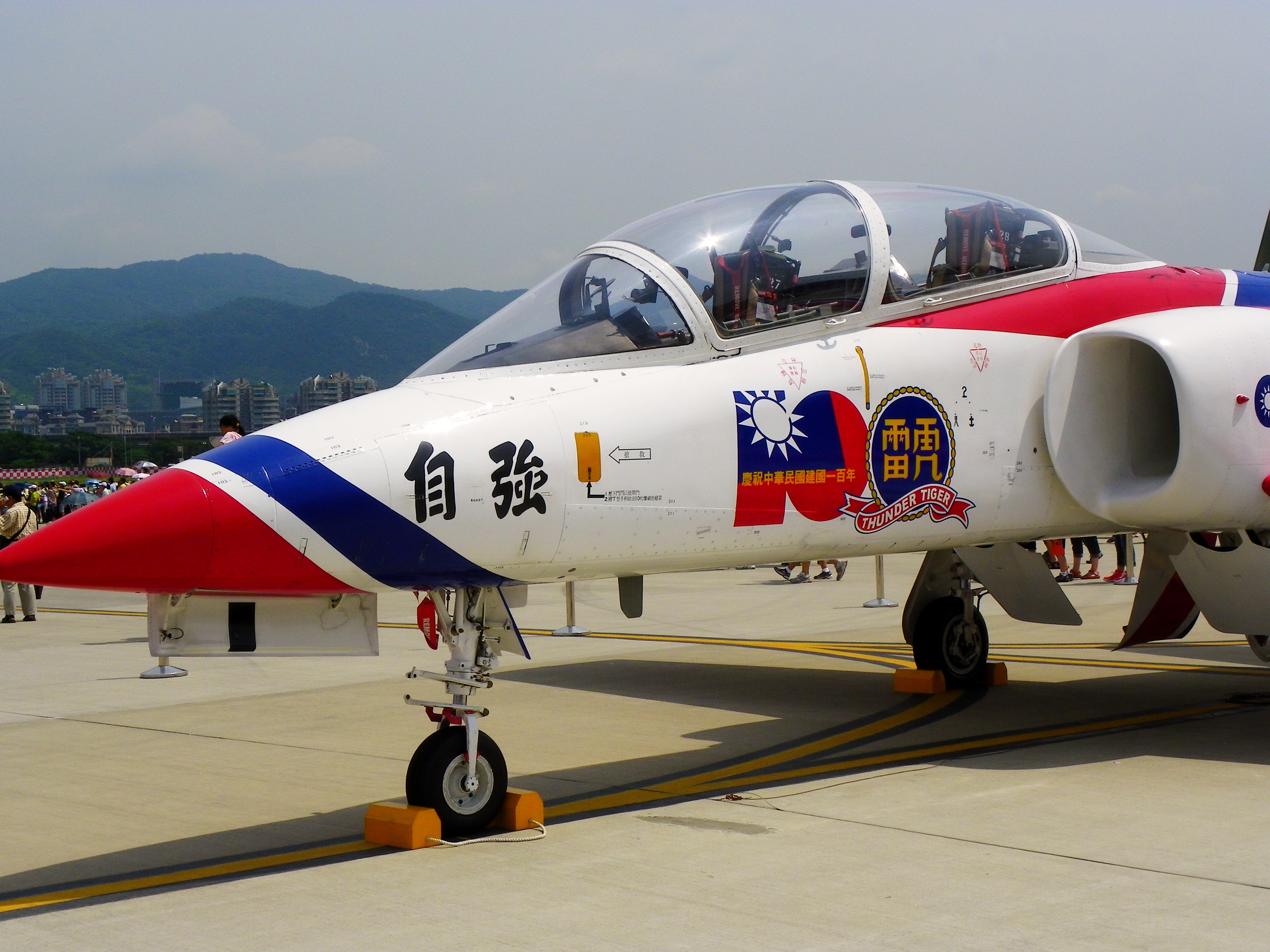
Songshan Air Force Base, Taipei, 2011
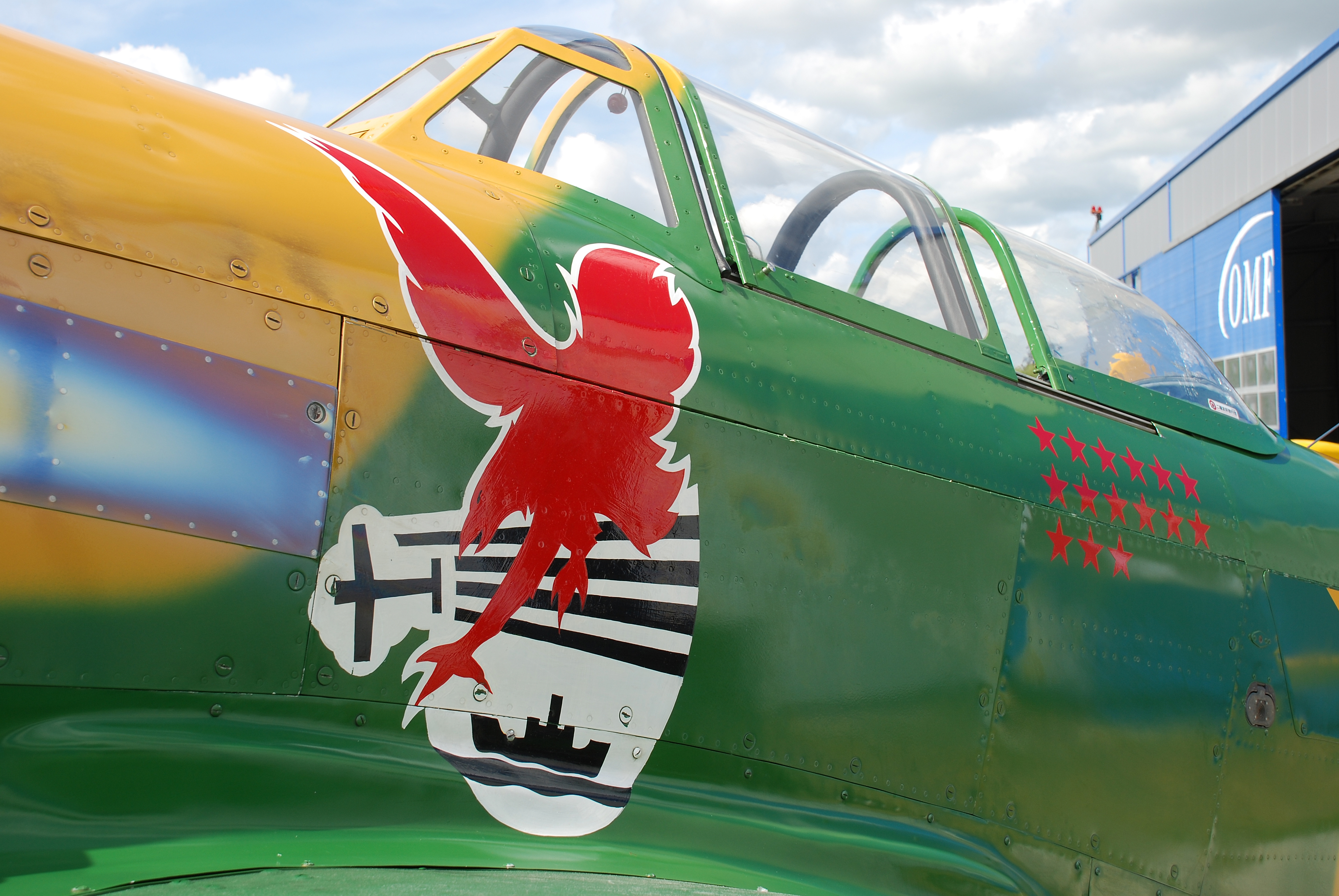
Yak-9, 2013
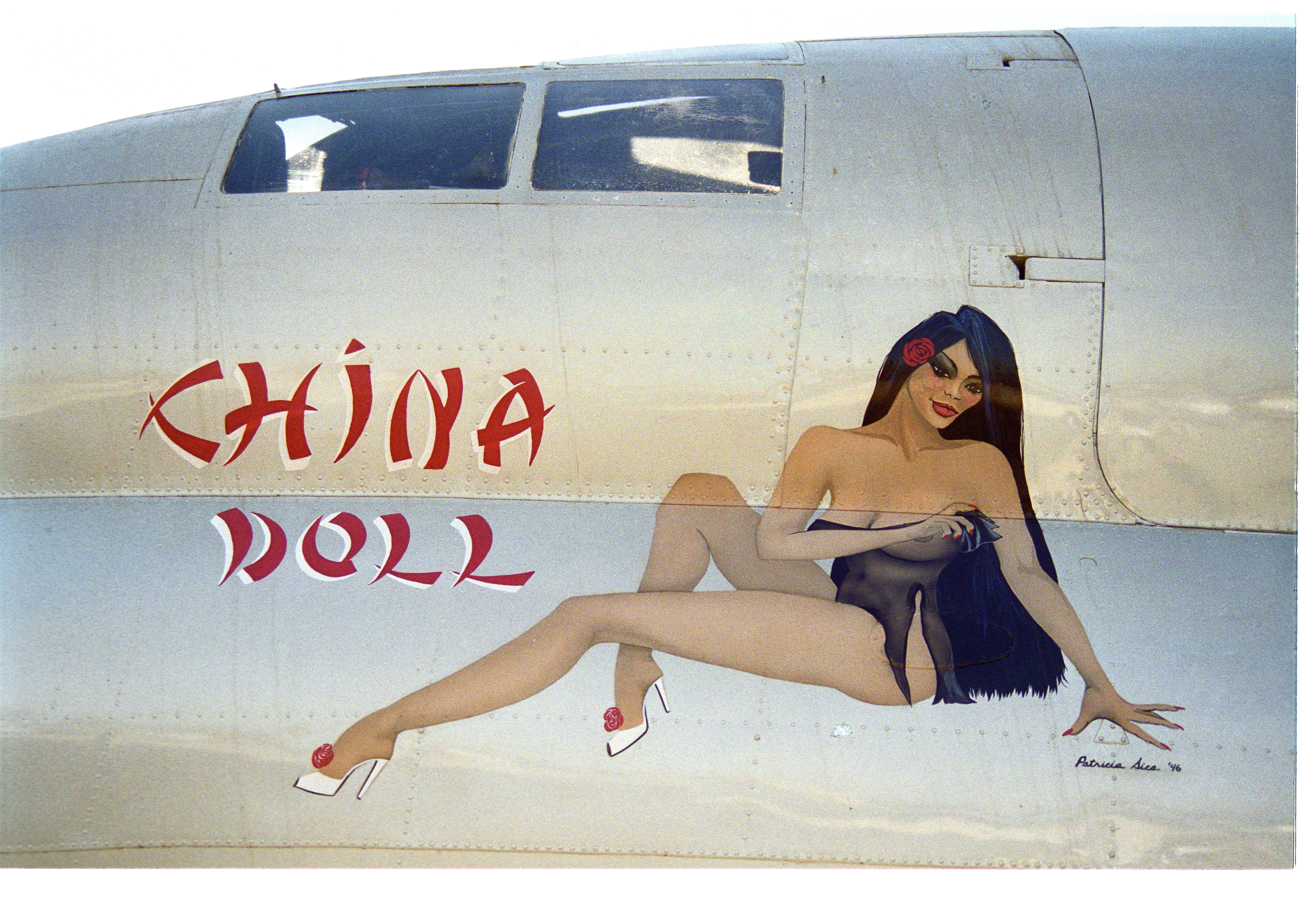
China Doll nose art, 2010
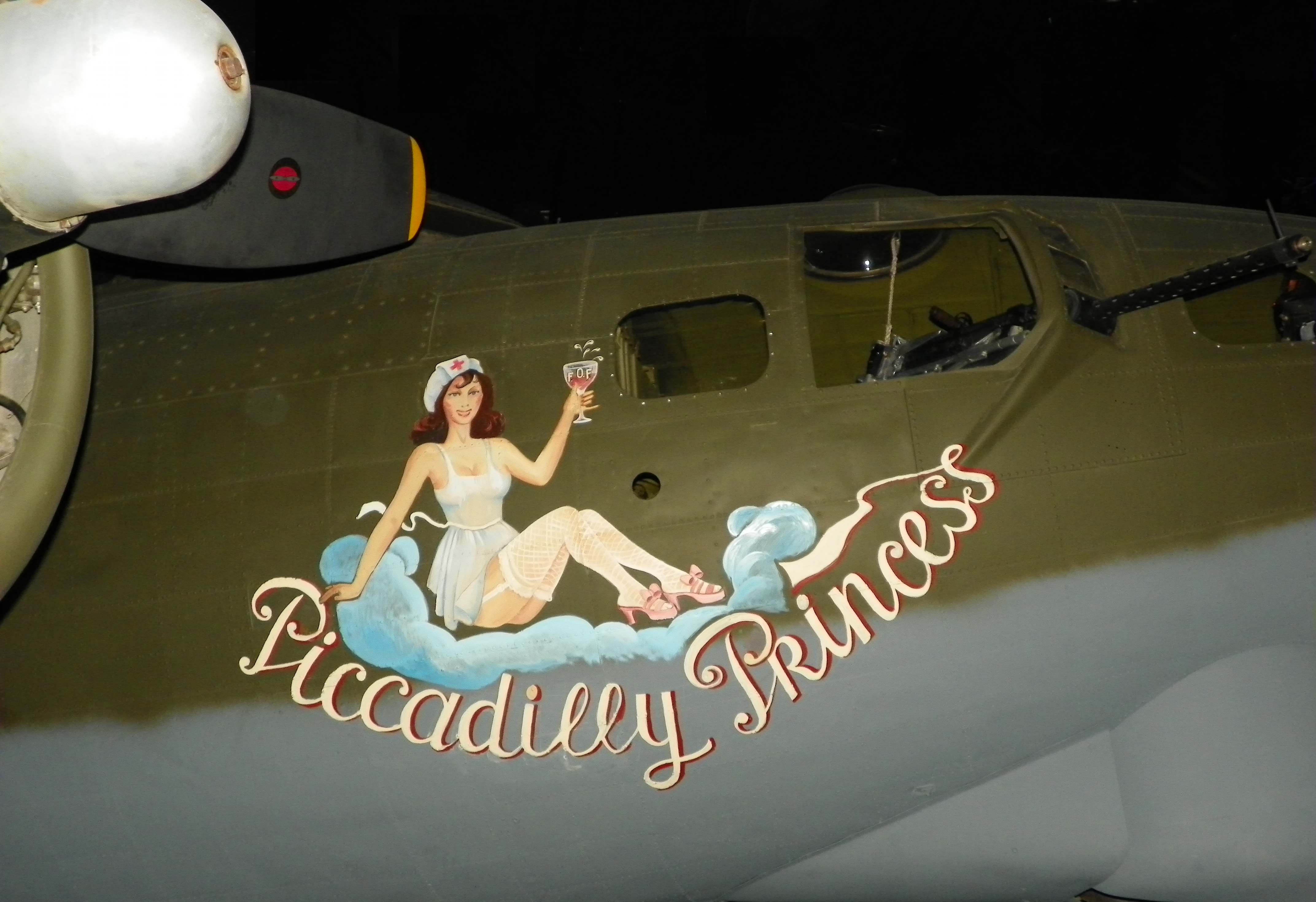
Raffigurazione su un B-17 dipinto come "Piccadilly Princess", 2011
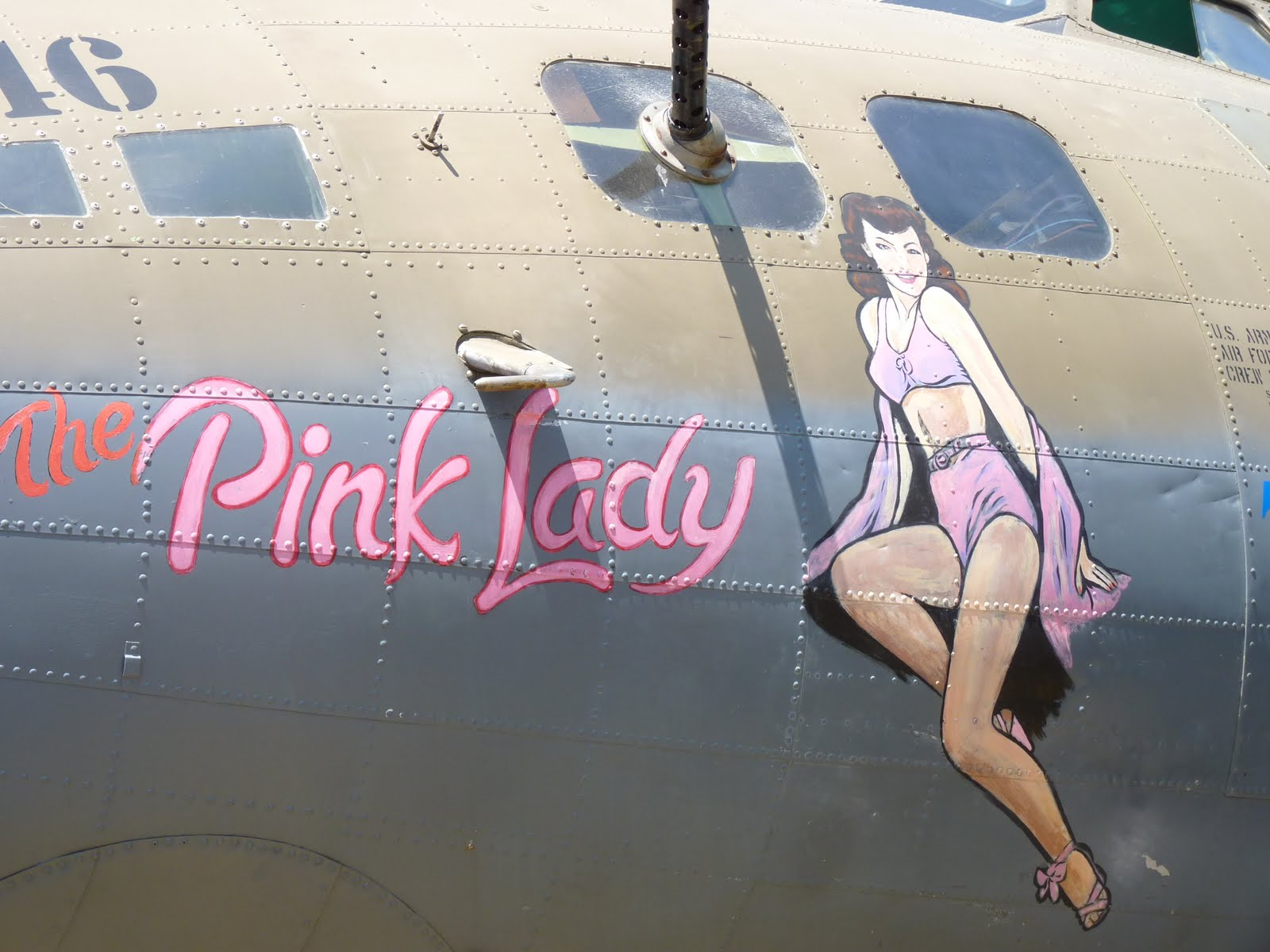
Boeing B17 The Pink Lady, 2010
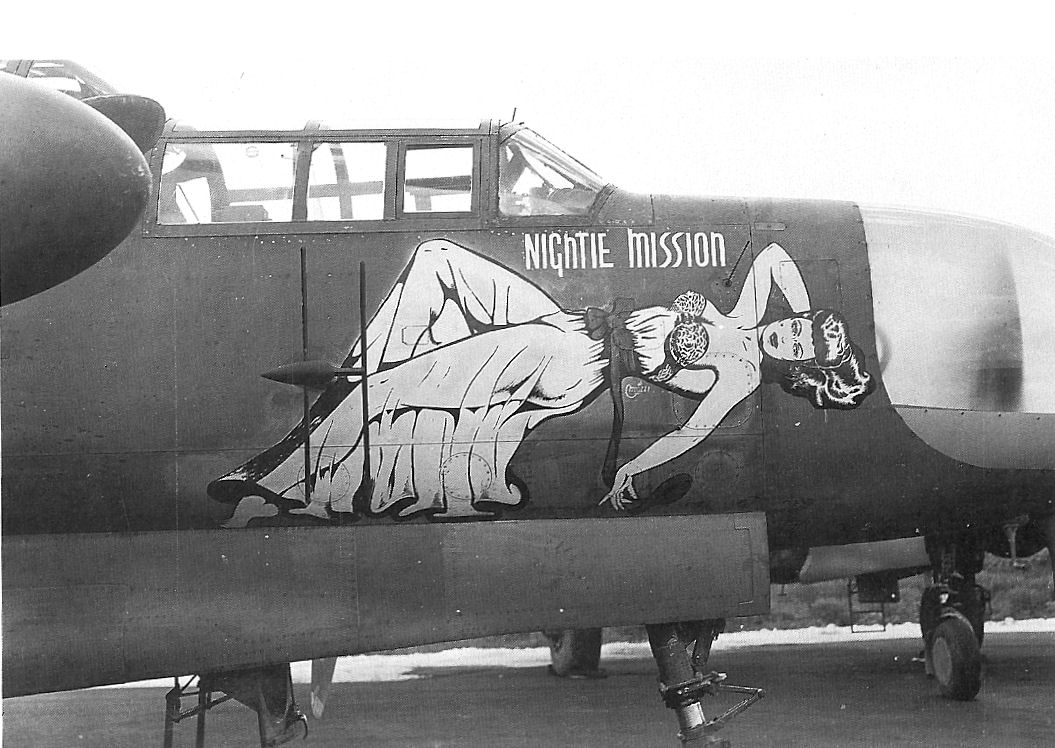
Northrop P-61 Black Widow, 1944
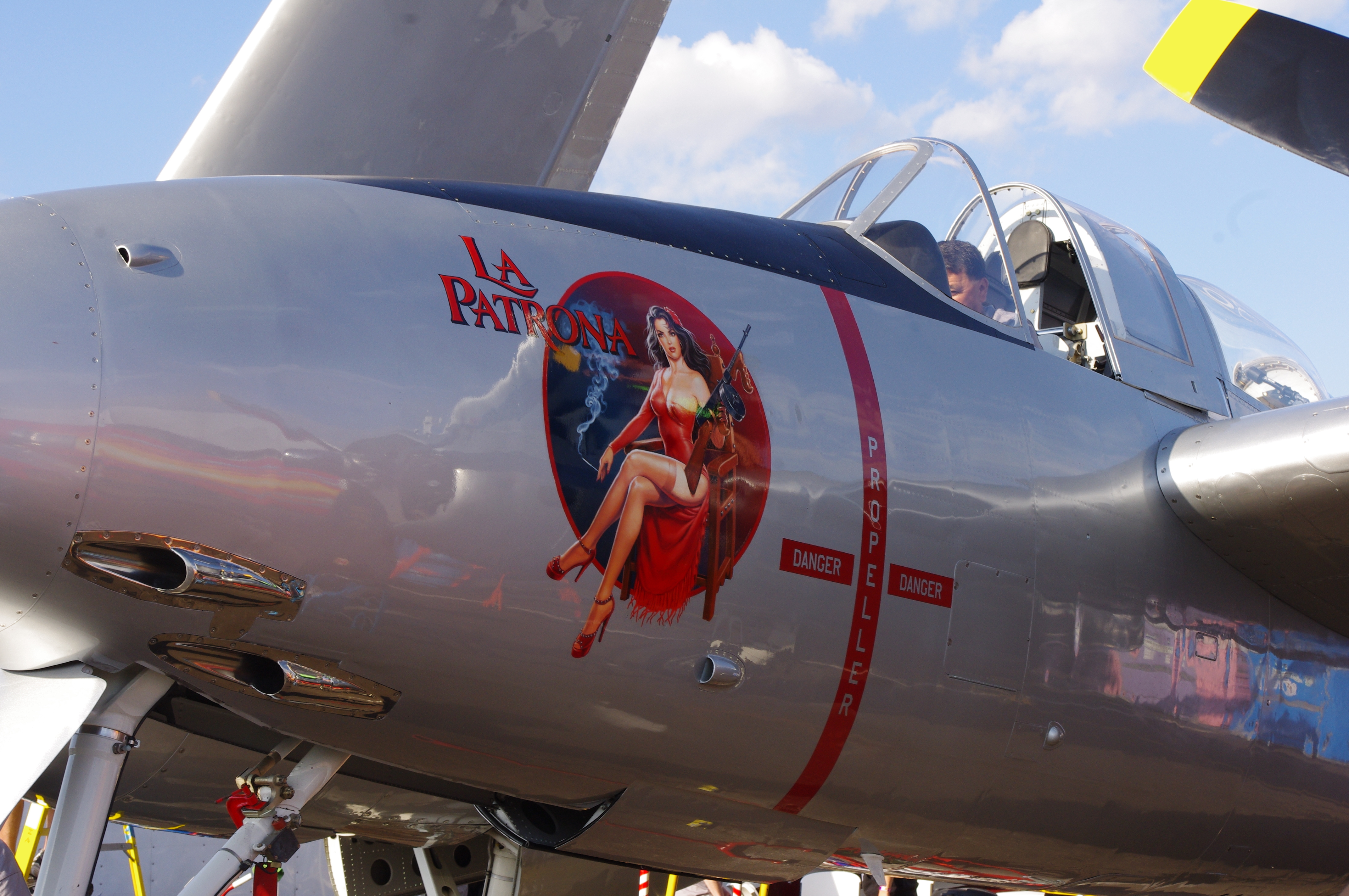
Grumman F7F Tigercat "La Patrona", Reno Air Races, 2011
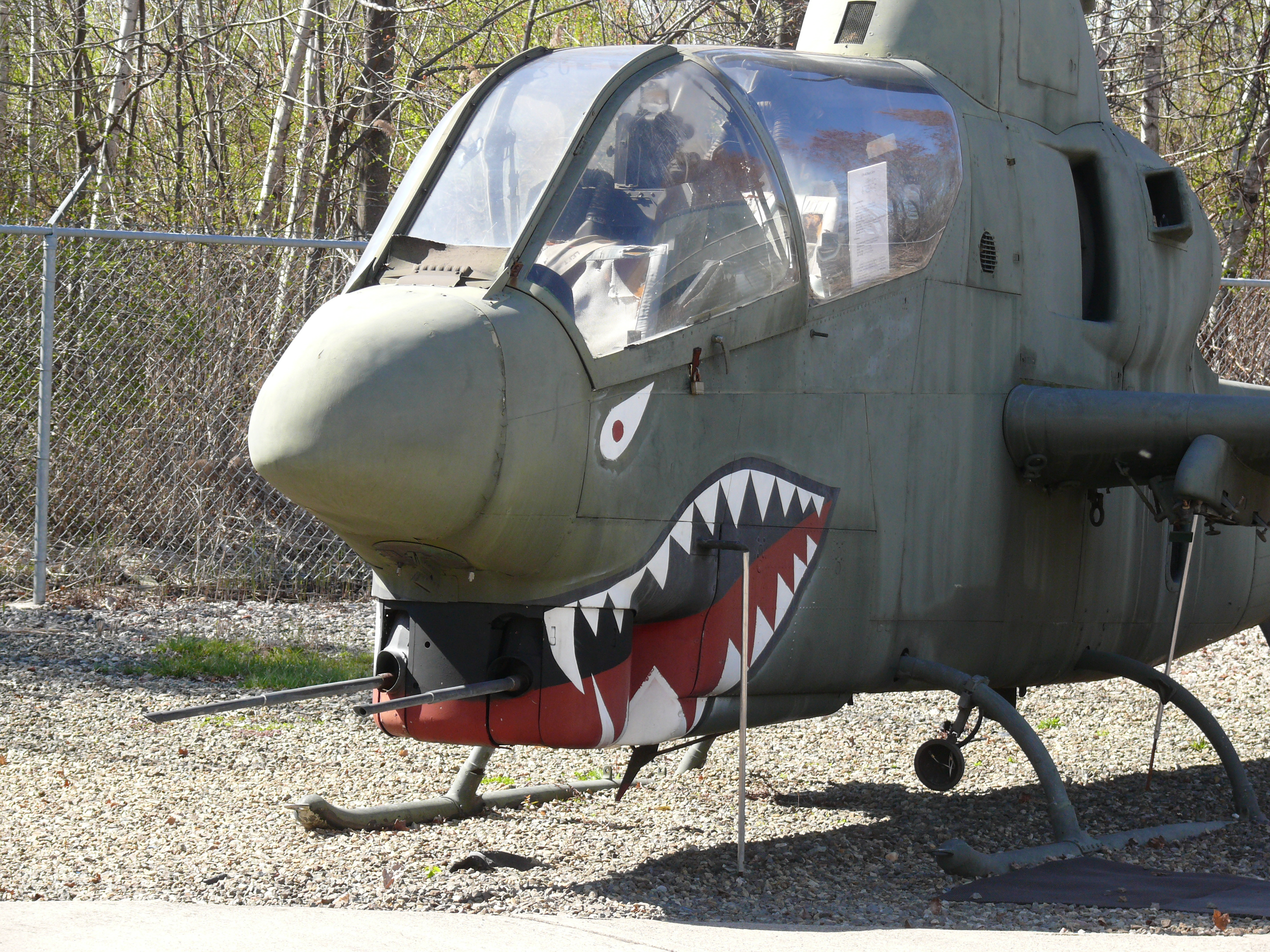
Bell AH-1 Cobra Gunship Attack Helicopter, Aviation Hall of Fame e Museum of New Jersey, 2012
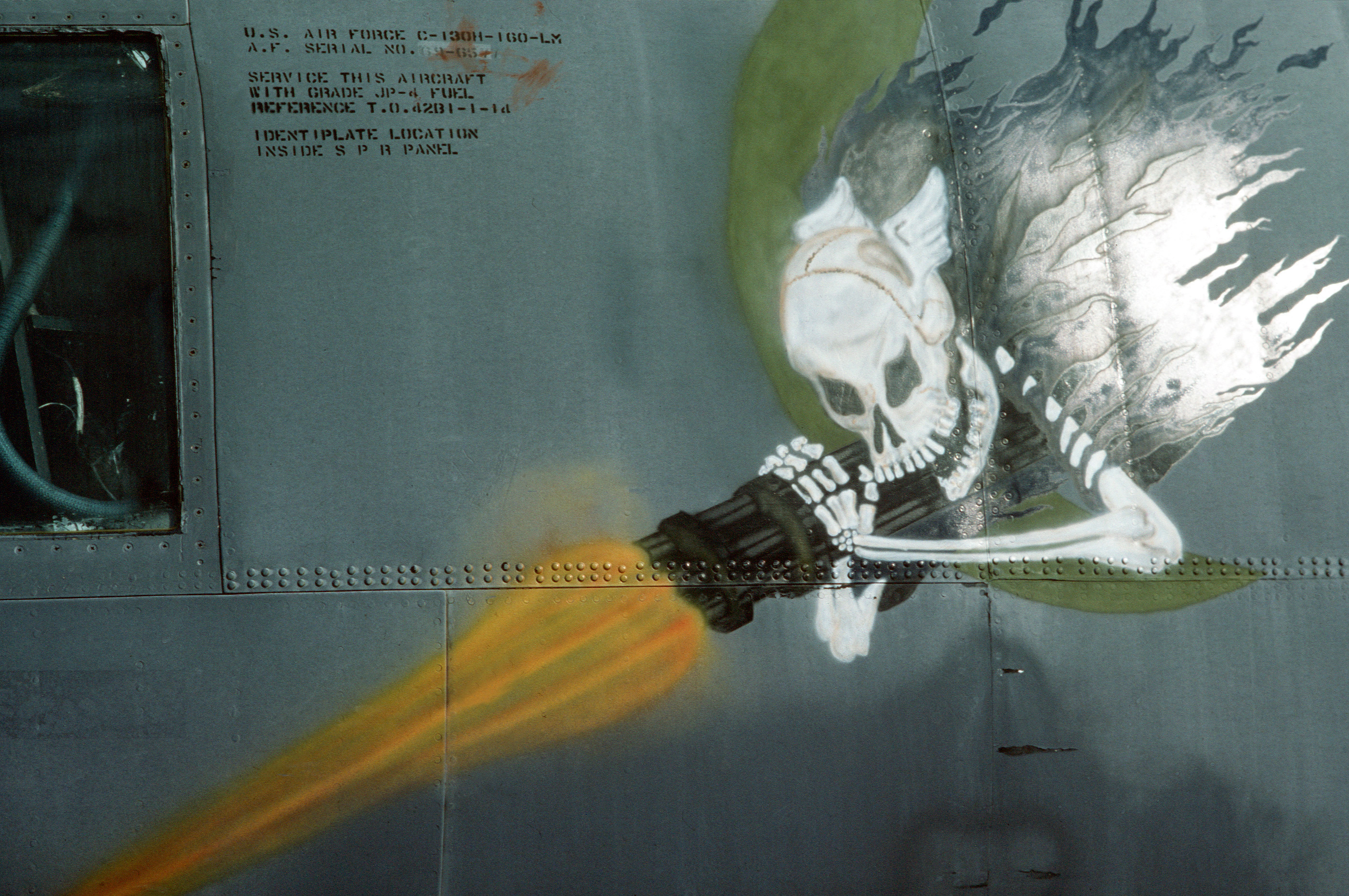
AC-130H Hercules, Hurlburt Field, Florida
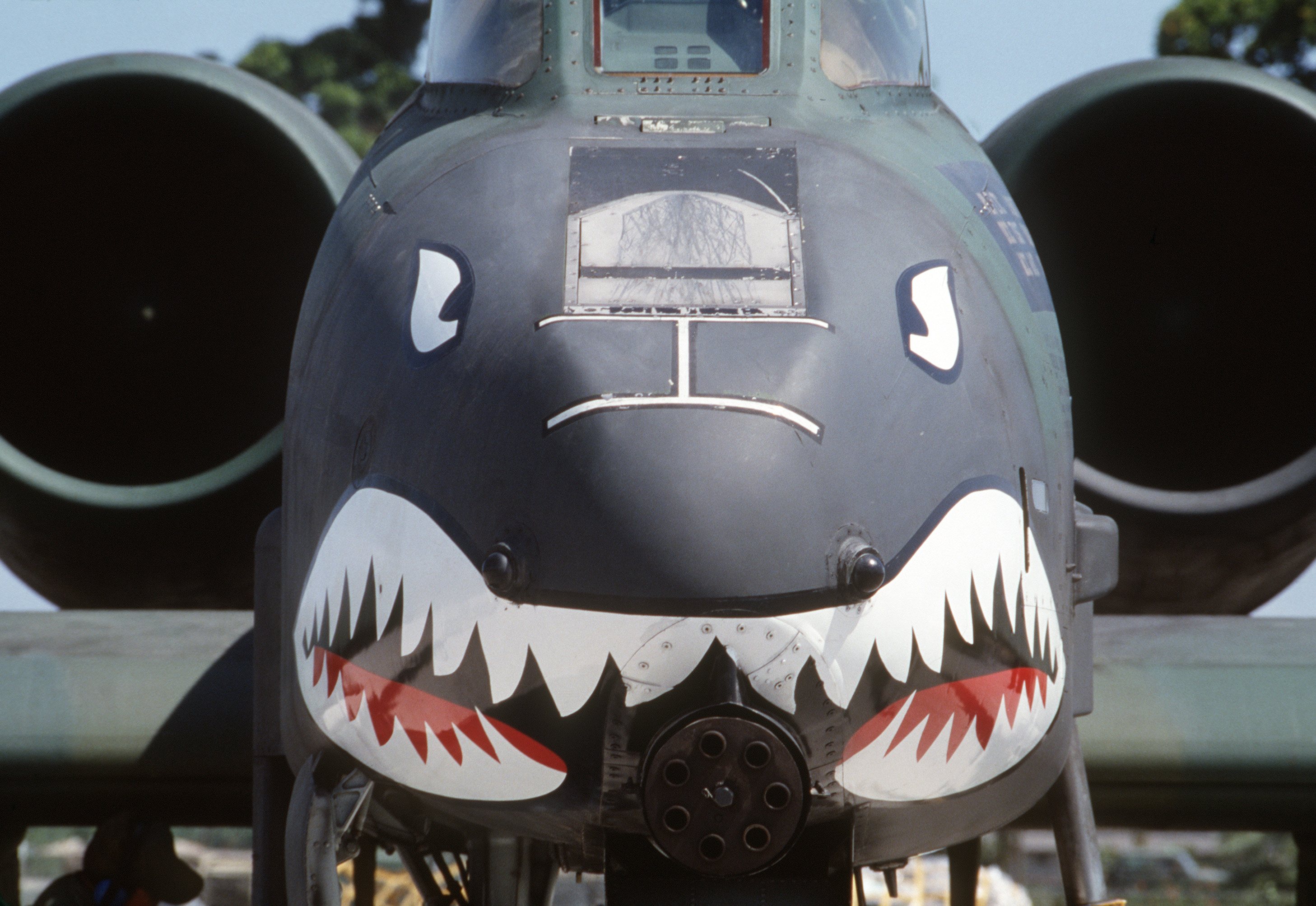
A-10 Thunderbolt II, 1987
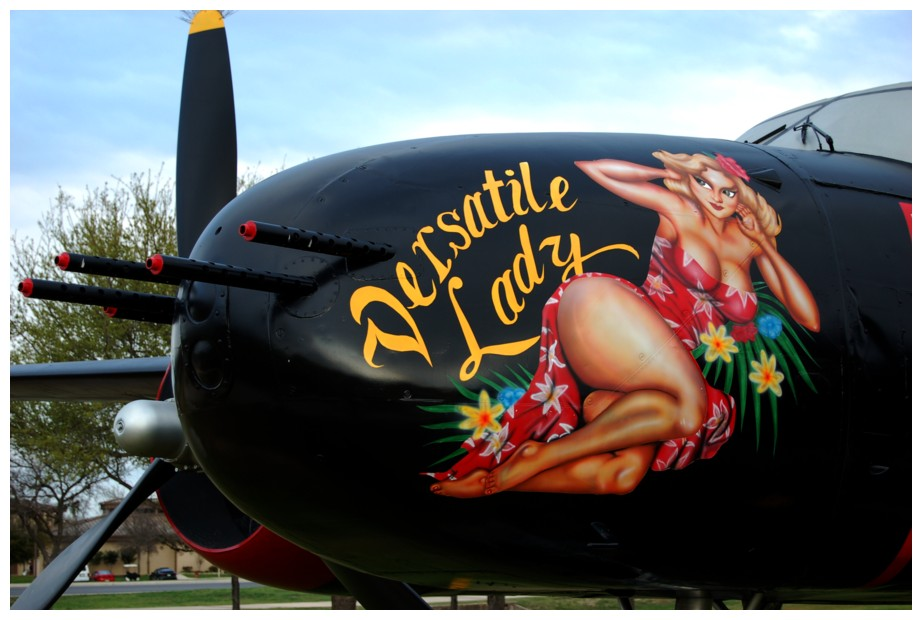
Douglas B-26C "Invader", 2007
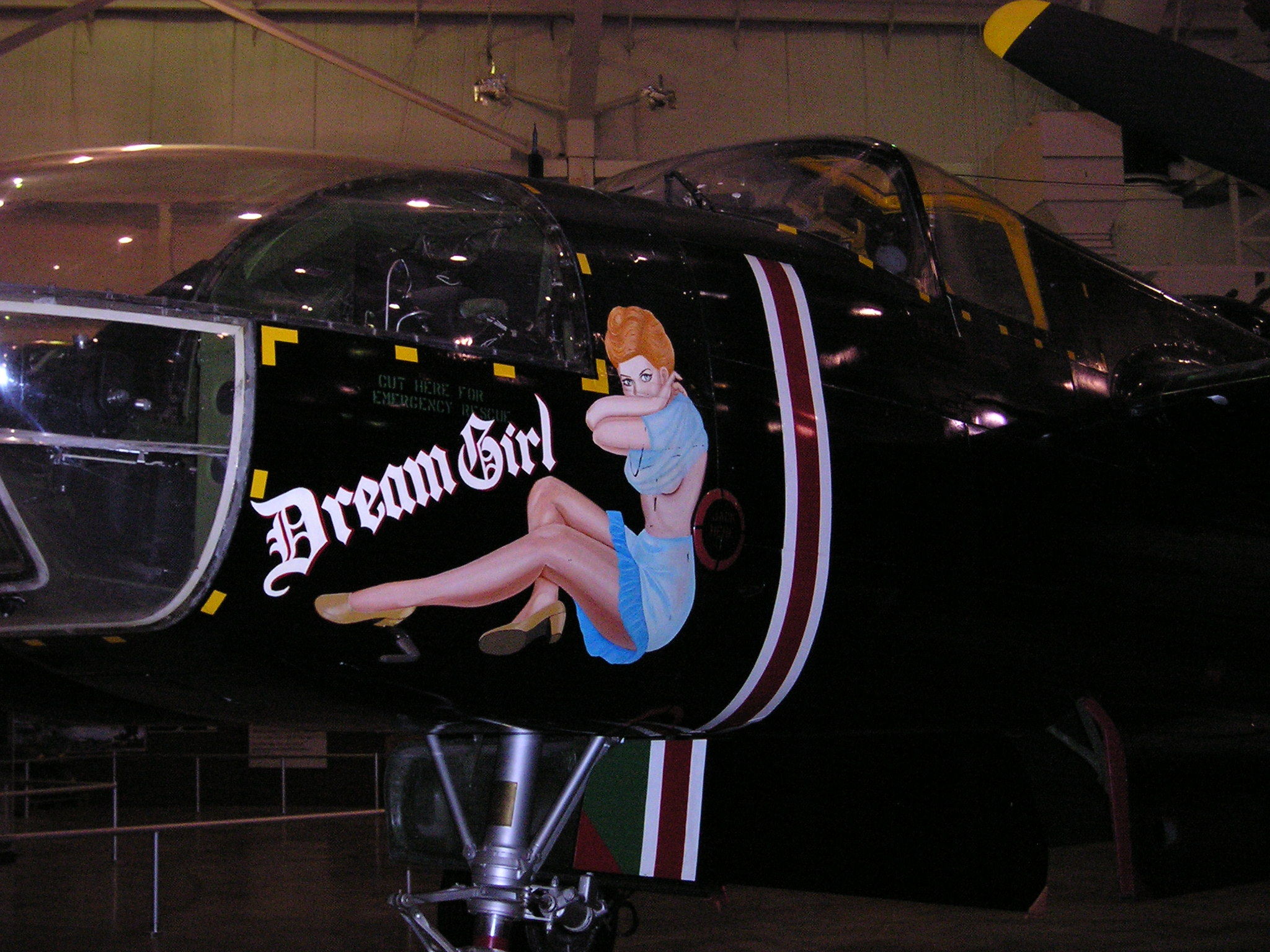
A-26C Invader, Museo Nazionale dell'Aeronautica degli Stati Uniti, Dayton, Ohio, 2006
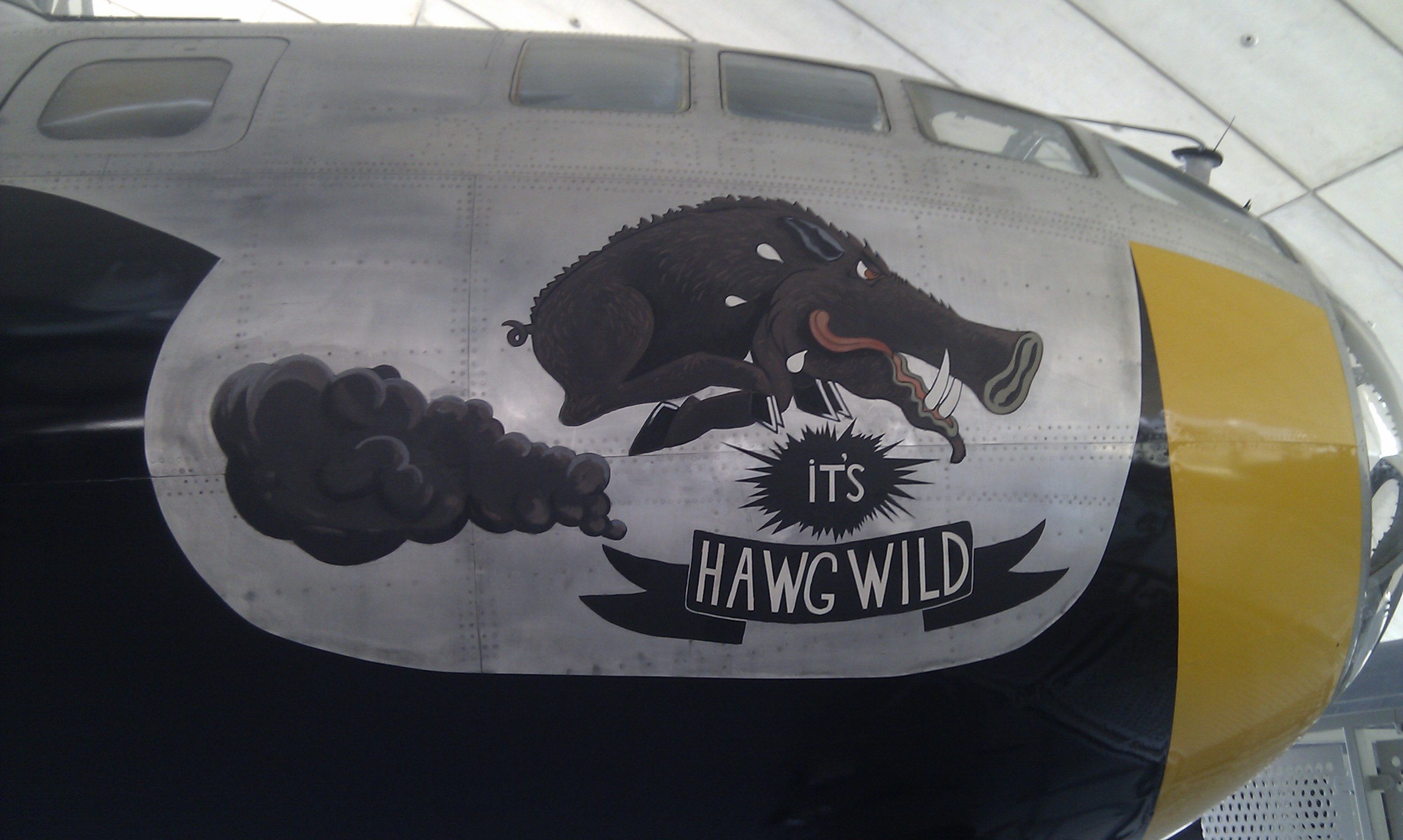
B-29 Superfortress It's Hawg Wild nose art, 2012
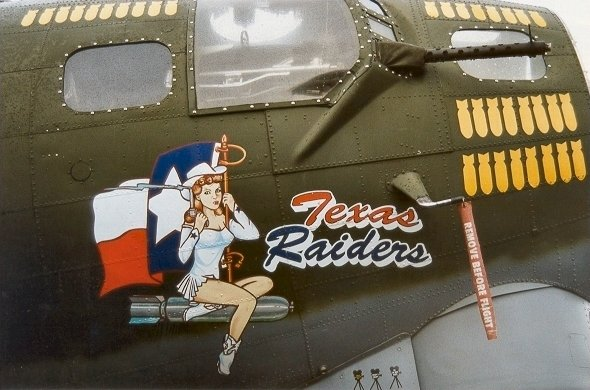
Nose art su un B-17
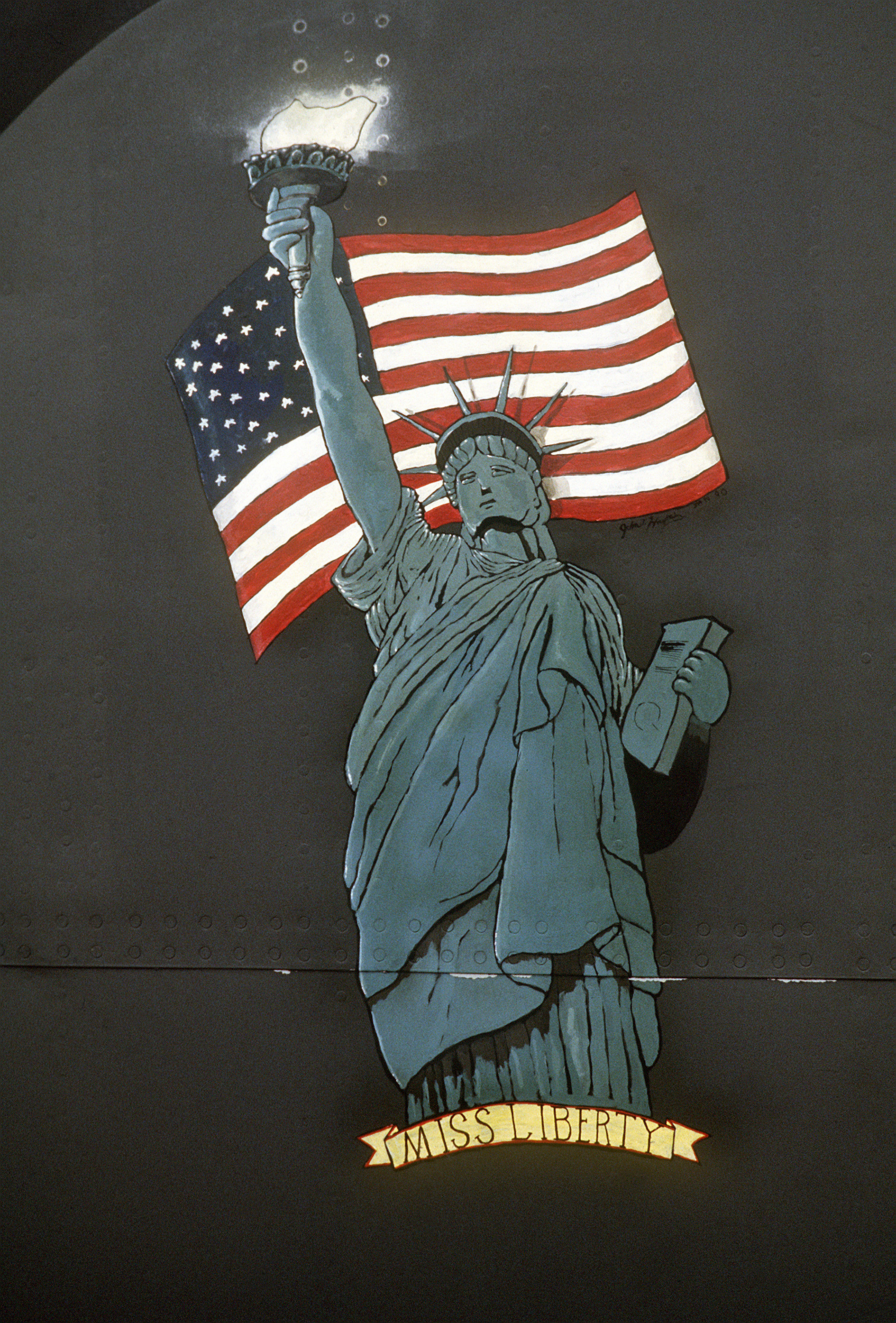
Stratotanker KC-135, Guerra del Golfo, 1992
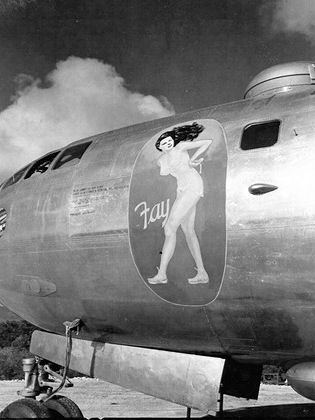
Superfortress "Fay" B-29, caduto il 25 marzo 1945
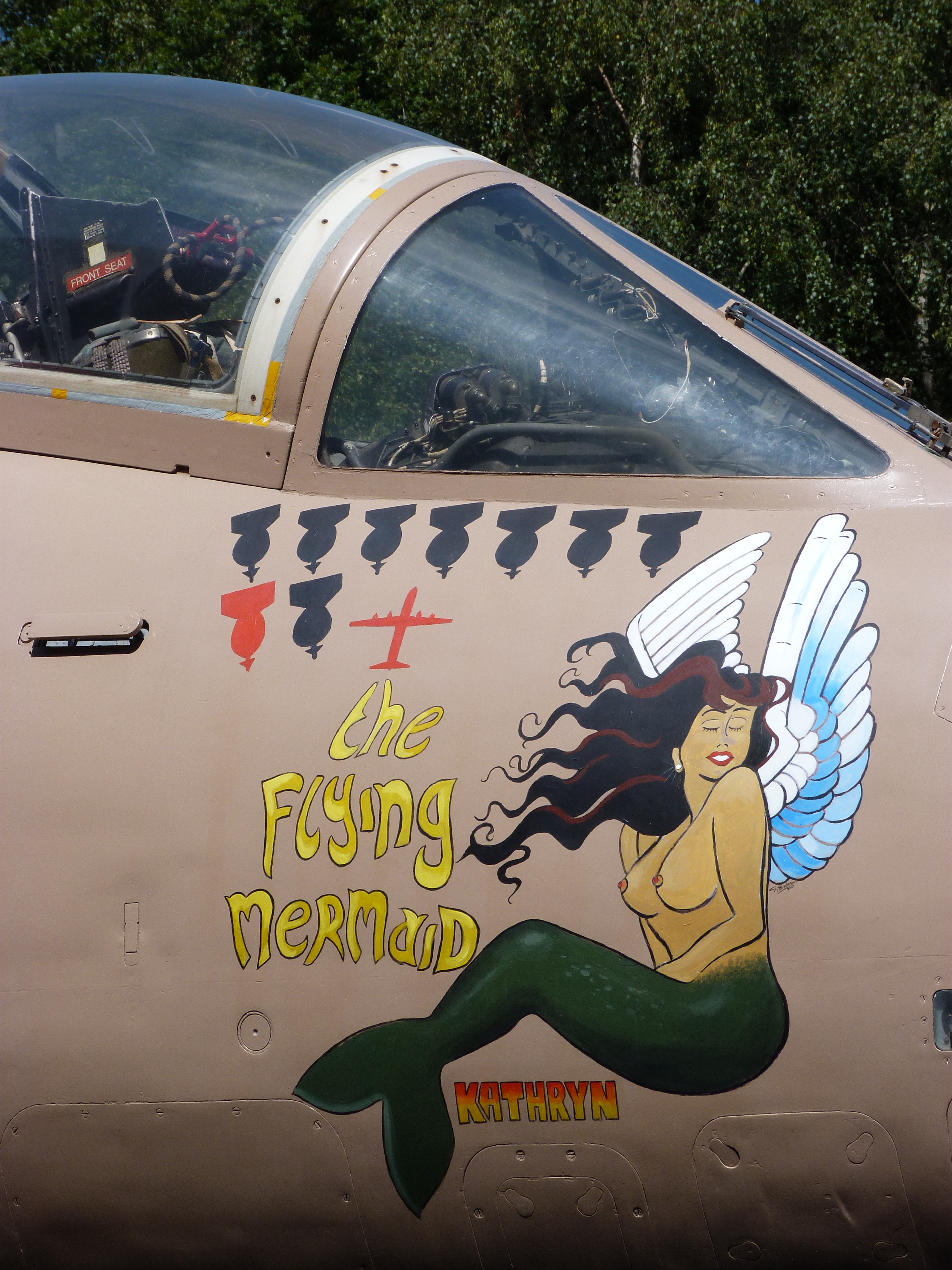
Yorkshire Air Museum, Elvington, 2011
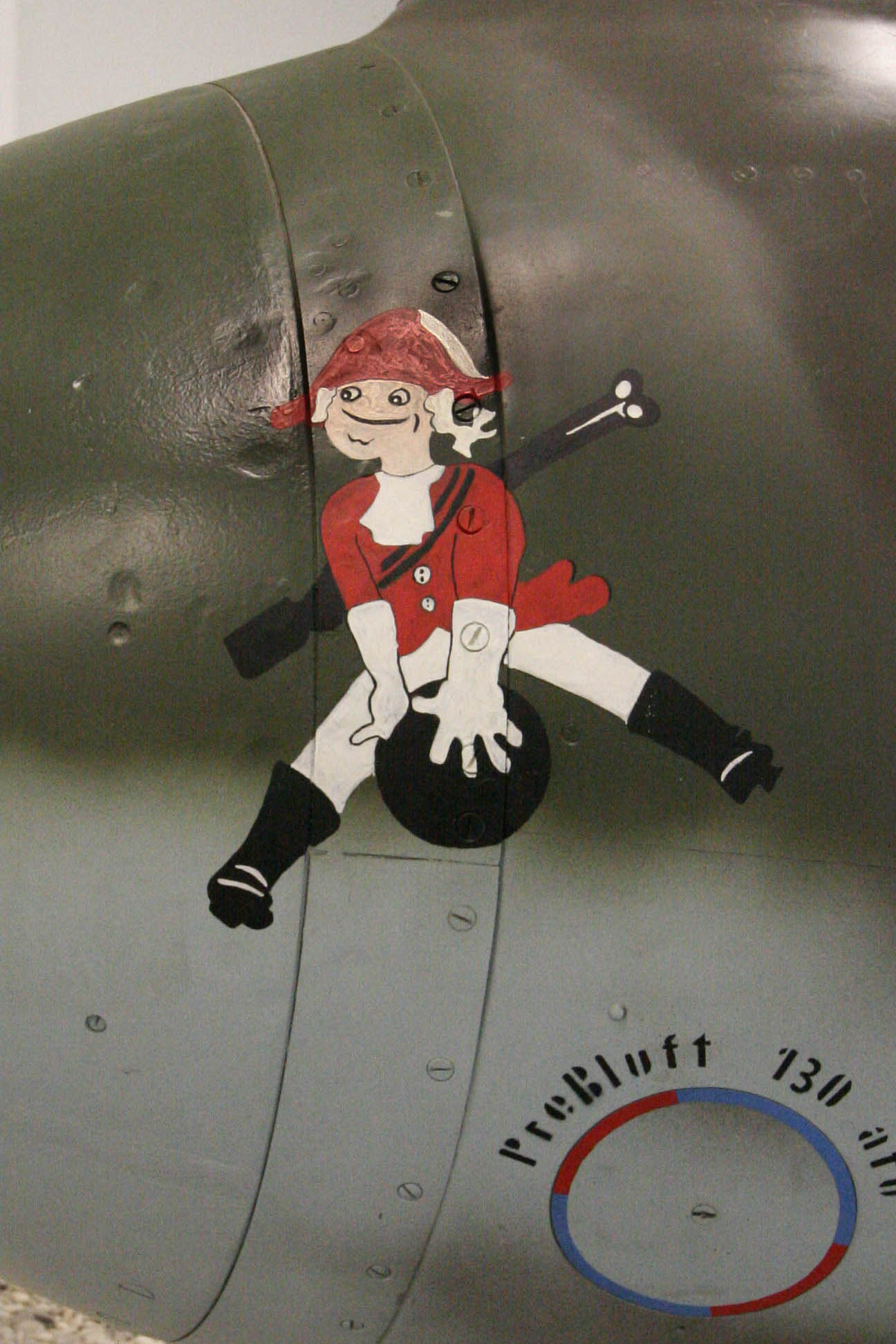
Me 163 nose-art. Luftwaffenmuseum, Berlino-Gatow, Germania, 2005
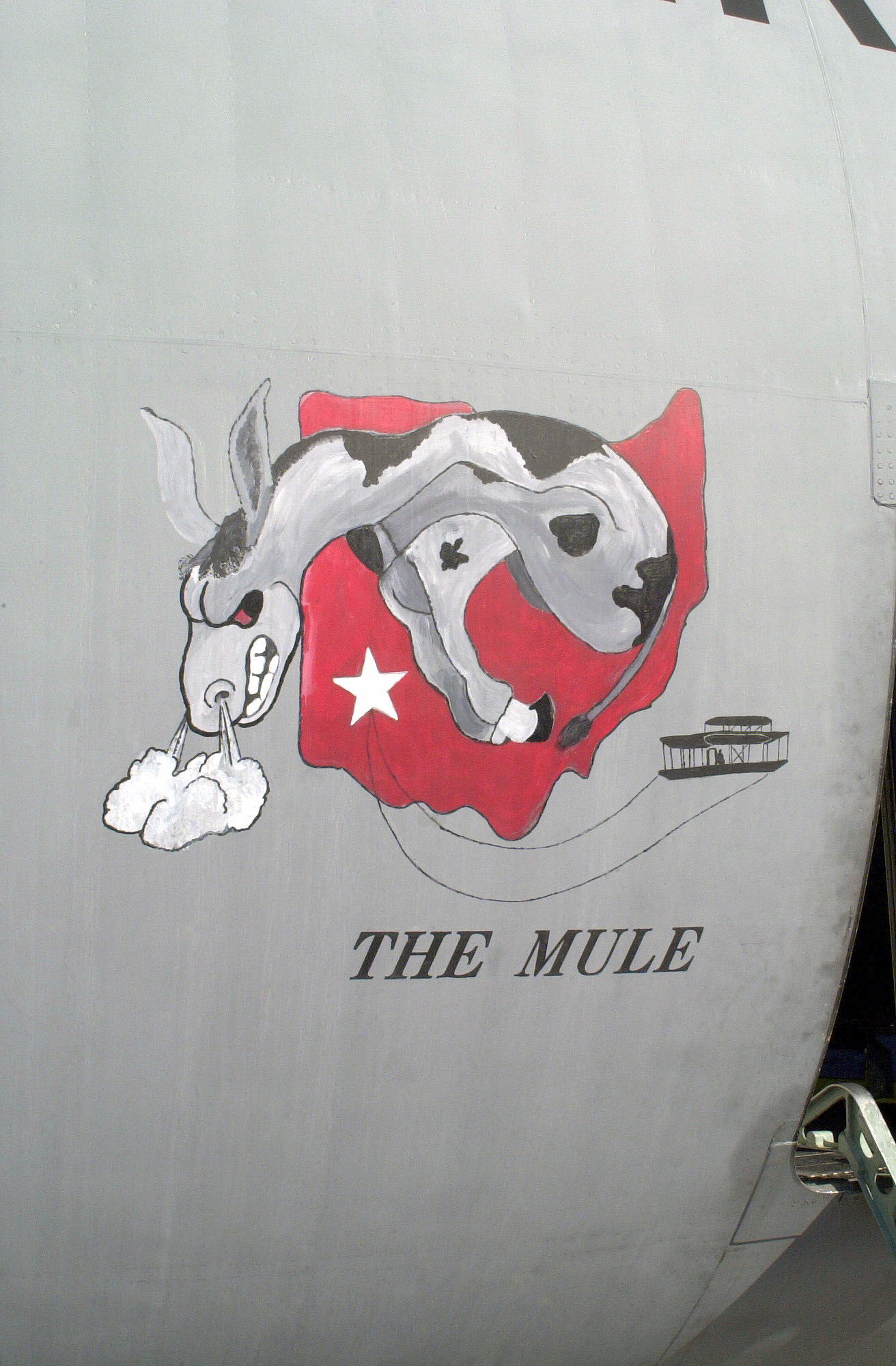
Wright-Patterson AFB, Ohio, 2001
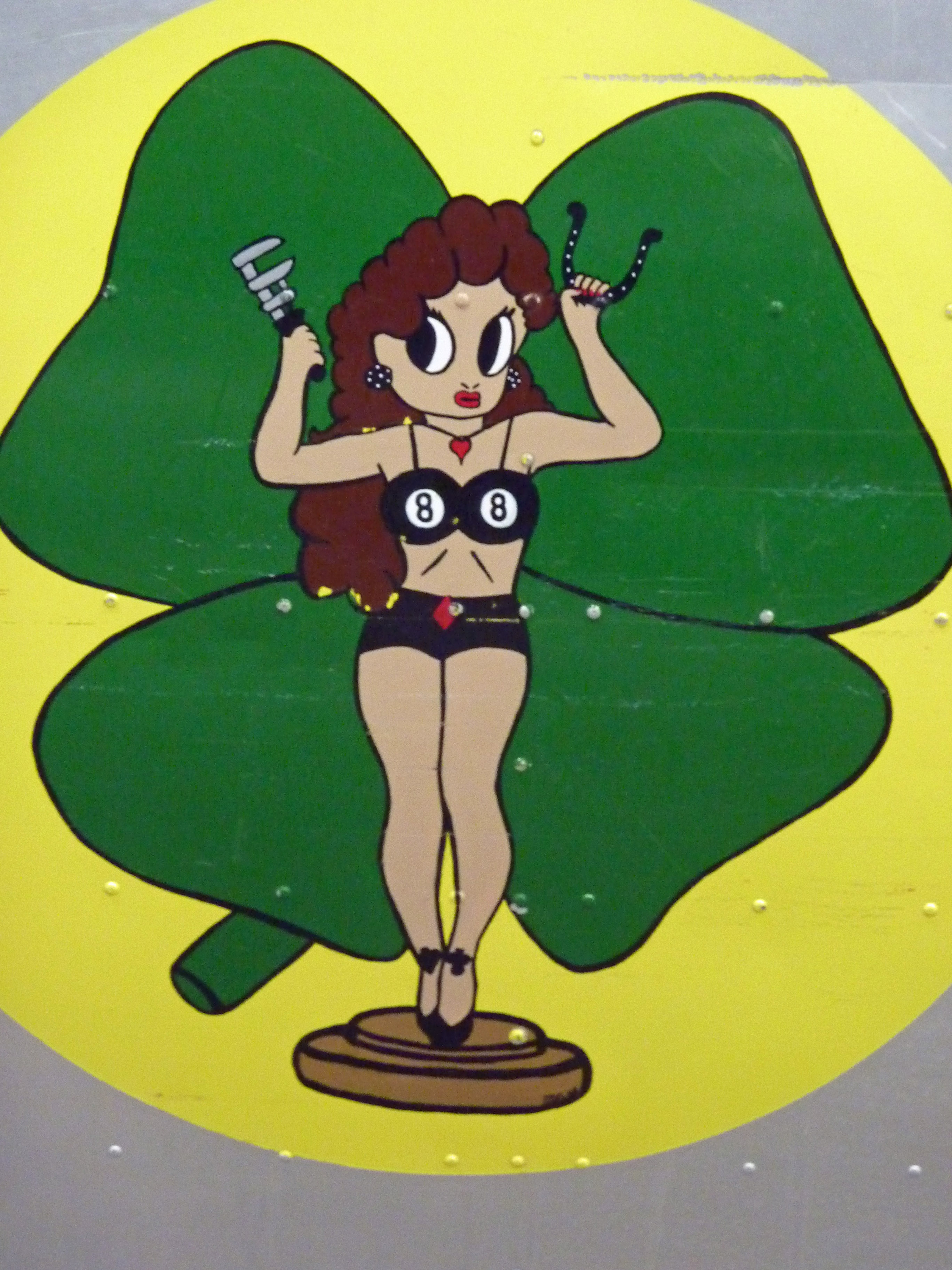
Pima Air & Space Museum, Tucson, Arizona, 2011
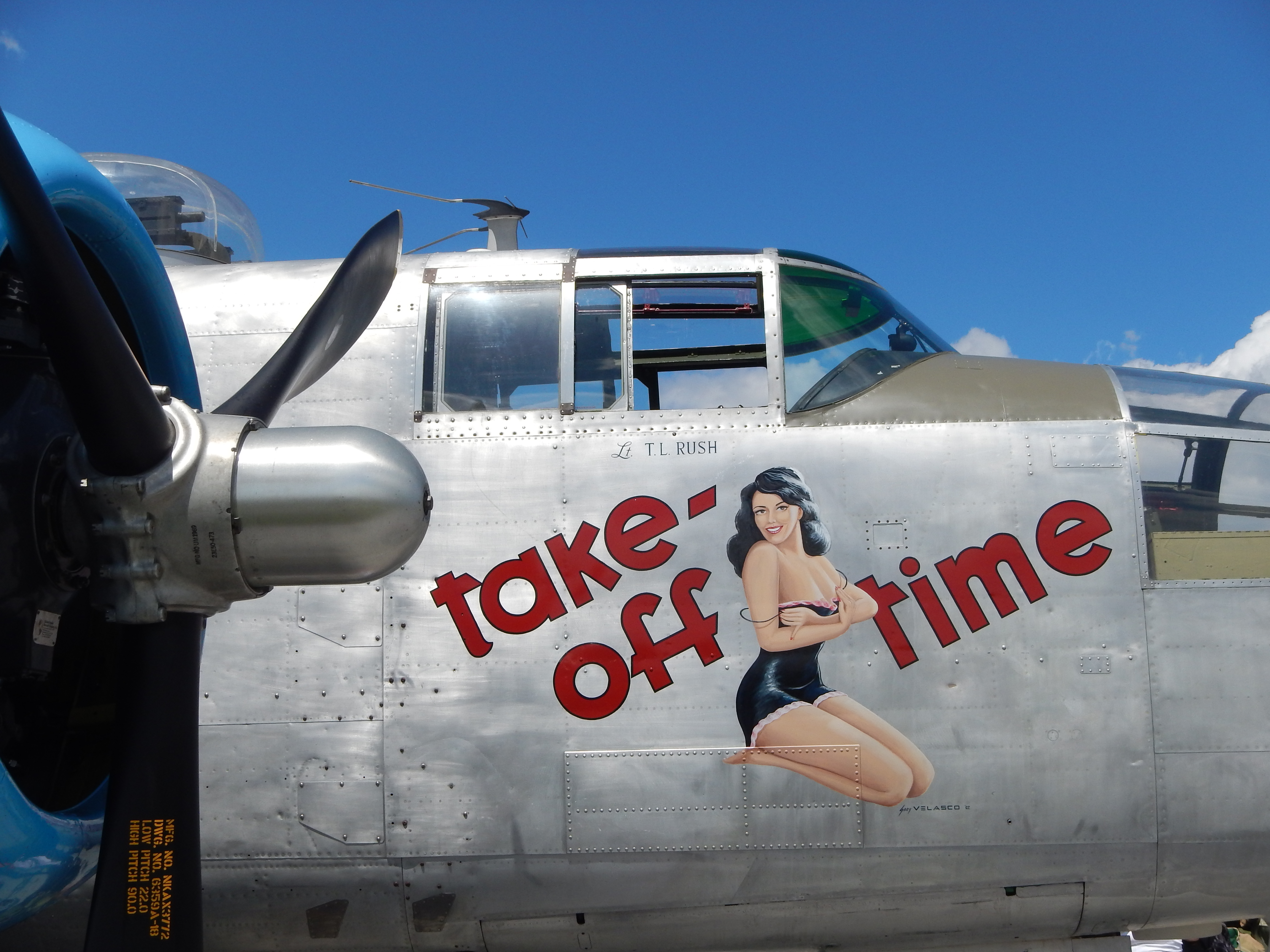
Nose art sul tempo di decollo del B-25 J, 2015
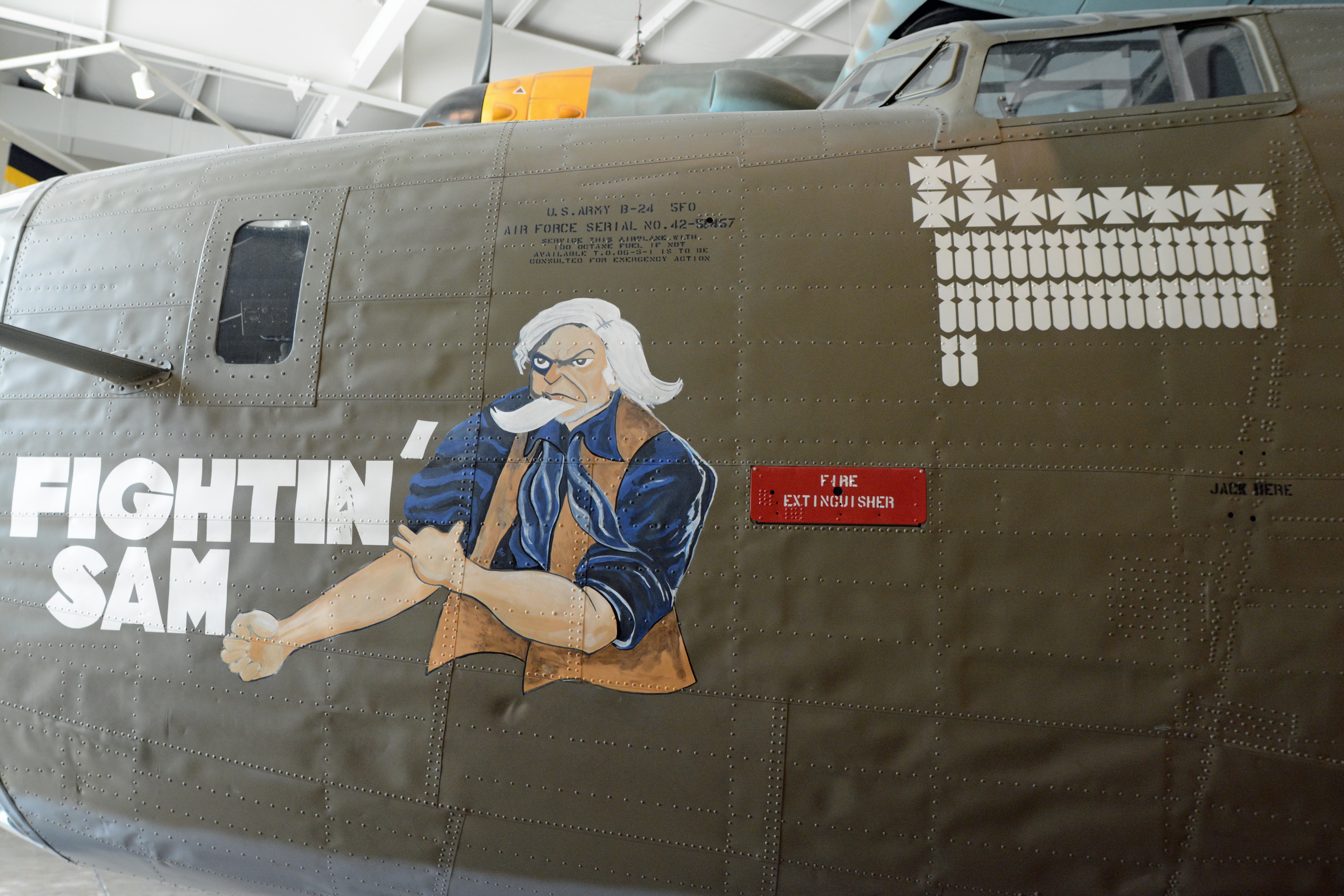
Nose art su un B-24 presso il Museo Nazionale della Mighty Eighth Air Force
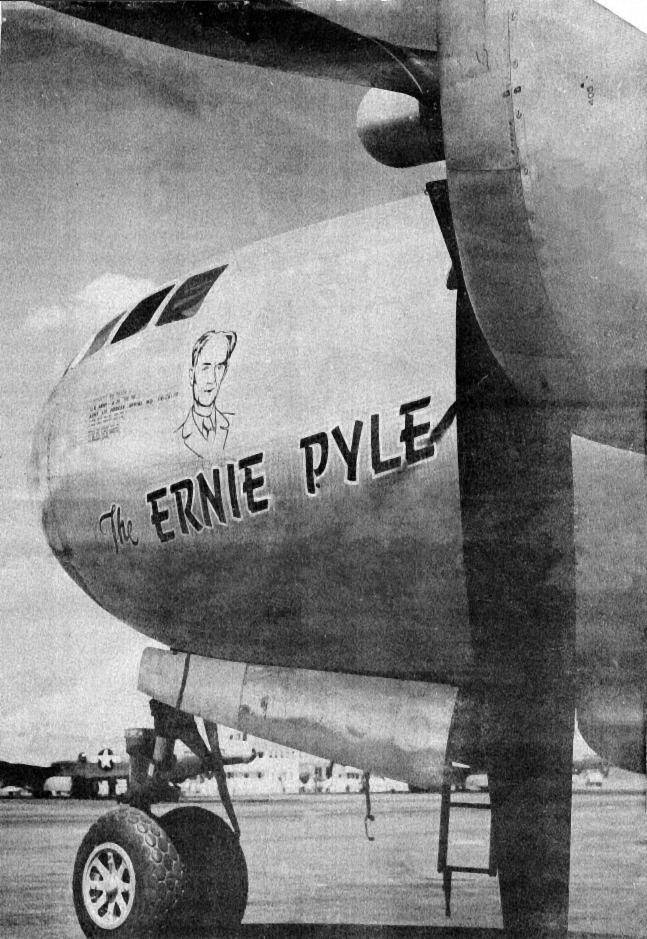
B-29 Naso Ernie Pyle art
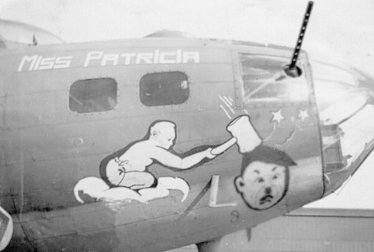
"Miss Patricia" 1943
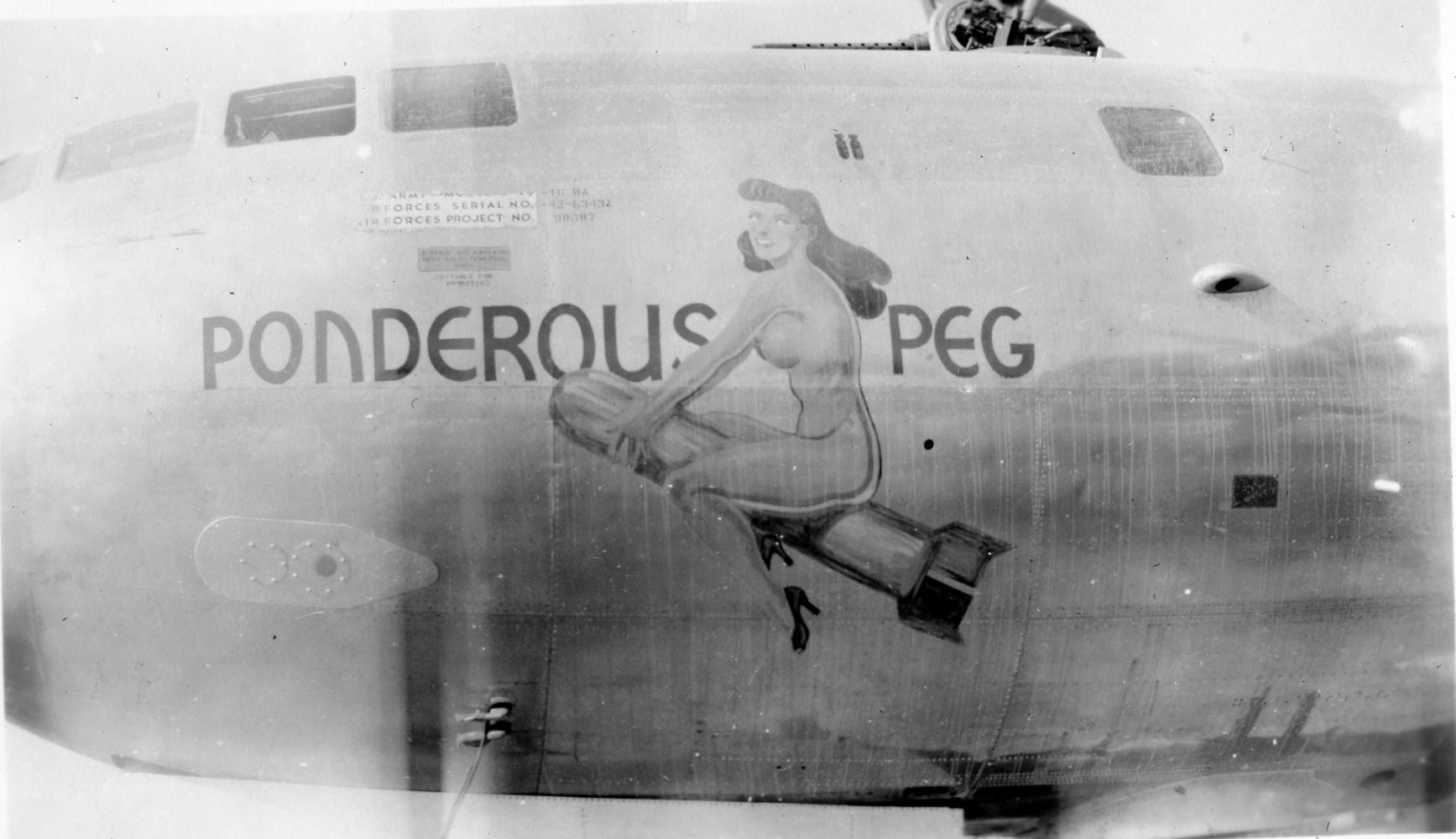
20th Air Force Boeing B-29 con musetto "Ponderous Peg" (Seconda Guerra Mondiale)
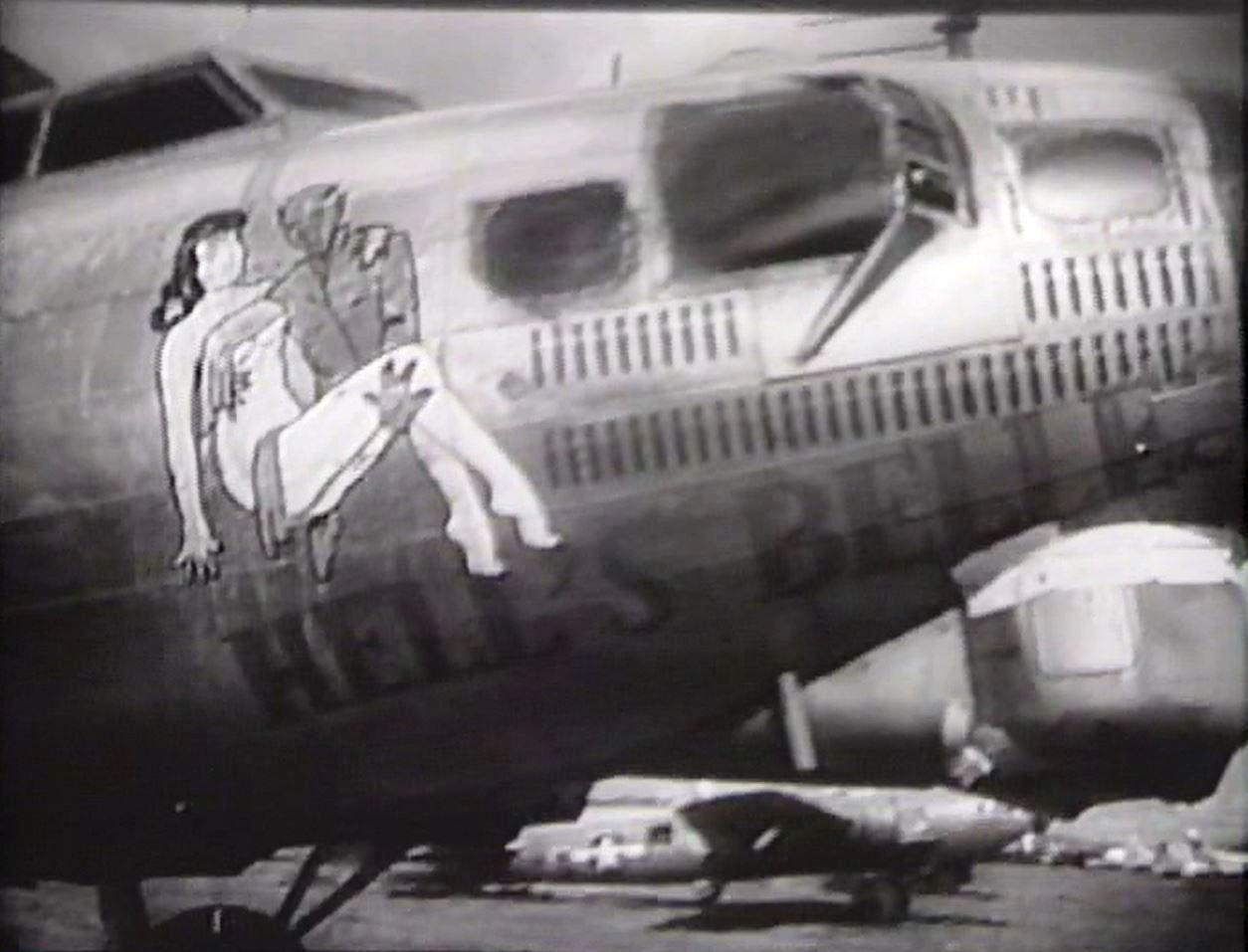
Schermata di un cinegiornale universale ripreso presso "Airplane Graveyard Kingman, Arizona" che mostra gli aerei della seconda guerra mondiale "Hell's Belles"
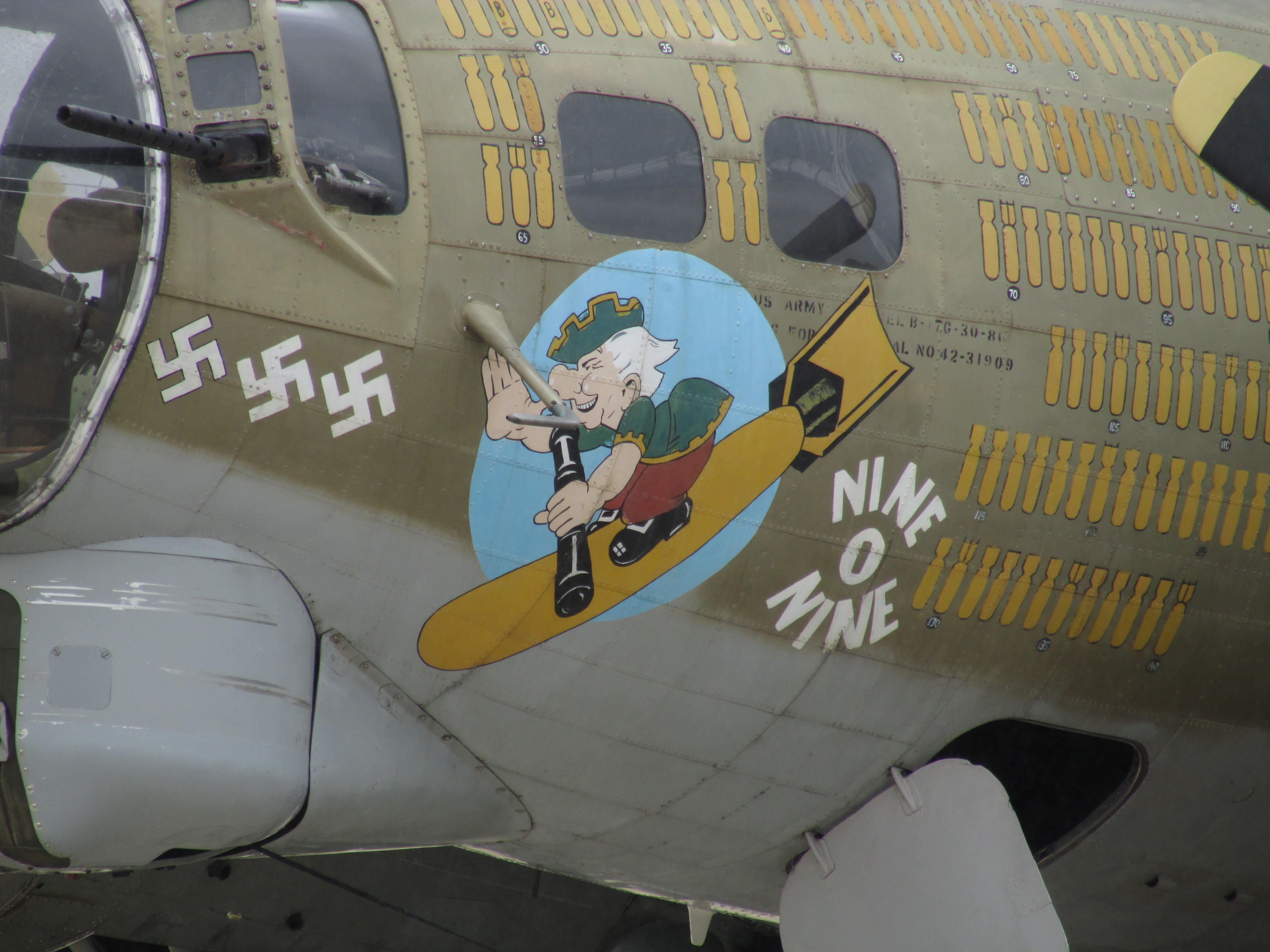
Nine-O-Nine, un B-17G di proprietà della Collings Foundation fino a quando non si schiantò nel 2019
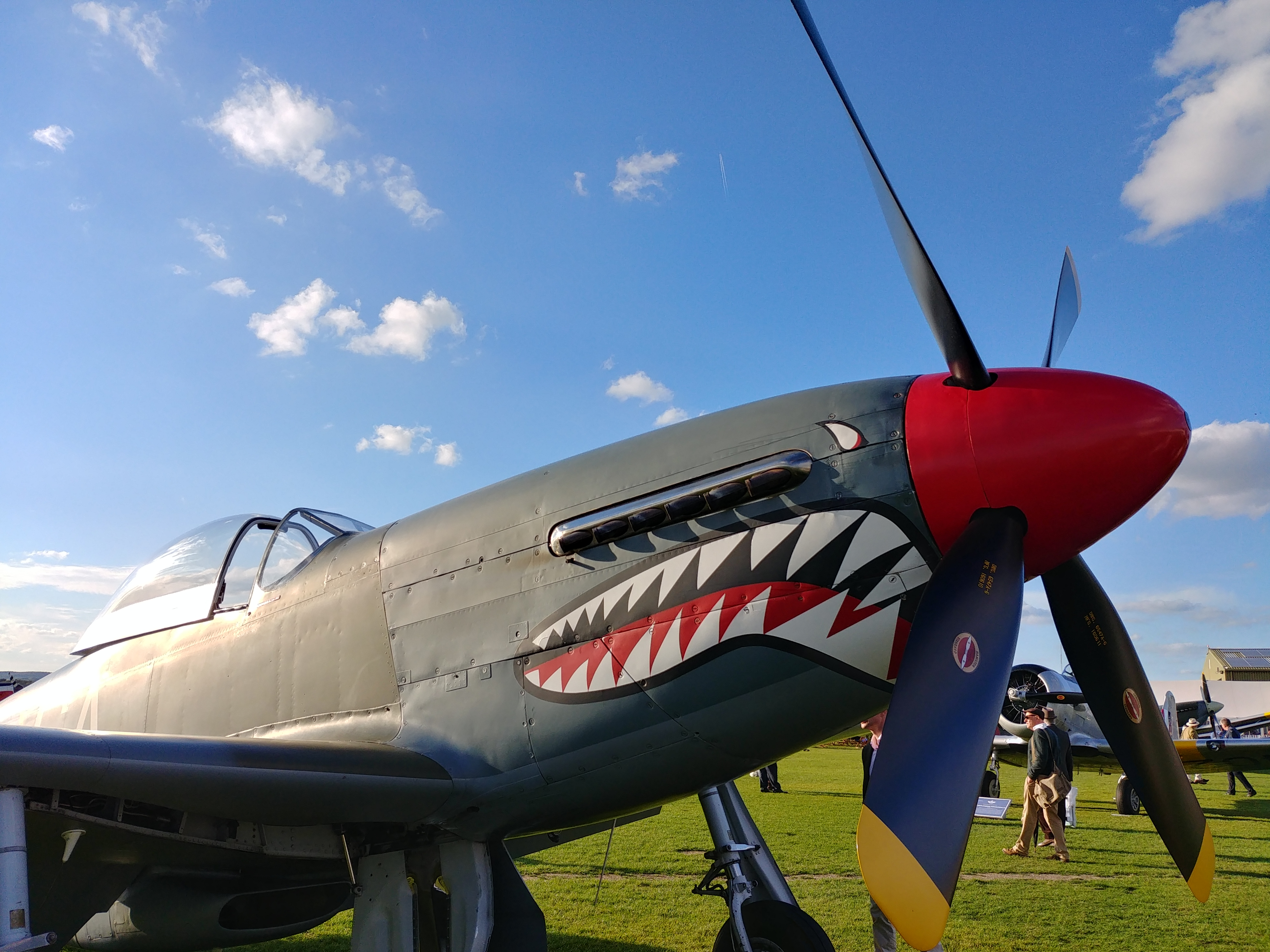
No. 112 Squadron RAF P-51 Mustang al Goodwood revival 2018